# Étoile de mer
Asteroidea
«  Asteroidea » redirige ici. Ne pas confondre avec Asteroideae ni Astéroïde.
Pour les articles homonymes, voir Étoile (homonymie).
Classe
Ordres de rang inférieur
- Peripodida
- Brisingida
- Forcipulatida
- Spinulosida
- Notomyotida
- Paxillosida
- Valvatida
- Velatida

Les étoiles de mer (Asteroidea) ou Astéries forment une classe d'échinodermes, des animaux marins caractérisés par une silhouette rayonnante et un squelette calcaire formé de pièces articulées. On en dénombre au moins 1 500 espèces réparties dans plus de trente familles vivant dans tous les océans.
À l'âge adulte, elles arborent une forme d'étoile caractéristique, constituée d'un disque central autour duquel rayonnent cinq bras ou plus. Les étoiles de mer ont une espérance de vie d'environ quatre à cinq années, parfois plus, et sont en général carnivores, se nourrissant d'animaux lents. Animaux exclusivement marins et souvent esthétiques, elles constituent un symbole maritime important. L'espèce la plus répandue en Europe et la plus étudiée est l'étoile de mer commune.

## Description

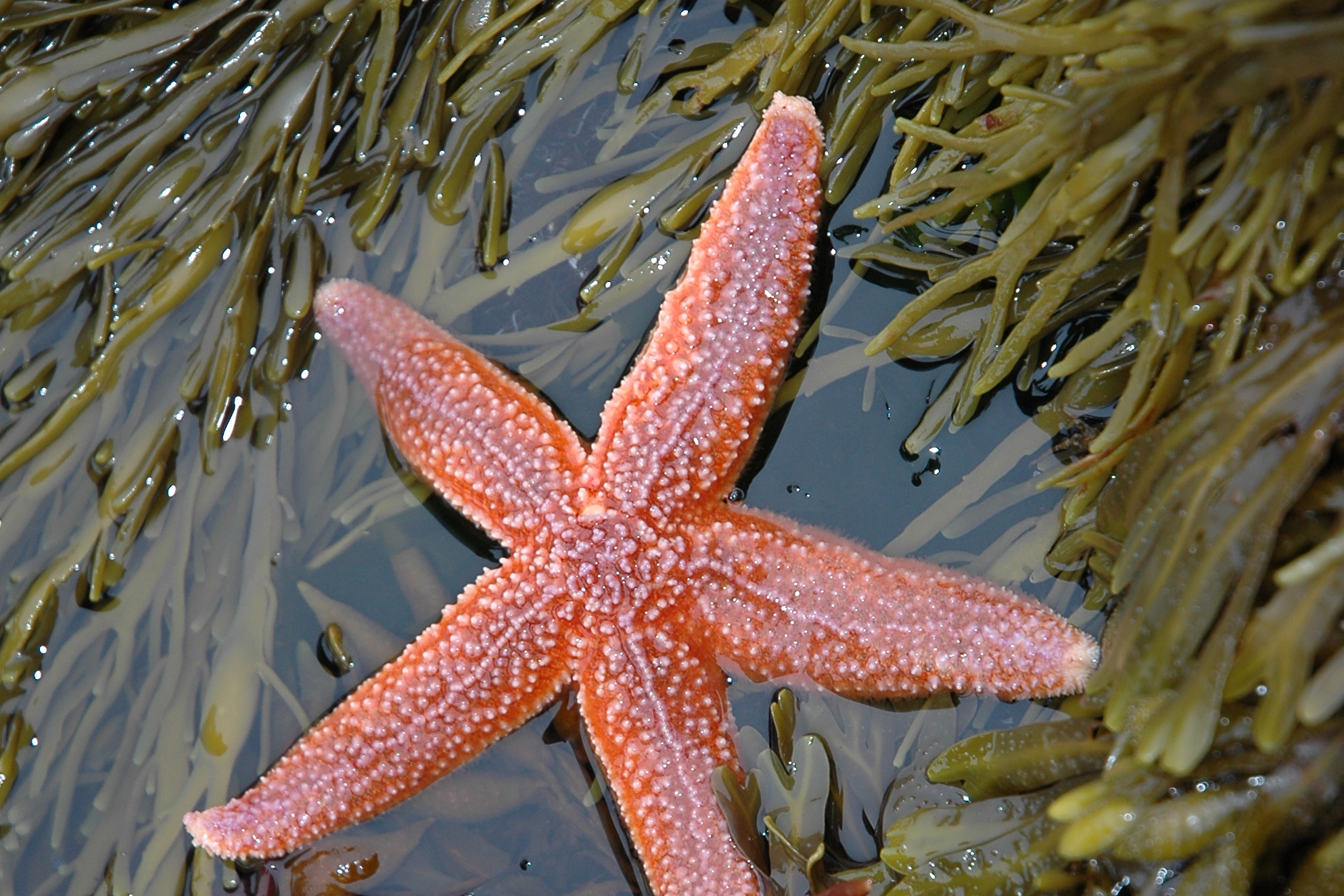
Étoile de mer commune (Asterias rubens).

Les étoiles de mer sont des animaux souvent très colorés, et caractérisés comme tous les échinodermes par une symétrie pentaradiale (symétrie d'ordre 5) généralement bien visible à l'âge adulte. Elles sont donc reconnaissables à leur forme d'étoile dessinée par leurs cinq bras (parfois plus) plus ou moins longs et pointus, qui rayonnent autour d'un « disque central » contenant la plupart des organes (systèmes digestif, nerveux...).
La taille du disque par rapport aux bras est variable : si le disque est presque inexistant chez les Linckia, il englobe les bras chez certaines espèces, qui arborent ainsi des formes pentagonales voire rondes, comme les Culcita en forme de coussin, ou les Podosphaeraster parfaitement sphériques. On distingue les étoiles de mer de leurs cousines les ophiures au moyen de différentes caractéristiques, comme le fait que les bras des étoiles se touchent à leur base, alors que ceux des ophiures sont clairement espacés.
Au milieu de la face inférieure du disque central, se trouve la bouche, où se rejoignent généralement des « sillons ambulacraires » qui partent des bras. Chacun de ces sillons radiaux porte entre 2 et 4 rangées de podia (ou pieds ambulacraires), qui sont les organes de la locomotion : ceux-ci sont généralement terminés par une ventouse (qui est en fait un disque adhésif). Ces sillons ambulacraires sont protégés de part et d'autre par une rangée de plaques armées de piquants ou de granules élargis, qui forment la bordure adambulacraire. Au-delà s'étend la région actinolatérale (« palmure » entre les bras, plus ou moins prononcée suivant les espèces), dont le bord est appelé la ceinture marginale.
Ce sont des animaux benthiques : cela signifie qu'elles vivent posées sur le fond de la mer, où elles progressent lentement sur leur podia, et sont incapables de nager.
Les étoiles de mer peuvent mesurer de quelques millimètres dans certains genres (comme les Aquilonastra et Allostichaster) à plus d’un mètre chez Pycnopodia helianthoides. La plus grande des étoiles de mer connues pourrait être Midgardia xandaras, qui peut dépasser cent quarante centimètres de diamètre, grâce à ses bras très longs et très fins. En termes de poids, certaines espèces du genre Thromidia (comme Thromidia gigas (en)) pourraient atteindre les 6 kg.

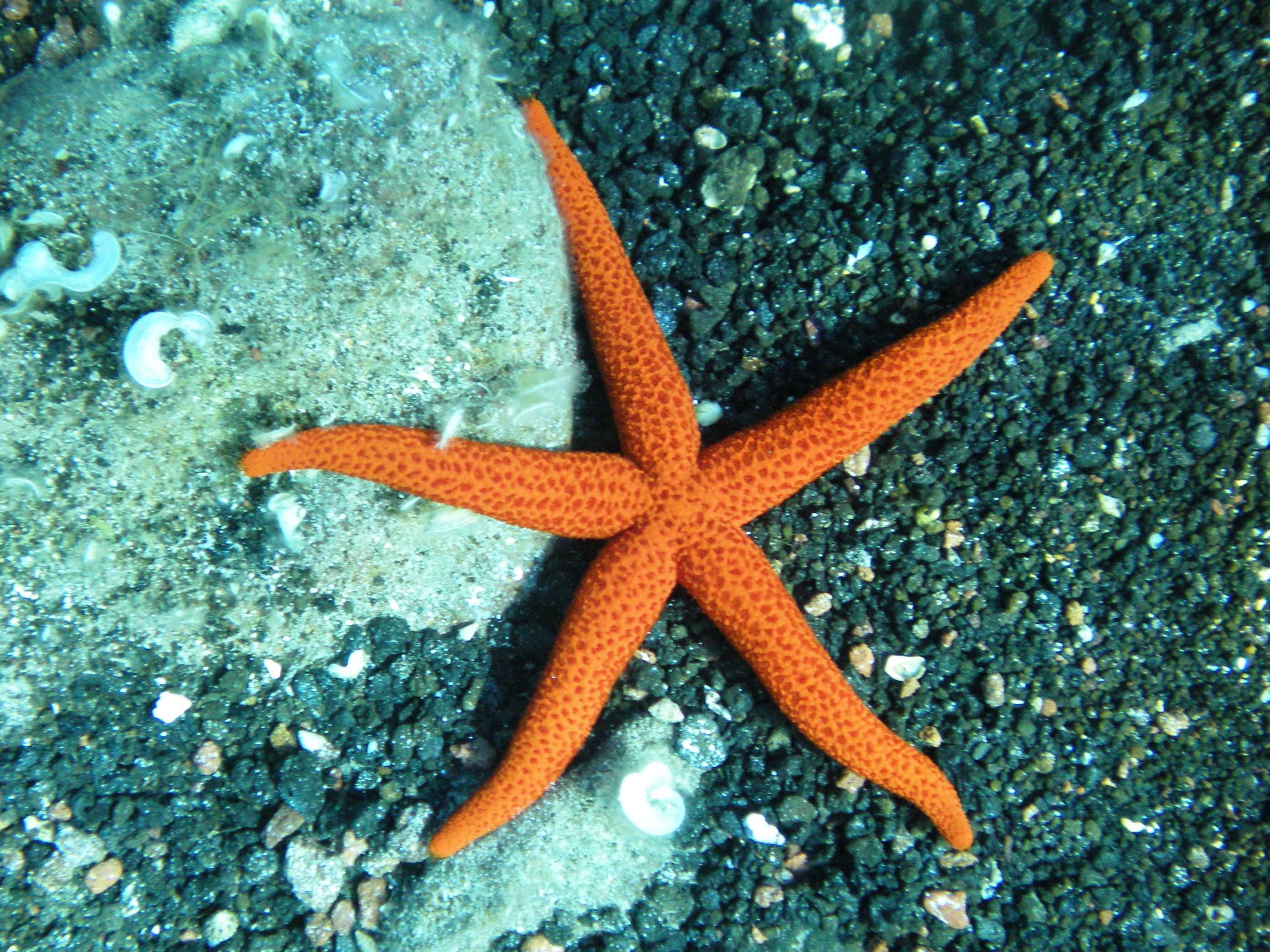
Une étoile de mer rouge (Echinaster sepositus), de forme caractéristique.
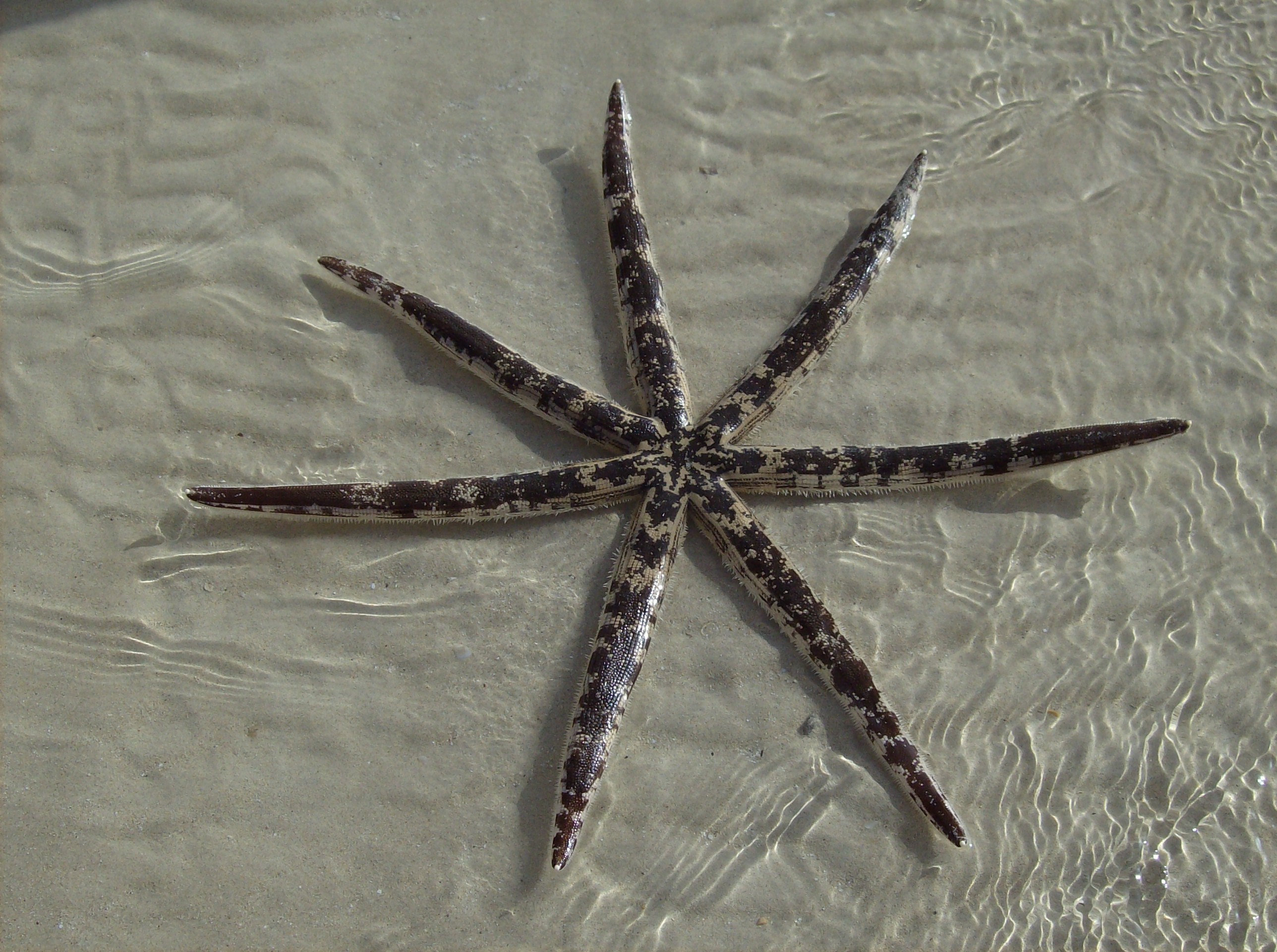
Une Luidia maculata, une grande étoile à 7 bras.
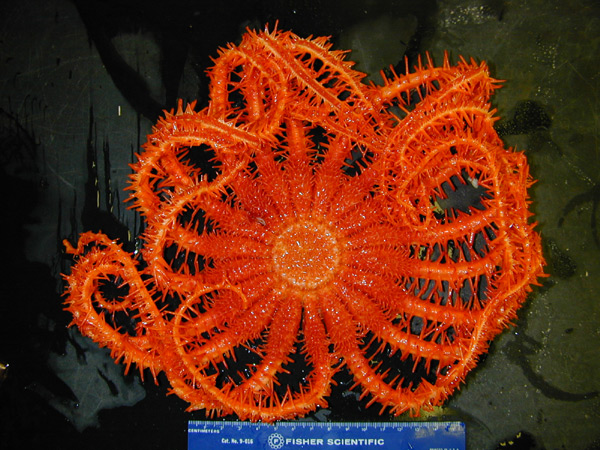
Une étoile abyssale de forme plus complexe (Novodinia sp., ordre des Brisingida).
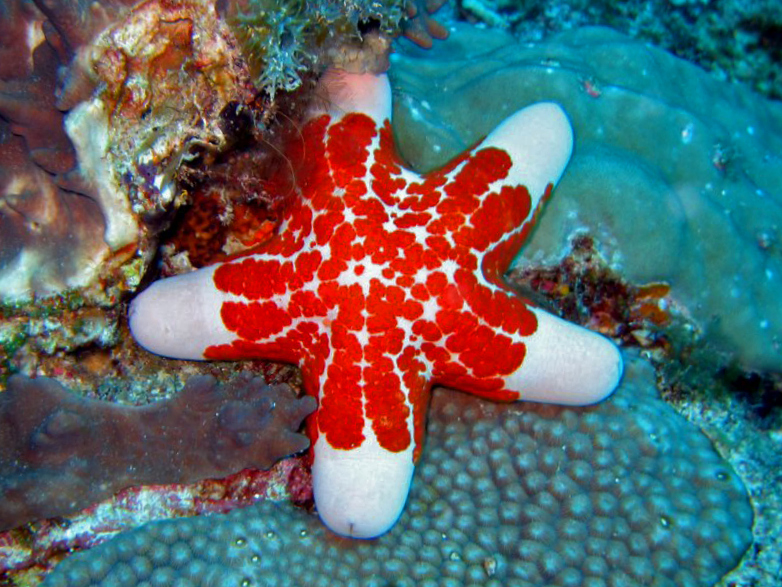
Le rapport de taille entre les bras et le disque central peut varier fortement (ici une Choriaster granulatus).
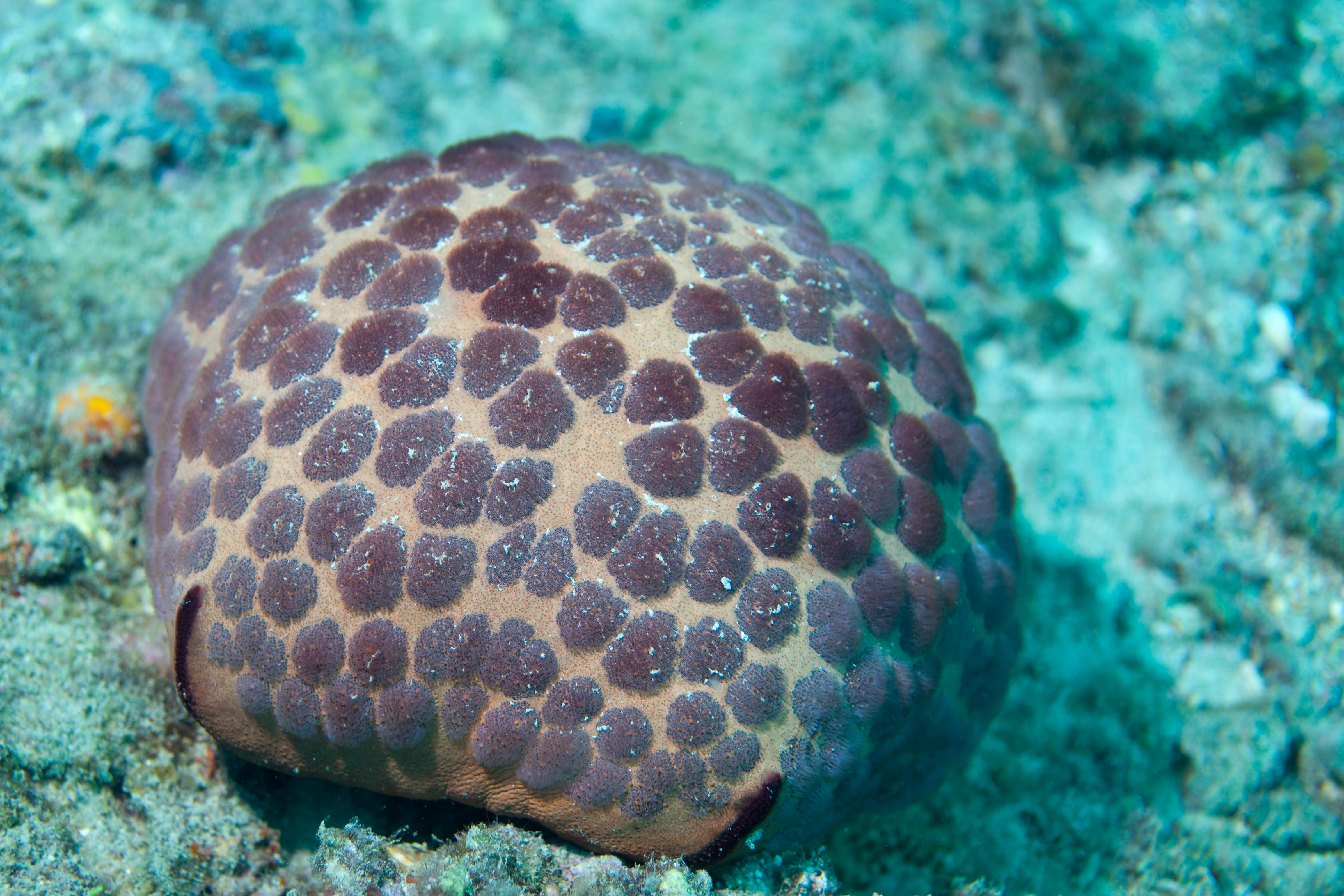
Les étoiles de mer peuvent arborer des formes très variées. Ici une « étoile-coussin » de forme presque ronde.

### Anatomie

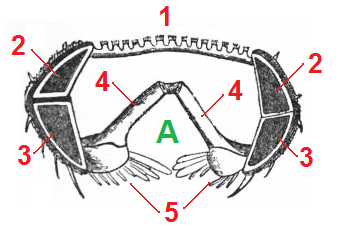
Schéma d'un bras de Paxillosida en coupe.
1=Face supérieure, couverte de paxilles (seulement présentes dans l'ordre des Paxillosida), 2=plaques supéromarginales, 3=plaques inféromarginales, 4=plaques ambulacraires (entre lesquelles sortent les podia), 5=plaques adambulacraires et leurs éventuelles épines.

#### Squelette
Les échinodermes figurent parmi les premiers invertébrés à posséder un endosquelette. Celui des étoiles de mer est formé d'osselets cutanés en forme de plaques sécrétés par le derme sur toute la surface de l'individu, mais non soudés, ce qui permet au corps de rester souple (contrairement aux oursins). Chaque osselet est composé de carbonate de calcium (CaCO3) et de carbonate de magnésium (MgCO3) et joint avec un autre par une forme spéciale de collagène, appelée catch collagen en anglais (traduction littérale : collagène de capture), qui possède la spécificité de pouvoir se durcir instantanément sur impulsion nerveuse, et conserver une grande rigidité tant que nécessaire sans consommer d'énergie. Les papules respiratoires traversent certaines plaques par des pores respiratoires (on parlera alors de plaques porifères).
Sur un bras vu en coupe, en partant de la partie inférieure et en remontant au sommet (face aborale) par un côté ou par l'autre, on trouve dans l'ordre des plaques squelettiques ambulacraires (entre lesquelles passent les podia), adambulacraires, actinolatérales, inféromarginales, la marge, les plaques supéromarginales, abactinales et enfin carinales (au sommet).
Certaines de ces plaques sont absentes ou très modifiées chez certains groupes : elles peuvent porter des piquants, des tubercules, des granules ou encore des corps cristallins, et être couvertes d'un épiderme plus ou moins épais. Par exemple, les « étoiles de sable » (ordre des Paxillosida) portent en général des piquants latéraux formant des peignes, qui leur servent à s'enfouir dans le sable et à s'y déplacer, et la face aborale est couverte de plaques modifiées en forme de champignon appelées « paxilles », qui permettent le passage de l'eau (pour la respiration) mais pas du sable (ces étoiles vivent généralement enfouies dans le sédiment). Par convergence évolutive, celles du genre Archaster, non apparentées mais ayant développé un mode de vie identique, ont une morphologie similaire.

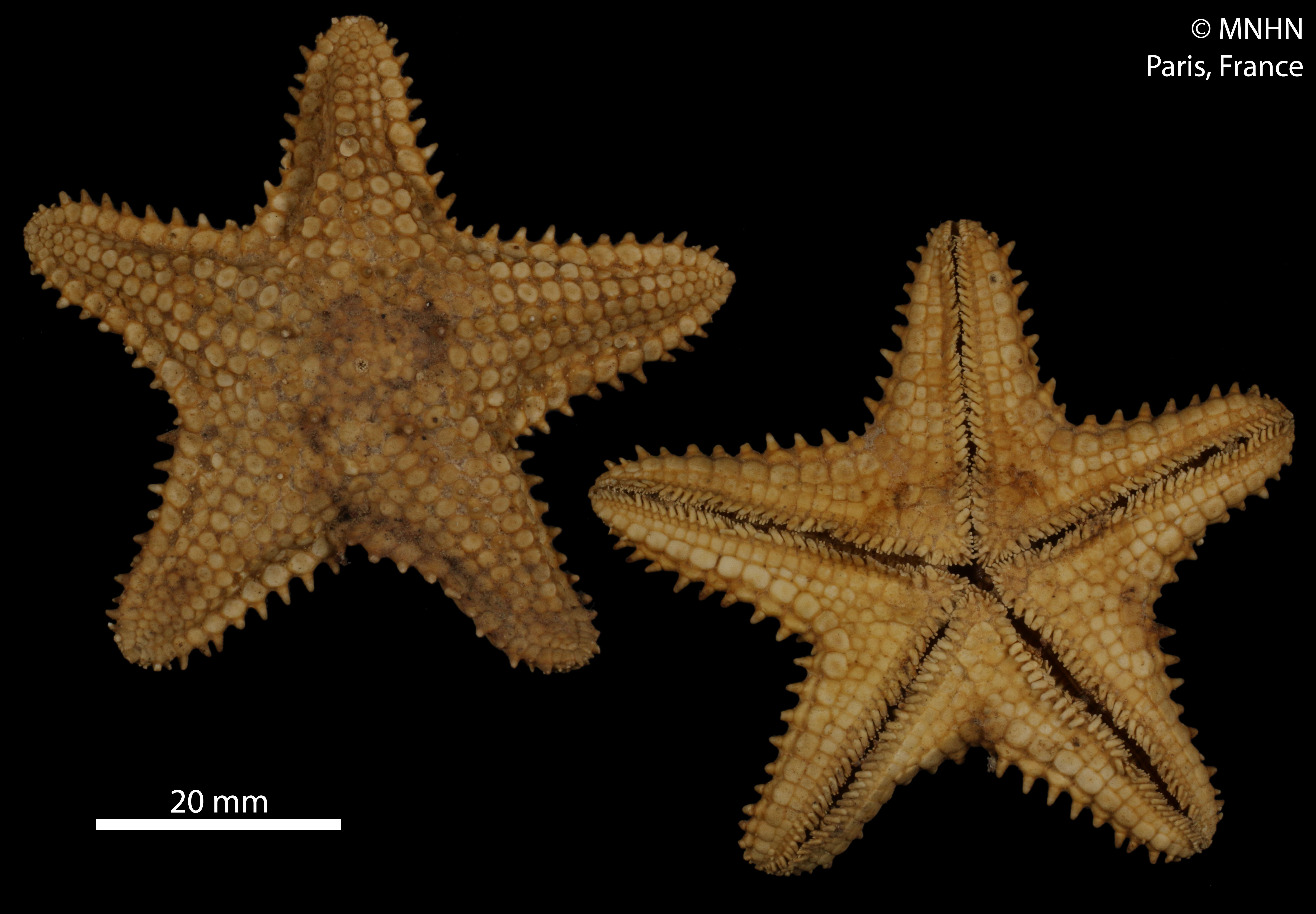
Asteropsis carinifera séchée. On distingue bien les plaques qui forment le squelette.
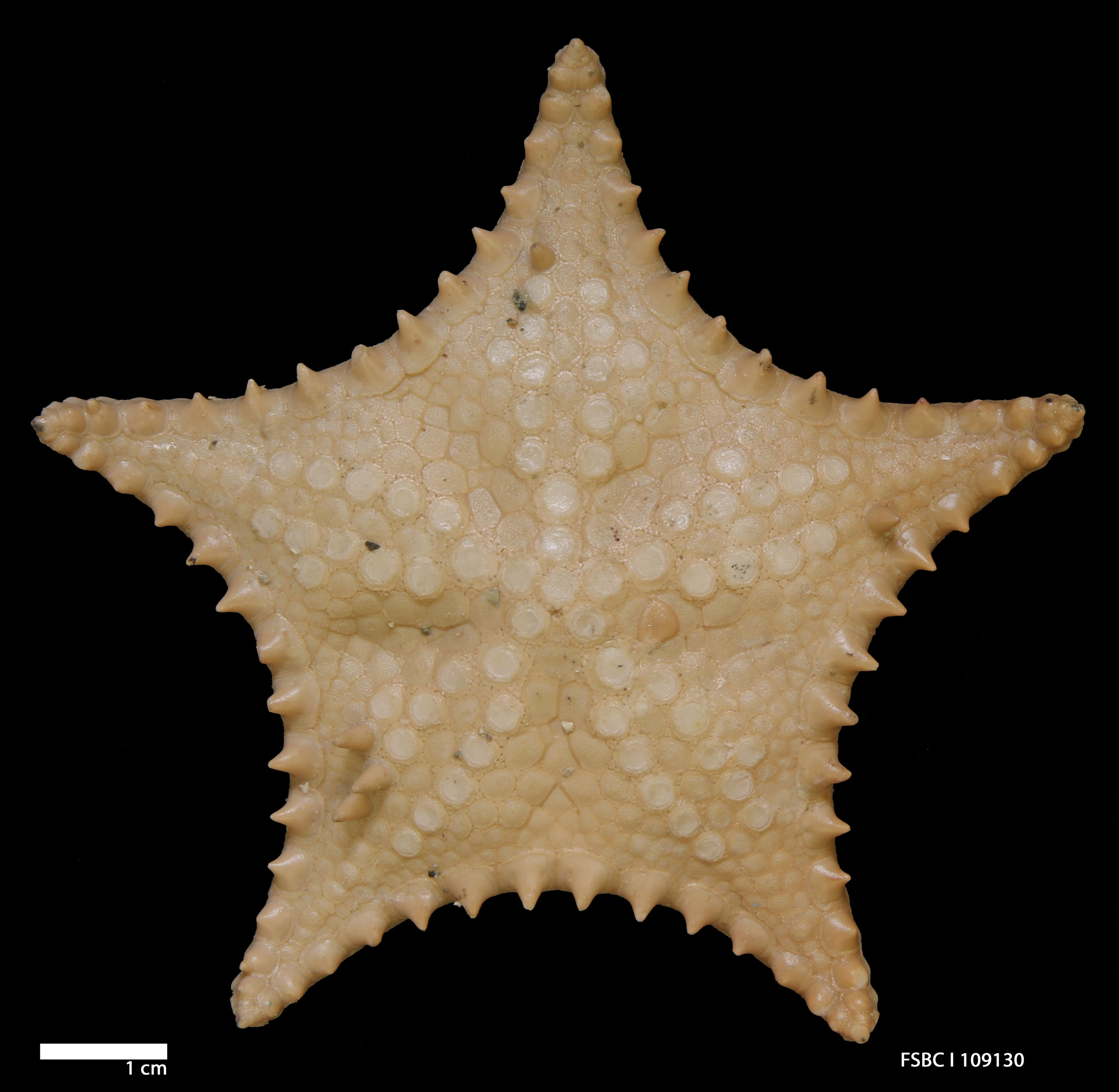
Dans la famille des Goniasteridae, les plaques sont grosses et polygonales.
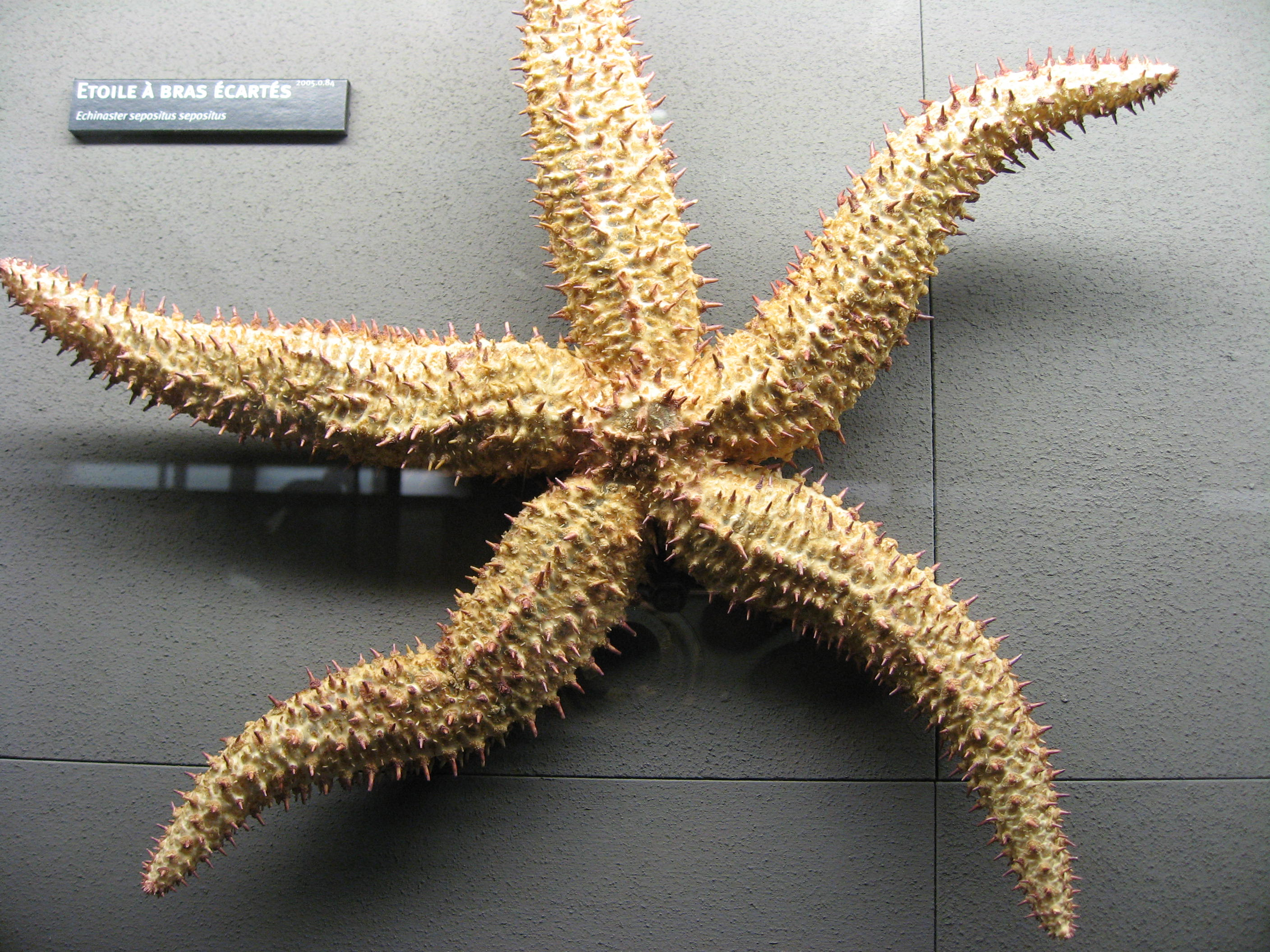
Les Forcipulatida ont un squelette souvent renforcé par des épines.
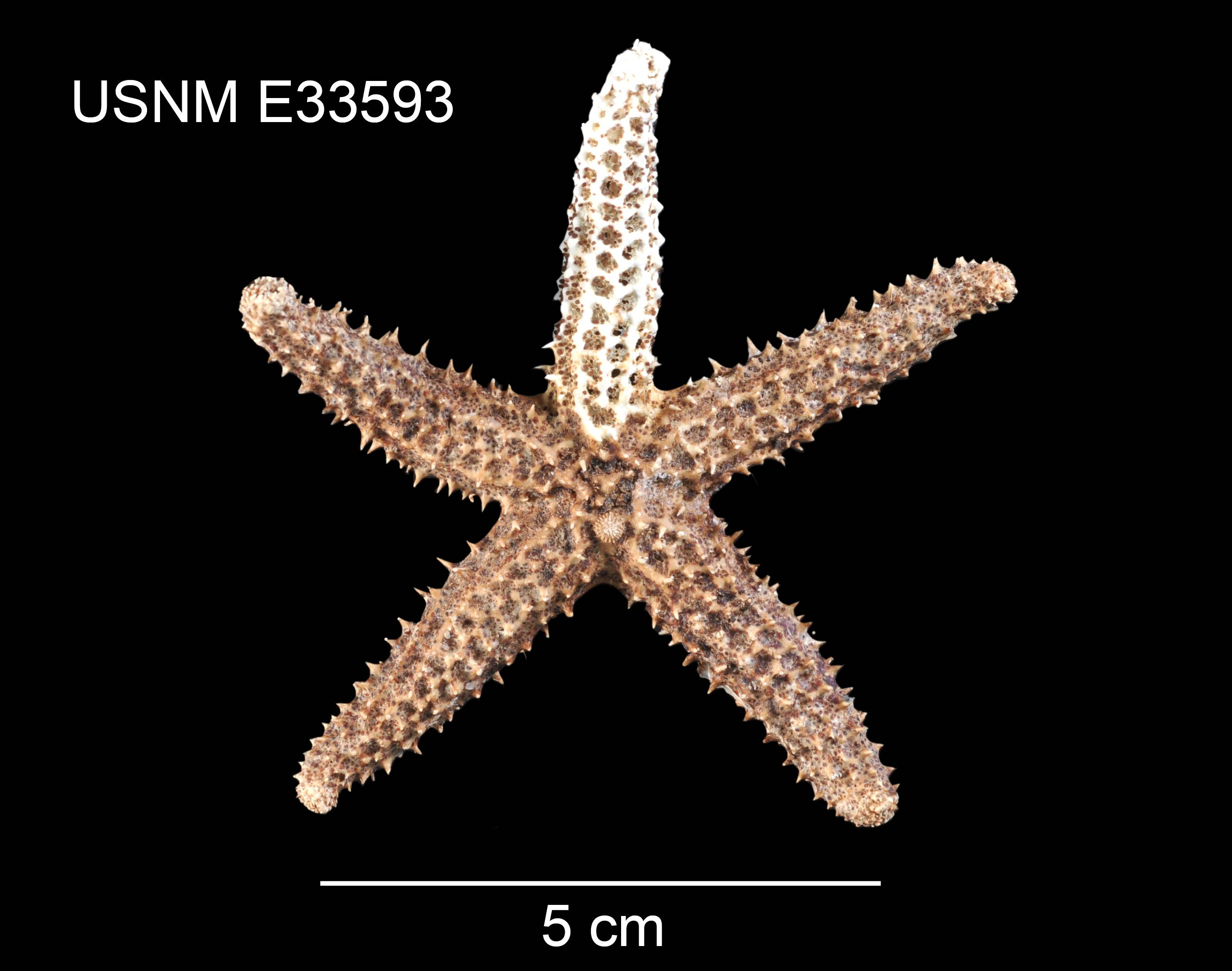
Les étoiles de l'ordre des Spinulosida ont un squelette réticulé.
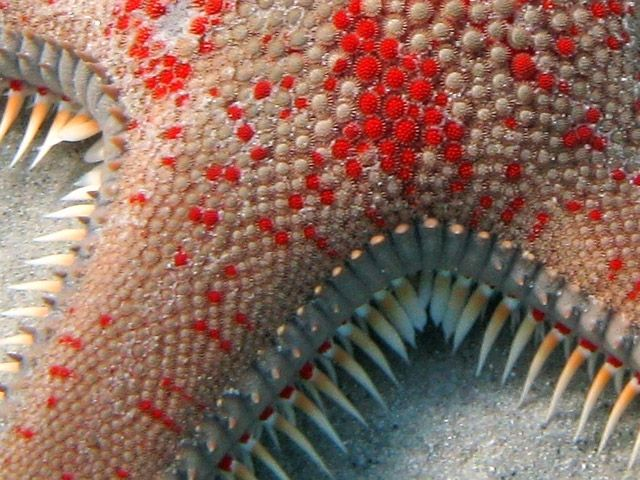
Les ossicules d'une Paxillosida (grande étoile-peigne), qui lui servent à s'enfouir dans le sable.
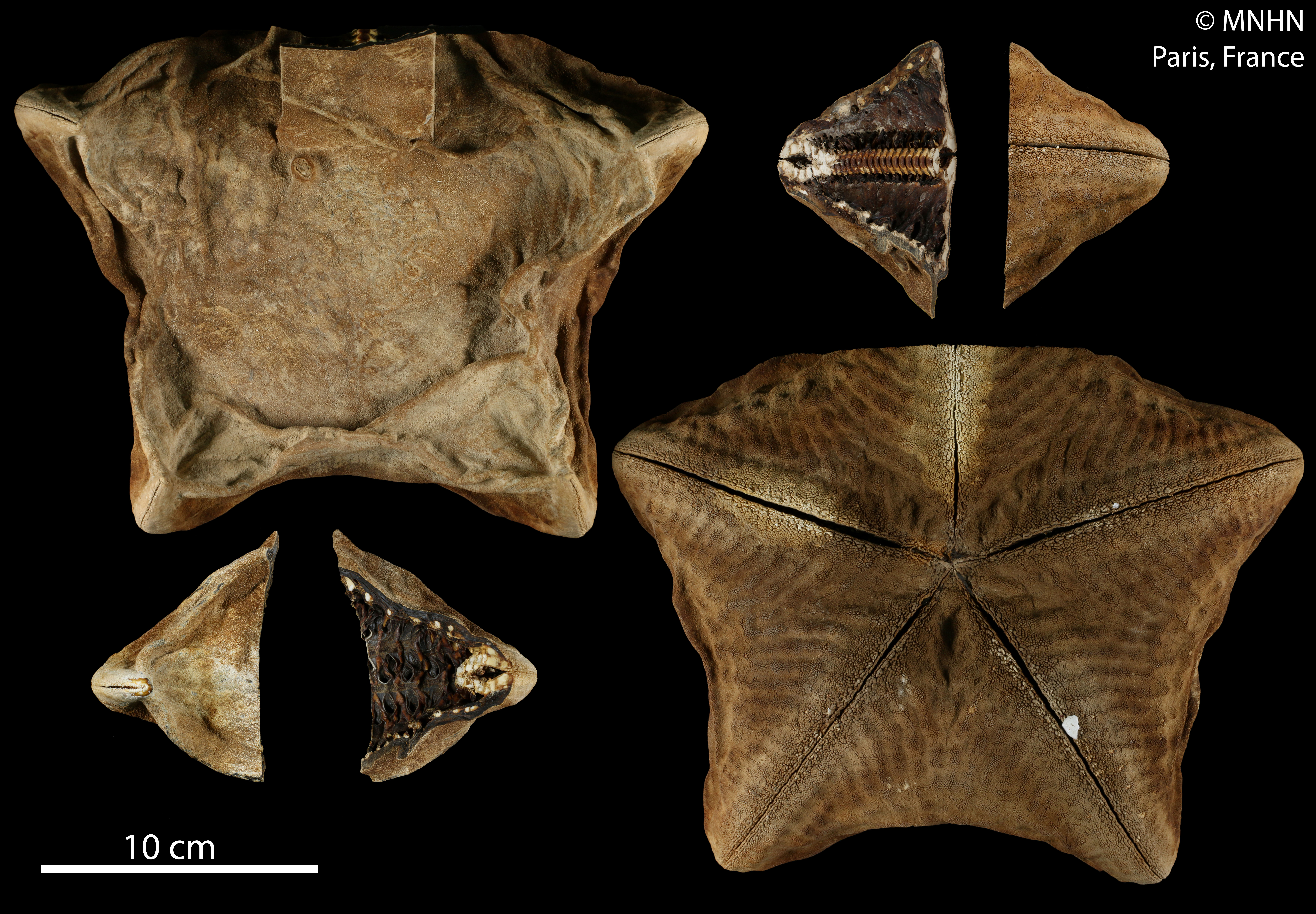
Certaines grosses étoiles des profondeurs comme Astrosarkus idipi n'ont quasiment plus de squelette, remplacé par une peau dure.

#### Épiderme

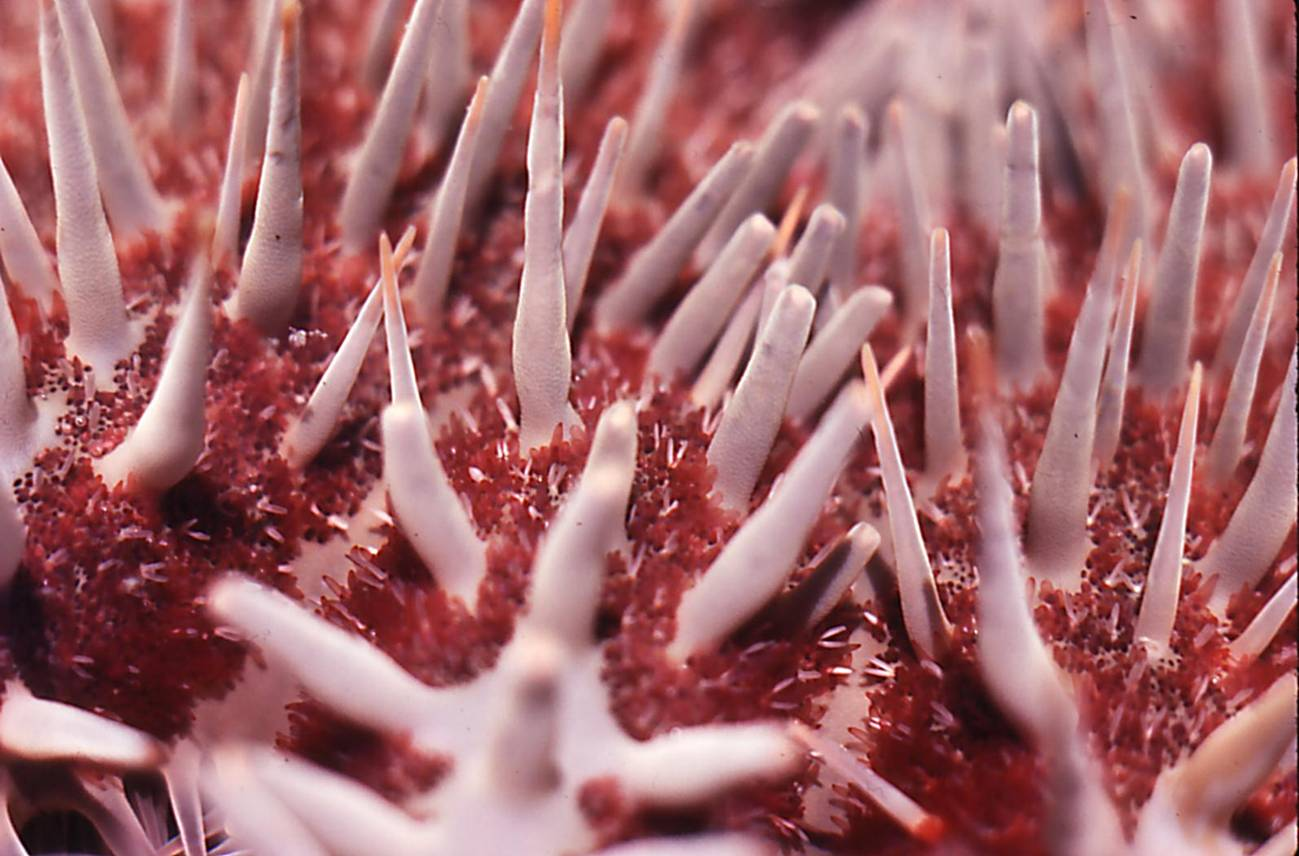
Épiderme d'une étoile épineuse Acanthaster planci. On voit des piquants, des papules respiratoires (rouges) et des pédicellaires (petites pinces claires).

Le squelette des étoiles de mer est plus ou moins densément couvert par un épiderme tendre, courant sur les plaques calcaires et perforé d'orifices respiratoires (et, dans une moindre mesure, génitaux, entre les bras).
La surface aborale (dorsale) et latérale extérieure est souvent caractérisée par la présence d'épines et de pédicellaires prenant racine du péritoine au tégument. Elle est aussi recouverte de papules (branchies cutanés), servant à la respiration (apport de O2), sortant des orifices respiratoires disposés en zones plus ou moins délimitées. Toujours sur la surface aborale de l'épiderme, on retrouve au-dessus du disque central une (ou plusieurs) plaque madreporique, petite plaque perforée composée de CaCO3, servant à l'entrée d'eau de mer pour le système hydraulique de locomotion. Quand la plaque est unique, elle est située entre deux départs de deux bras (appelés bivium), les trois autres bras constituant le trivium. En plein centre de son disque central se retrouve l'anus, généralement minuscule.
Sur la surface ventrale (orale), on retrouve au milieu de chaque bras un sillon ambulacraire entouré de pieds ambulacraires (podia), servant à la locomotion. Ces derniers peuvent être souvent protégés par les épines.
À chaque bout de bras, on retrouve plusieurs tentacules sensoriels, ainsi qu'une ocelle (organe de vision), servant à l'orientation et à la perception du milieu environnant,.
La plupart des étoiles de mer possèdent à la surface de leur épiderme de petits organes en forme de pince appelés pédicellaires, aux fonctions encore mystérieuses. Ils peuvent être en forme de pince, de grain de café, de salière, de « piège à loup » ou pédonculés. Certains groupes comme les Spinulosida en sont dépourvus, d'autres comme les Forcipulatida en sont souvent densément couvertes (formant souvent des touffes entourant des piquants). Alors qu'ils sont pédonculés et formés de trois pièces chez les Forcipulatida et les Brisingida (où l'on a pu mettre en évidence une fonction alimentaire, les pédicellaires permettant d'attraper des proies nageantes), ils sont aplatis et formés de deux mâchoires enfoncées dans l'épiderme chez les Goniasteridae (forme « grain de café »), sans qu'aucune fonction évidente n'ait pu être découverte, alors que certaines espèces comme Akelbaster caledoniae en portent un grand nombre, et de taille conséquente.

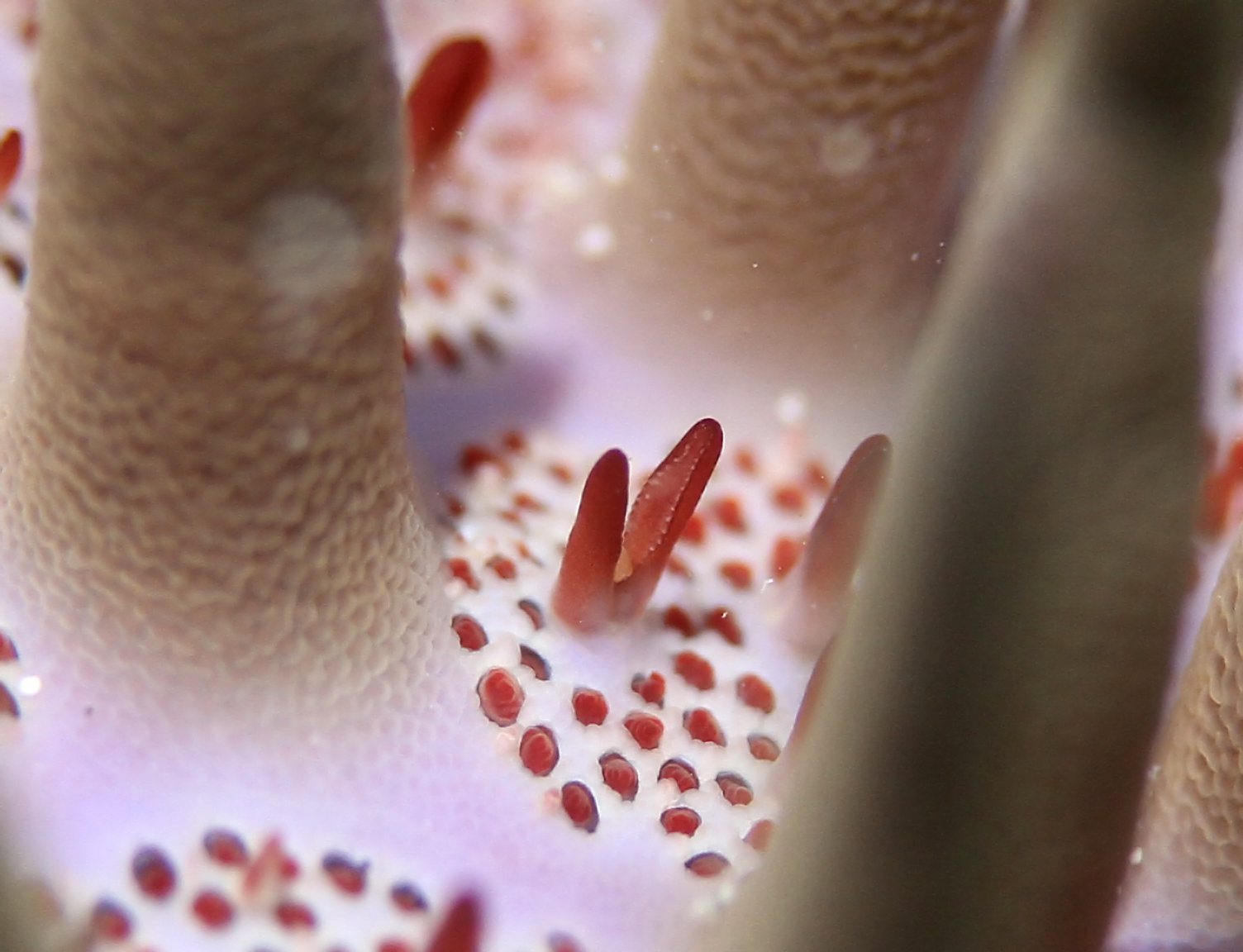
Un pédicellaire et les papules respiratoires (rétractées) entre les piquants d'une Acanthaster planci.
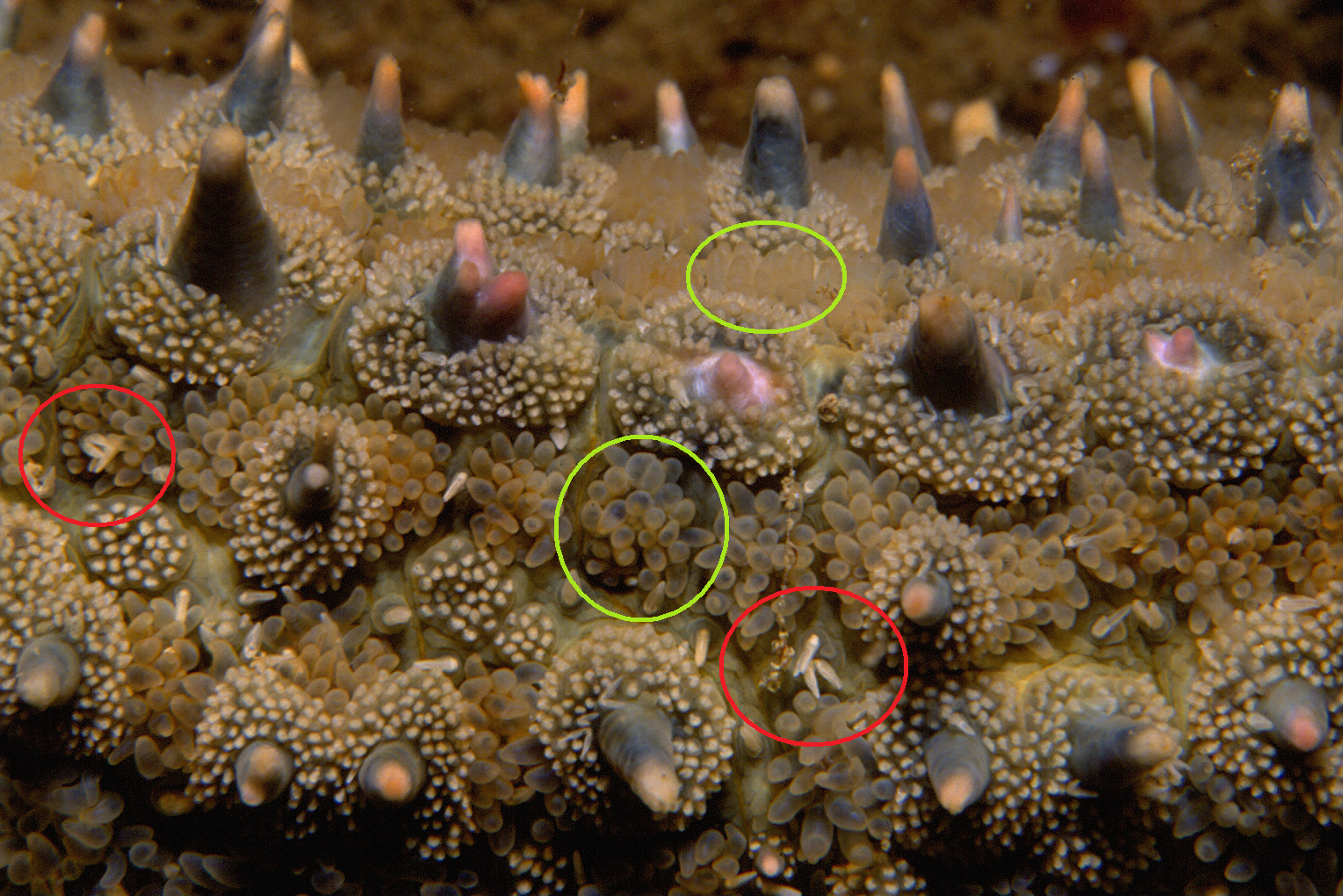
Bras de Marthasterias glacialis : Les gros pédicellaires sont entourés en rouges, et les épines dermiques sont protégées par des touffes de plus petits. (en jaune, les papules respiratoires)
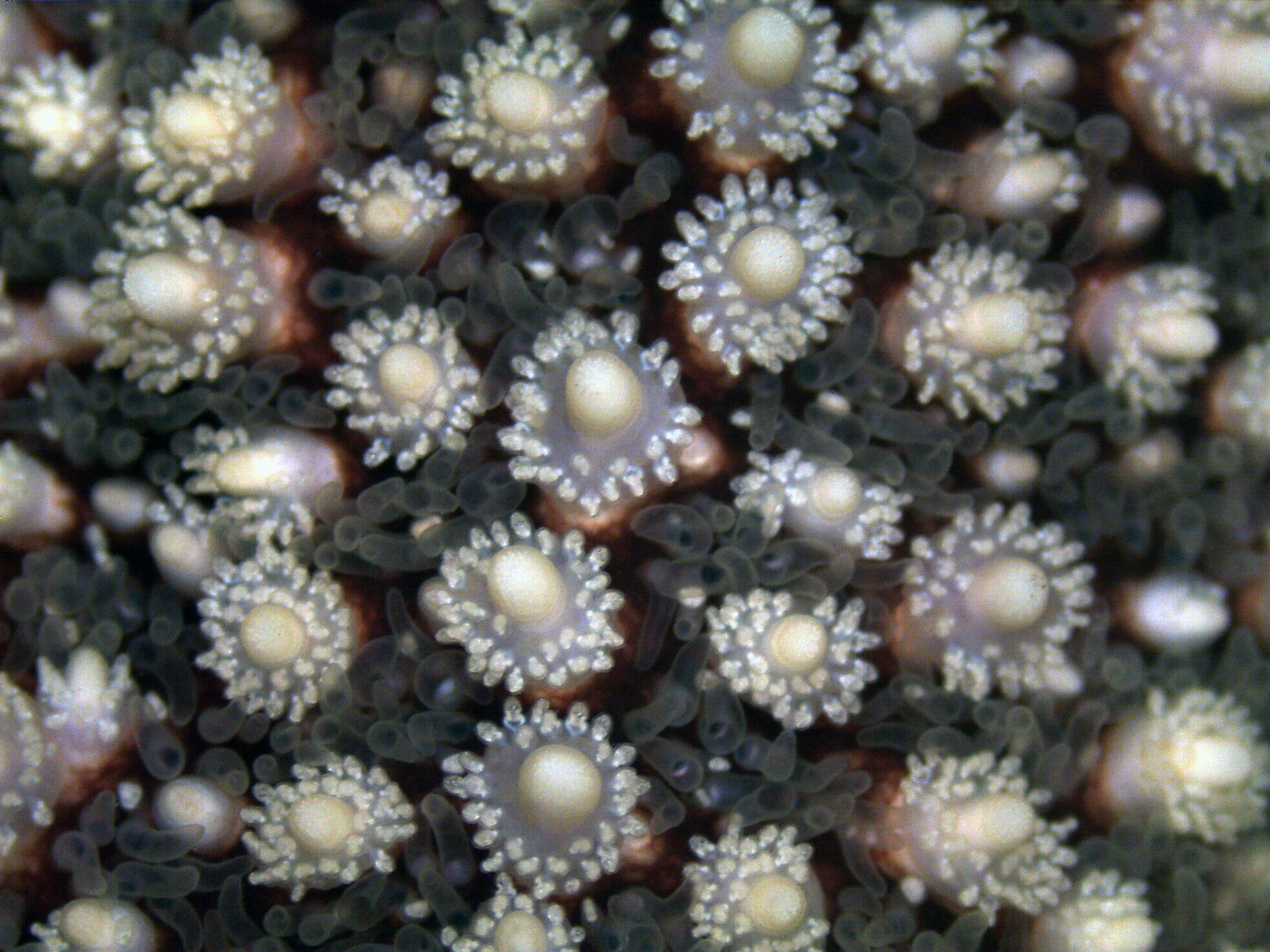
Gros plan sur un bras d'Asterias forbesi : les épines dermiques sont entourées de pédicellaires.
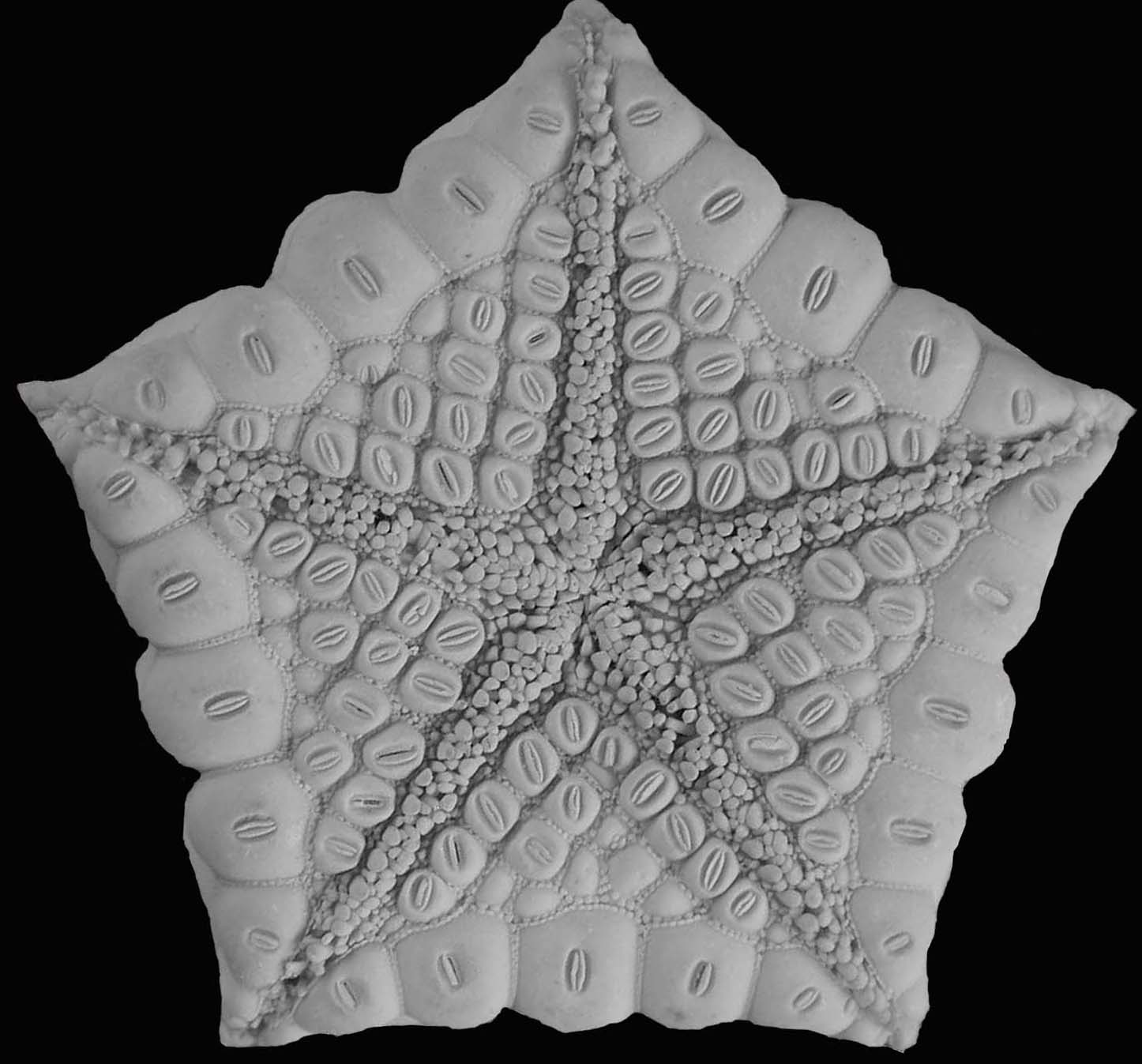
Face orale d'Akelbaster caledoniae : cette espèce possède de gros pédicellaires bivalves sur presque toutes les plaques squelettiques
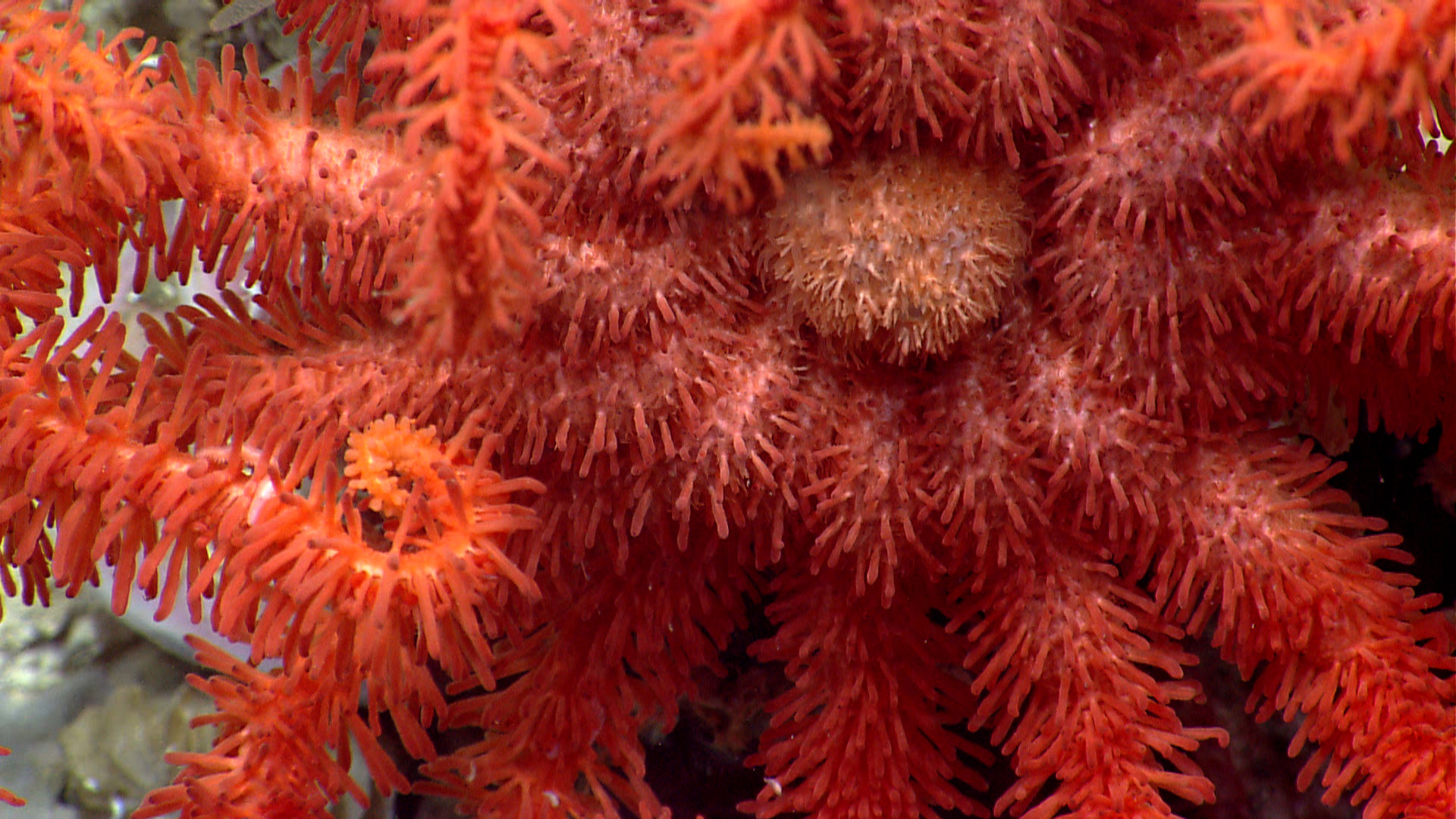
Gros plan sur une brisingidée : ces étoiles sont couvertes de gros pédicellaires servant à piéger le plancton.
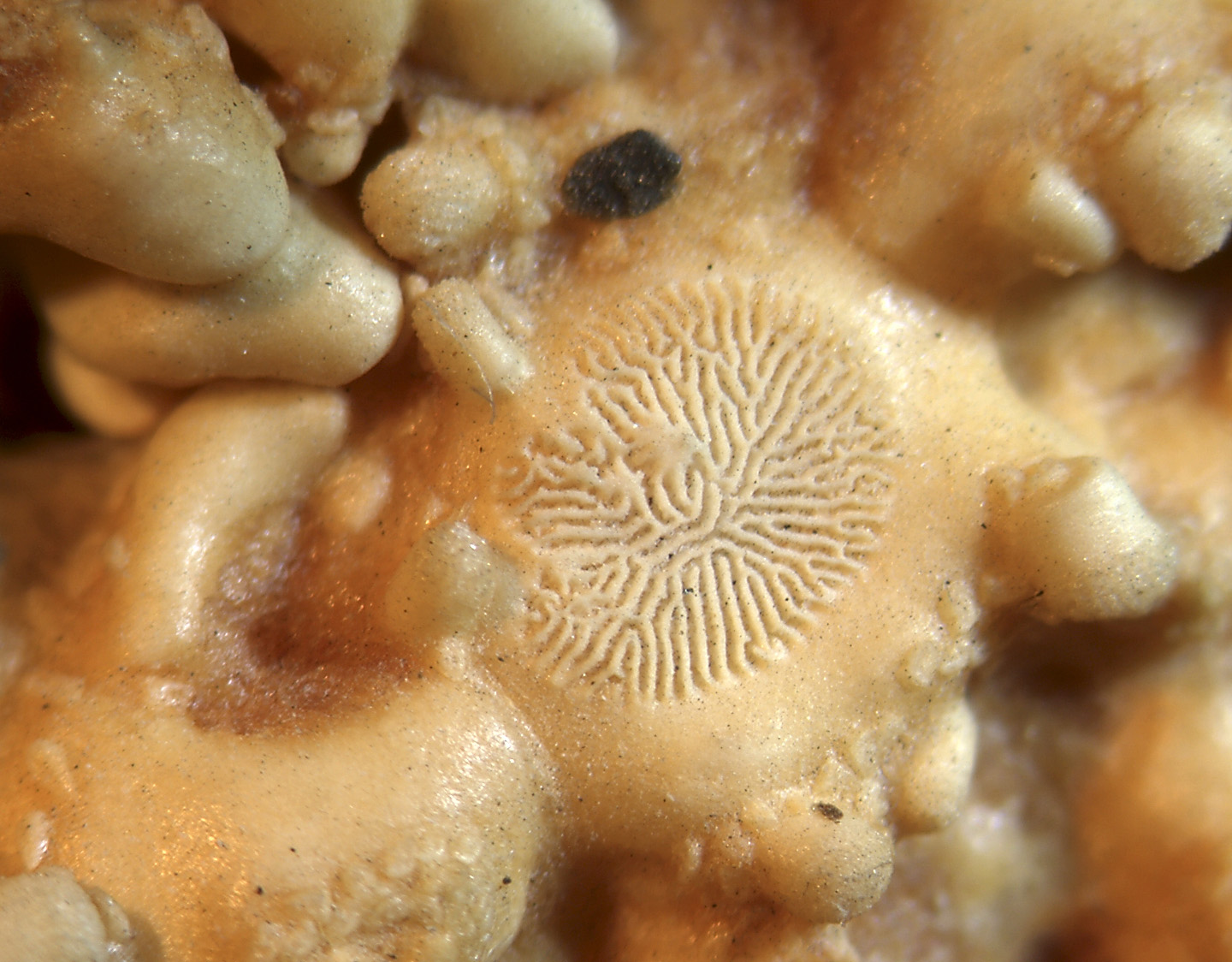
Plaque madréporitique, servant au filtrage de l'eau entrant dans le système aquifère.

#### Anatomie interne

Anatomie dAsterias rubens.
1= Estomac pylorique, 2= Anus, 3= Glande rectale, 4= Canal hydrophore, 5= Madréporite, 6= Canal pylorique, 7= Cæcum pylorique, 8= Estomac cardiaque, 9= Gonade, 10= Osselets ambulacraires, 11= Ampoules.

L'intérieur de l'individu est constitué au bas de chaque bras par un canal radiaire (prenant forme du canal circulaire) s'étendant sur tout son long et bordé par des canaux latéraux relié in fine par des ampoules ambulacraires. Le canal radiaire est recouvert par des osselets, mais les ampoules ambulacraires sont à découvert dans la cavité cœlomique. Il faut noter que chaque ampoule est la racine des pieds ambulacraires présents à l'extérieur. D'une certaine manière, elles sont leur système hydraulique personnel.
Deux enveloppes de gonades sont présentes, en plus ou moins grande quantité selon la saison, de chaque côté d'un bras.
Au plus haut du bras, on retrouve deux cæca pyloriques, au-dessus des gonades, reliés tous deux en leur centre à l'estomac pylorique pentagonal par leur conduit pylorique. De cet estomac, sort le contenu organique dans le court intestin, vers l'anus. L'intestin est relié en son centre par deux canaux reliés eux-mêmes à un ceca rectal, dont la fonction est toujours incertaine. Sous l'estomac pylorique se retrouve aussitôt rattaché, l'estomac cardiaque. Celui-ci est rattaché par des ligaments gastriques aux sillons ambulacraires afin de prévenir un trop grand mouvement dans le cœlome. Certaines espèces comme Acanthaster planci se nourrissent par digestion externe, en dévaginant leur estomac sur leur proie.
Certaines espèces ont la possibilité de se régénérer, c'est-à-dire la capacité de faire repousser un ou plusieurs de leurs bras si elles en sont détachées. Un bras perdu peut être régénéré en moins d'un mois. Les espèces de certains genres comme Linckia, nommé d'après le naturaliste J.H. Linck, sont même capables, à partir d'un bras, de se reconstituer en entier. Elles utilisent cette capacité comme moyen de multiplication asexuée.

#### Structuration fondamentale
En 2023, une étude menée par une équipe de généticiens du développement de l'université de Berkeley se posait la question de la répartition de l'expression des gènes typiques des régions antérieures et postérieures des deutérostomes. Leurs résultats ont montré que les étoiles (et les échinodermes en général) n'expriment nulle part les gènes typiques des segments postérieures chez les chordés, et expriment le long de tous les bras les gènes antérieurs au niveau ambulacraire, et des gènes médians vers le bord des bras. Leur conclusion est donc que « du point de vue de la structuration de l'ectoderme, les échinodermes sont des animaux principalement constitués d'une tête ».

### Locomotion
Chez la quasi-totalité des espèces, la locomotion s'effectue exclusivement par le moyen des podia qui recouvrent plus ou moins densément la face orale. Ce sont des excroissances charnues partiellement rétractiles, très mobiles et terminées par des cellules produisant des substances adhésives, grâce auxquelles elles peuvent adhérer et se déplacer sur des surfaces verticales, même en cas de courant,. Les étoiles de mer se déplacent donc en rampant sur ce tapis articulé et sans besoin de bouger les bras, à la différence de leurs cousines les ophiures.
La vitesse moyenne d'une étoile est de 14 cm à la minute ; cependant, en cas de stress, certaines espèces peuvent se projeter vers l'avant par à-coups plus rapides, et les espèces prédatrices sont parfois plus rapides. Si elles se trouvent sur le dos, elles se redresseront plus ou moins vite selon l'espèce, les plus souples comme Acanthaster planci pouvant se mettre en boule pour se laisser rouler jusqu'à retrouver leur équilibre, échappant ainsi plus facilement à un prédateur éventuel.
Les espèces fouisseuses vivant enterrées dans le sable (comme celles de l'ordre des Paxillosida ou de la famille des Archasteridae) ont des podia plus longs mais dépourvus de disque terminal collant. Elles se servent également de leurs peignes latéraux (plaques modifiées en épines articulées) pour s'enfoncer et se déplacer dans le sable.

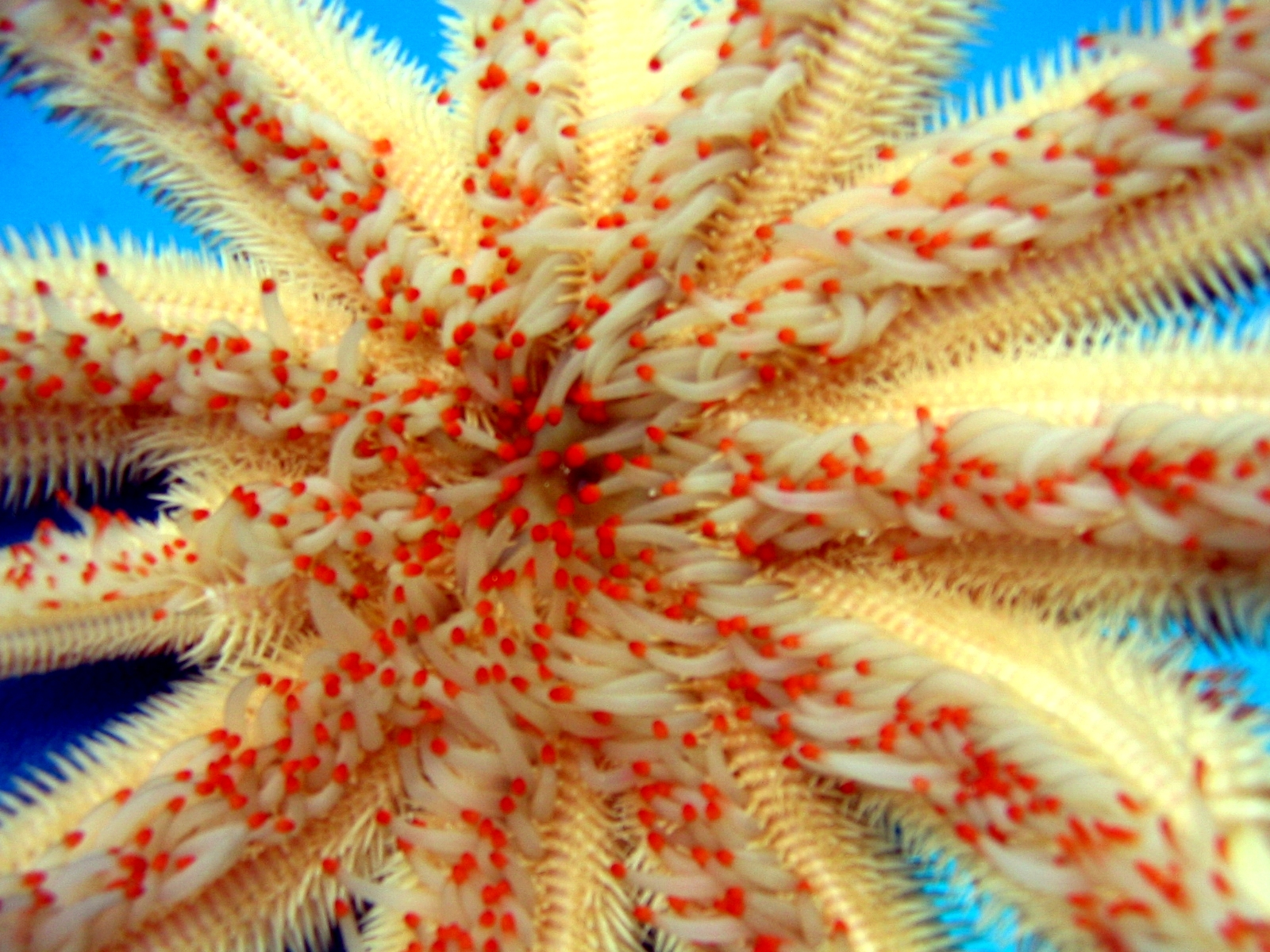
Face orale d'une Luidia magnifica : on voit bien les pieds ambulacraires (ou podia, à bout rouge) et la bouche au centre.
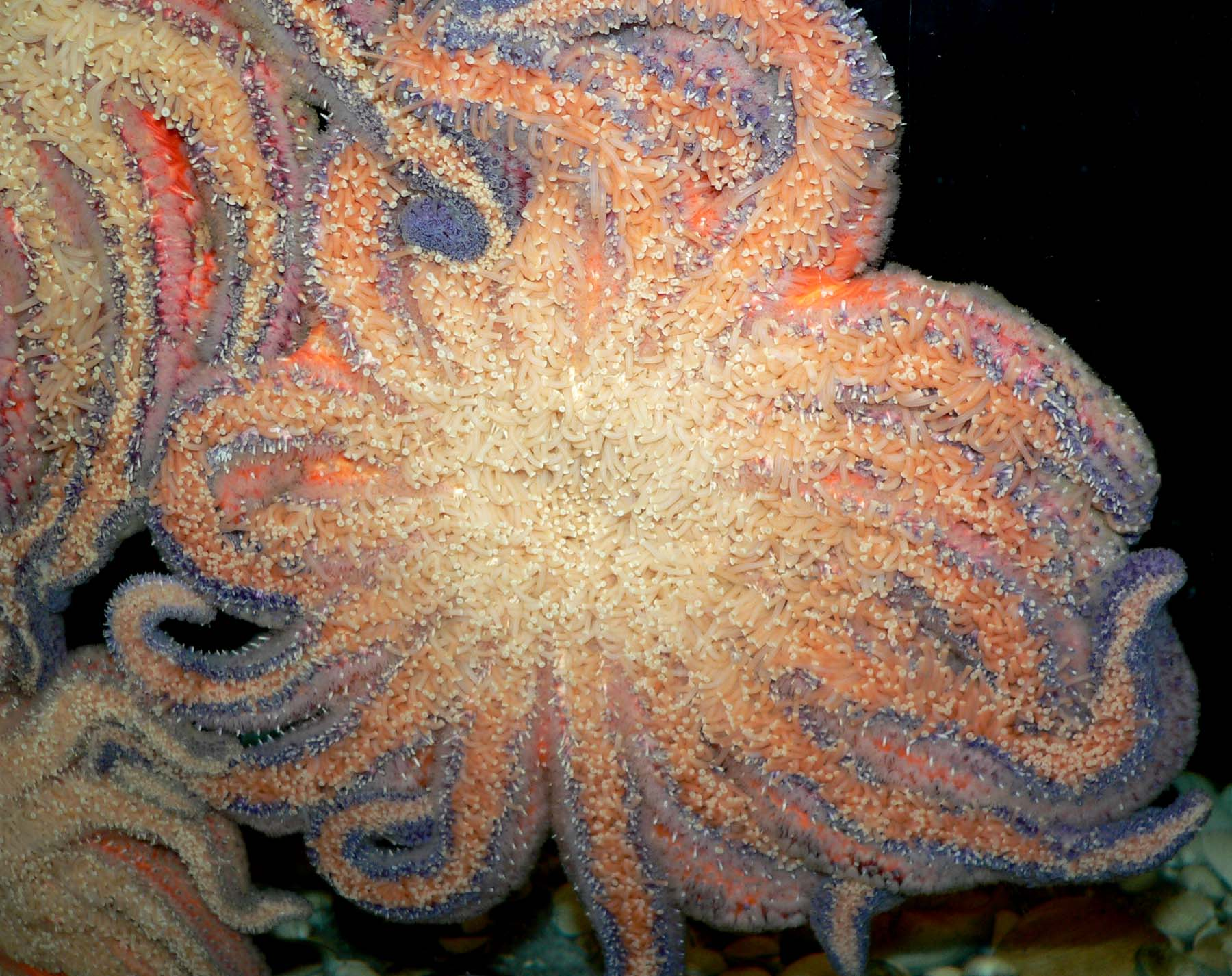
Face orale d'une étoile Pycnopodia helianthoides aux podia nombreux et robustes.
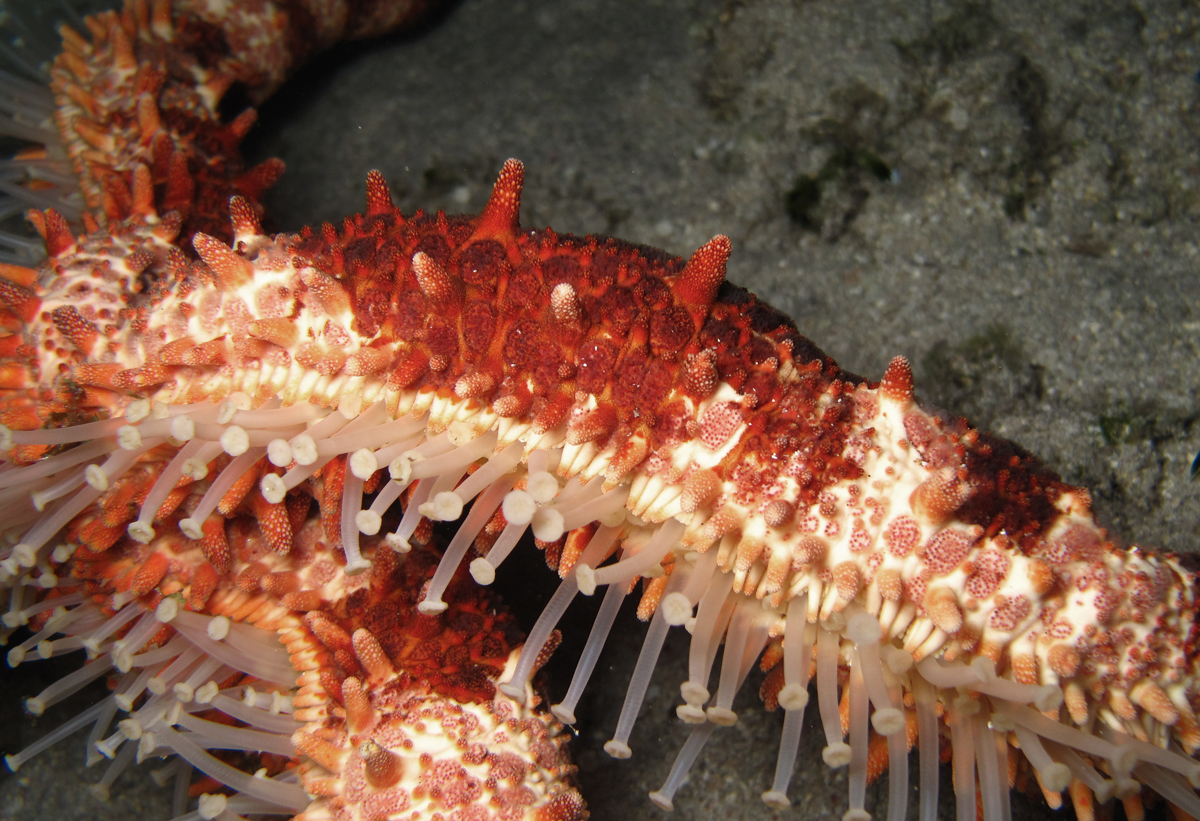
Podia d'une Mithrodia clavigera
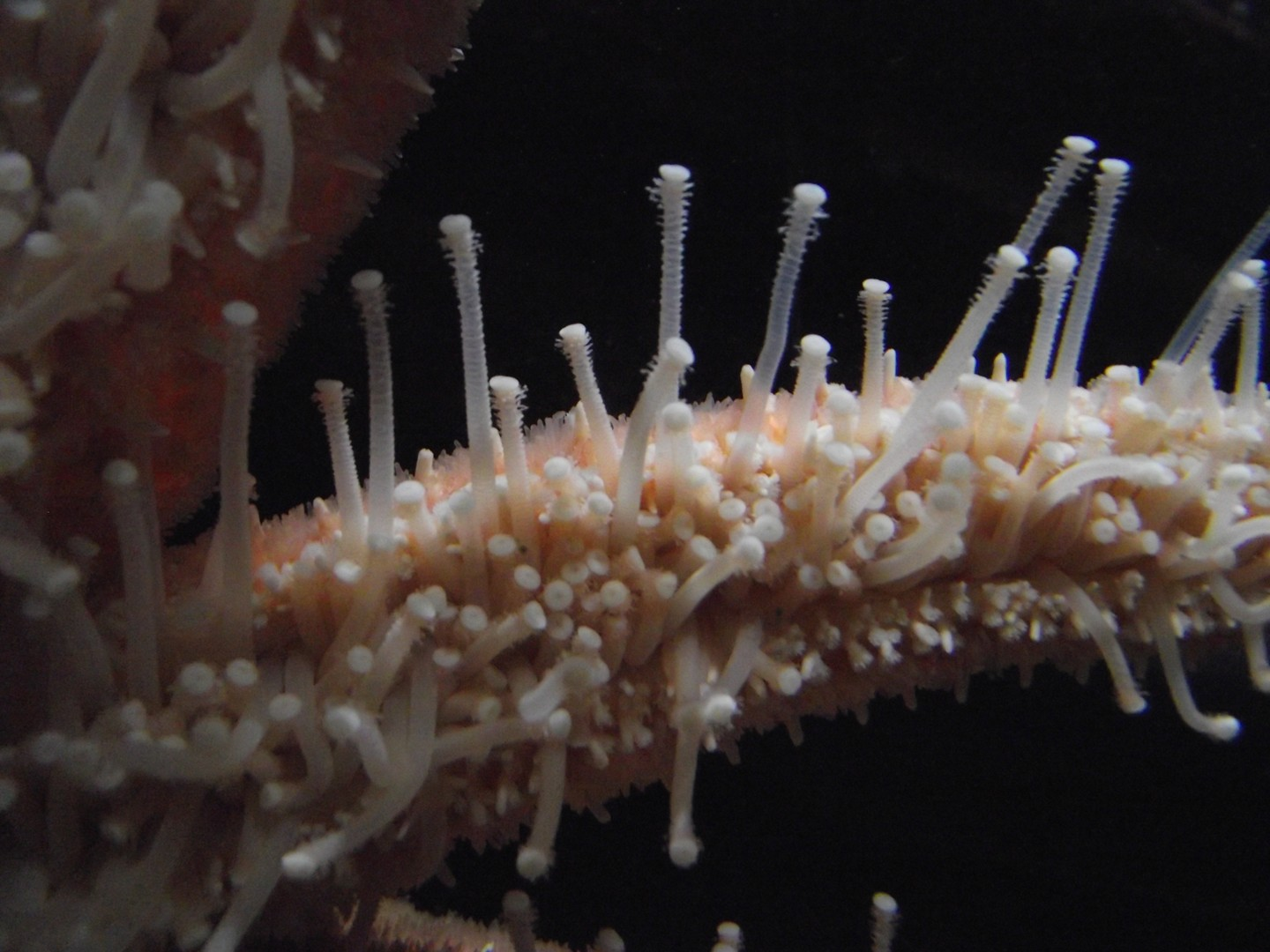
Gros plan sur les podia d'une Pycnopodia helianthoides.
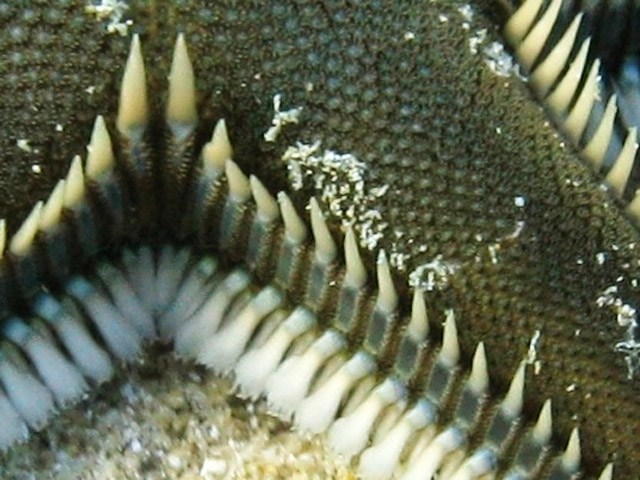
Ossicules d'une Astropecten bispinosus, servant à s'enterrer rapidement dans le sable.

### Sens

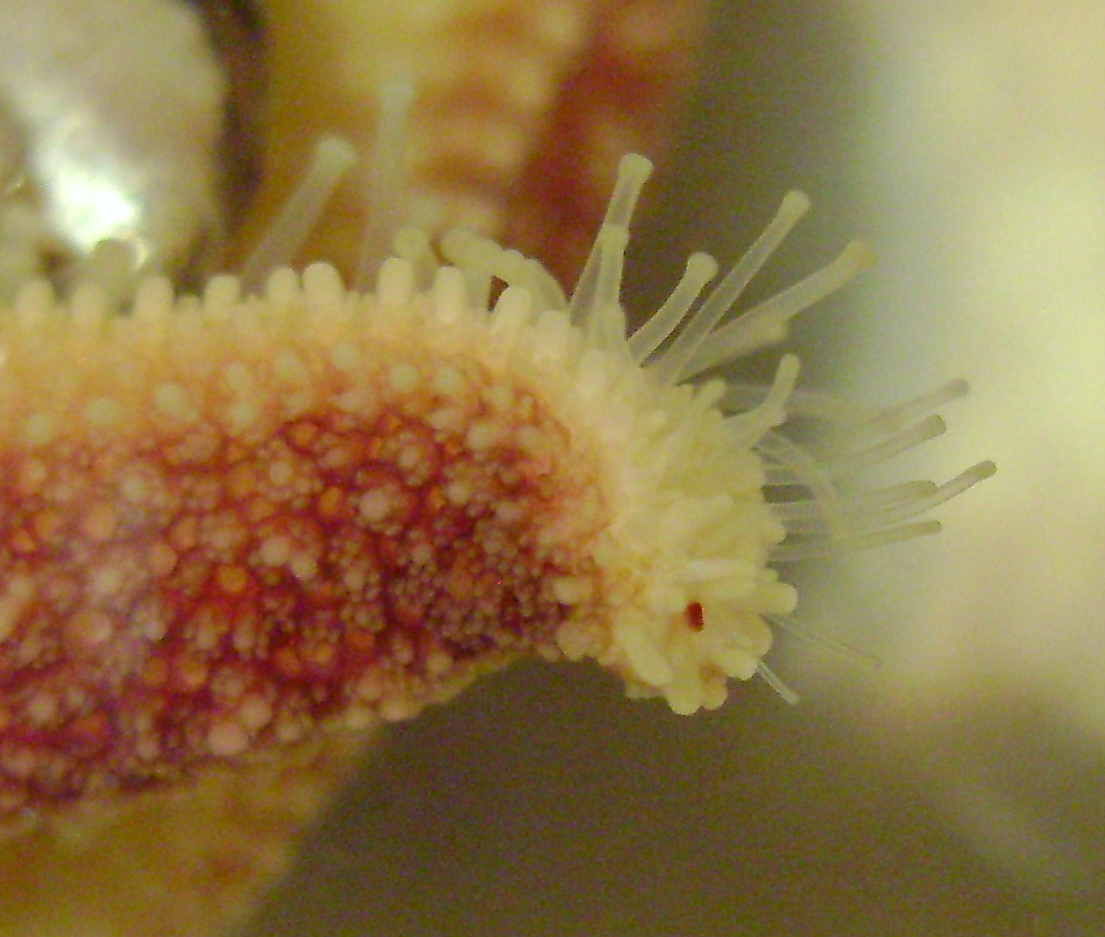
Détail du bras d'une étoile polaire (Leptasterias polaris). On y voit des podia, des épines dans la zone rougeâtre et, au bout en plus foncé, l'ocelle.

Les étoiles de mer sont sensibles au contact sur l'ensemble de leur épiderme (qui provoque éventuellement des réactions de défense), à certains composés chimiques présents dans l'eau, ainsi qu'à la lumière. Chaque bras comporte à son extrémité un ocelle qui permet une vision rudimentaire, peut-être utilisé pour se repérer géographiquement ou pour identifier des zones riches en nourriture. Les espèces prédatrices semblent avoir une meilleure vue que les détritivores. De plus, l'ensemble du corps semble parcouru de nerfs permettant de capter les variations de luminosité, peut-être en partie grâce à un réseau de petits corps cristallins incrustés dans le squelette (cette hypothèse a cependant été scientifiquement invalidée chez le groupe-frère des ophiures).
Certaines espèces vivant en profondeur ont certains organes bioluminescents (Novodinia americana peut être lumineuse sur l'entière surface de son corps) et elles ont des yeux bien développés, qu'elles peuvent utiliser pour chasser ou pour repérer des partenaires sexuels. Une étude publiée en 2018 a porté sur 13 espèces vivant à différentes profondeurs, collectées au large des côtes du Groenland : toutes sauf une avaient des yeux fonctionnels (ocelles). Trois de ces espèces vivent à plus de 300 m de fond là où il n'y a quasiment plus de lumière provenant de la surface, mais avaient conservé ces organes en parfait état de marche ; chaque œil contient assez d'ommatidia (unités individuelles d'un œil composé) pour offrir à l'animal une image de quelques centaines de pixels. D'autres espèces ont une sensibilité à la lumière améliorée grâce à des ommatidia plus grande, mais avec une résolution spatiale de l'image probablement moindre.

## Répartition géographique

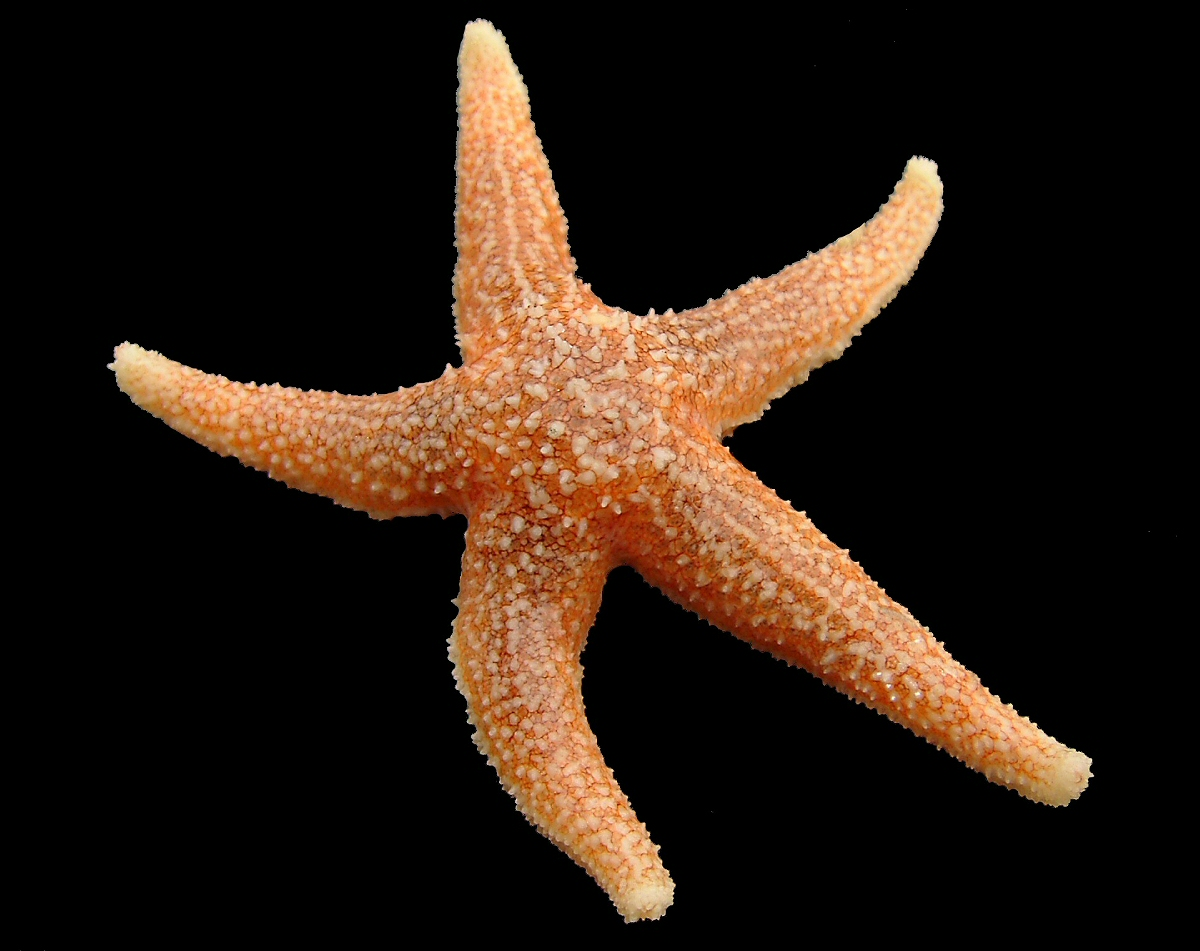
Une étoile de mer commune.

On retrouve des étoiles de mer à toutes les profondeurs dans tous les océans. Plusieurs espèces sont spécialisées dans les écosystèmes subglaciaires, comme la grande Labidiaster annulatus, d'autres habitent les abysses comme les Brisingida (on compte 19 familles totalement inféodées aux grandes profondeurs), d'autres enfin supportent d'être émergée pendant les marées basses. Celles couramment aperçues sont des espèces intertidales qu'on retrouve particulièrement le long des côtes. D'autres habitent sur les plages recevant de grandes vagues. Enfin, d'autres espèces vivent dans une grande variété d'habitats benthiques, souvent à de grandes profondeurs dans l'océan.
Asterias est par exemple un genre souvent retrouvé sur la côte est des États-Unis. Pisaster, de même que Dermasterias, se retrouve sur la rive opposée, la côte ouest.
En France métropolitaine, l'espèce la plus commune est l'étoile de mer commune (Asterias rubens) sur les côtes Atlantiques, et l'étoile de mer rouge (Echinaster sepositus) sur les côtes méditerranéennes.
De manière générale, la majorité des espèces d'étoiles de mer habitent dans des eaux tempérées ou froides (y compris sous la banquise et dans les grands fonds). Plusieurs familles sont inféodées aux abysses comme les Freyellidae et les Brisingidae, que l'on trouve jusqu'à 6 000 m de profondeur (6 860 m pour Freyella kurilokamchatica), mais le record de profondeur semble être détenu par les Porcellanasteridae, comme Eremicaster vicinus (trouvée à 7 614 m) ou une Hymenaster filmée à 8 400 m.

## Cycle de vie

### Reproduction
La plupart des espèces d'étoiles de mer sont gonochores, il existe des individus mâles et femelles distincts. Ceux-ci ne sont généralement pas distinguables de l'extérieur car les gonades ne sont pas visibles, mais leur sexe est apparent lors du frai.[30]
- Certaines espèces sont hermaphrodites simultanées, produisant des ovules et des spermatozoïdes en même temps et chez quelques-unes d'entre elles, la même gonade, appelée ovotestis, produit à la fois des ovules et des spermatozoïdes.
- D'autres étoiles de mer sont des hermaphrodites séquentielles. Les individus protandres d'espèces comme Asterina gibbosa commencent leur vie en tant que mâles avant de changer de sexe en femelle à mesure qu'ils grandissent. Chez certaines espèces telles que Nepanthia belcheri, une grande femelle peut se diviser en deux et la progéniture qui en résulte est des mâles. Lorsque ceux-ci deviennent suffisamment grands, ils redeviennent des femelles.[32]

Chaque bras d'étoile de mer contient deux gonades qui libèrent des gamètes à travers des ouvertures appelées gonoductes, situées sur le disque central entre les bras. La fécondation est généralement externe mais chez quelques espèces, une fécondation interne a lieu. Chez la plupart des espèces, les œufs et les spermatozoïdes flottants sont simplement libérés dans l’eau (fraie libre) et les embryons et larves qui en résultent vivent au sein du plancton. Dans d'autres, les œufs peuvent être collés sous les roches.[33] Chez certaines espèces d’étoiles de mer, les femelles couvent leurs œufs – soit simplement en les enveloppant[33], soit en les gardant dans des structures spécialisées. La couvaison peut se faire dans des poches sur la surface aborale de l'étoile de mer,[34][30] à l'intérieur de l'estomac pylorique (Leptasterias tenera)[35] ou même à l'intérieur des gonades elles-mêmes.[31] Les étoiles de mer qui couvent leurs œufs en « s'asseyant » dessus adoptent généralement une posture bossue avec leurs disques soulevés du substrat.[36] Le Pteraster militaris couve quelques-uns de ses petits et disperse les œufs restants, trop nombreux pour tenir dans sa poche.[34] Chez ces espèces couveuses, les œufs sont relativement gros et pourvus de jaune, et ils se développent généralement directement en étoiles de mer miniatures sans stade larvaire intermédiaire.[31] Les jeunes en développement sont appelés lécithotrophes car ils se nourrissent du jaune, par opposition aux larves « planctotrophes » qui se nourrissent dans la colonne d'eau. Chez Parvulastra parvivipara, une couveuse intragonadique, les jeunes étoiles de mer obtiennent des nutriments en mangeant d'autres œufs et embryons dans la poche à couvain.[37] La couvaison est particulièrement courante chez les espèces polaires et des grands fonds qui vivent dans des environnements défavorables au développement larvaire[30] et chez les espèces plus petites qui ne produisent que quelques œufs.[38][39]
Sous les tropiques, une réserve abondante de phytoplancton est disponible en permanence pour que les larves d’étoiles de mer puissent se nourrir. Le frai a lieu à tout moment de l'année, chaque espèce ayant sa propre saison de reproduction caractéristique.[40] Dans les régions tempérées, le printemps et l’été apportent une augmentation des disponibilités alimentaires. Le premier individu d'une espèce à frayer peut libérer une phéromone qui sert à attirer d'autres étoiles de mer et à libérer leurs gamètes de manière synchrone.[41] Chez d'autres espèces, un mâle et une femelle peuvent se réunir et former un couple. Ce comportement est appelé pseudocopulation[44] et le mâle grimpe dessus en plaçant ses bras entre ceux de la femelle. Lorsqu'elle libère des œufs dans l'eau, il est incité à frayer. Les étoiles de mer peuvent utiliser des signaux environnementaux pour coordonner l'heure du frai (la durée du jour pour indiquer la bonne période de l'année, l'aube ou le crépuscule pour indiquer l'heure correcte de la journée) et des signaux chimiques pour indiquer qu'elles sont prêtes à se reproduire. Chez certaines espèces, les femelles matures produisent des produits chimiques pour attirer les spermatozoïdes dans l'eau de mer.[45]

### Développement larvaire
La plupart des embryons d’étoiles de mer éclosent au stade blastula. La boule de cellules originelle développe une poche latérale, l'archentéron. L'entrée de celui-ci est connue sous le nom de blastopore et se développera plus tard dans l'anus. Avec les chordés, les échinodermes sont des deutérostomes, ce qui signifie que la deuxième invagination (deutéro) devient la bouche (stome) ; les membres de tous les autres phylums sont des protostomes et leur première invagination devient la bouche. Une autre invagination de la surface fusionnera avec la pointe de l'archentéron pour former la bouche tandis que la partie intérieure deviendra l'intestin. En même temps, une bande de cils se développe à l’extérieur. Celui-ci s'agrandit et s'étend autour de la surface et éventuellement sur deux excroissances en forme de bras. A ce stade, la larve est connue sous le nom de bipinnaria. Les cils sont utilisés pour la locomotion et l'alimentation, leur rythme rythmique transportant le phytoplancton vers la bouche.[8]
L'étape suivante du développement est celle d'une larve de brachiolaria et implique la croissance de trois bras courts supplémentaires. Celles-ci se trouvent à l'extrémité antérieure, entourent une ventouse et comportent des cellules adhésives à leur extrémité. Les larves de bipinnaria et de brachiolaria sont symétriques bilatéralement. Lorsqu'elle est complètement développée, la brachiolaria s'installe sur le fond marin et s'attache avec une courte tige formée des bras ventraux et de la ventouse. La métamorphose s'opère désormais avec un réarrangement radical des tissus. Le côté gauche du corps larvaire devient la surface buccale du juvénile et le côté droit la surface aborale. Une partie de l’intestin est conservée, mais la bouche et l’anus se déplacent vers de nouvelles positions. Certaines cavités corporelles dégénèrent mais d’autres deviennent le système vasculaire hydrique et le coelome viscéral. L'étoile de mer est désormais à symétrie pentaradiale. Il jette sa tige et devient une étoile de mer juvénile vivant en liberté d'environ 1 mm (0,04 po) de diamètre. Les étoiles de mer de l'ordre Paxillosida n'ont pas de stade brachiolaria, les larves de bipinnaria s'installant sur le fond marin et se développant directement en juvéniles.[8]
Alors que les larves comportent une tête, un tronc et des membres, ces différentes parties du corps n'apparaissent plus clairement chez l'adulte. En 2024, une étude de l'expression des gènes du développement de l'ectoderme montre que l'adulte n'est plus qu'une tête, dont les branches sont des excroissances : différents gènes s'expriment pour les tissus de la tête, du tronc et des membres, mais lors de la métamorphose en adulte, seuls ceux de la tête s'expriment,.

### Reproduction asexuée
Certaines espèces d'étoiles de mer des trois familles des Asterinidae, des Asteriidae et des Solasteridae sont capables de se reproduire de manière asexuée à l'âge adulte soit par fission de leurs disques centraux[46], soit par autotomie d'un ou plusieurs de leurs bras.[47] Il dépend du genre que l'un ou l'autre de ces processus se produise. Parmi les étoiles de mer capables de régénérer tout leur corps à partir d'un seul bras, certaines peuvent le faire même à partir de fragments de seulement 1 cm (0,4 po) de long.[48] Les bras simples qui régénèrent un individu entier sont appelés formes comètes. La division de l'étoile de mer, soit à travers son disque, soit à la base du bras, s'accompagne généralement d'une faiblesse dans la structure qui fournit une zone de fracture.[49]
Les larves de plusieurs espèces d'étoiles de mer peuvent se reproduire de manière asexuée avant d'atteindre leur maturité.[50] Ils le font en autotomisant certaines parties de leur corps ou en bourgeonnant.[51] Lorsqu'une telle larve sent que la nourriture est abondante, elle emprunte la voie de la reproduction asexuée plutôt que celle du développement normal.[52] Bien que cela lui coûte du temps et de l'énergie et retarde la maturité, cela permet à une seule larve de donner naissance à plusieurs adultes lorsque les conditions sont appropriées.[51]

### Régénération
Certaines espèces d'étoiles de mer ont la capacité de régénérer les bras perdus et peuvent voir repousser un tout nouveau membre avec le temps.[48] Quelques-uns peuvent faire repousser un nouveau disque complet à partir d'un seul bras, tandis que d'autres ont besoin qu'au moins une partie du disque central soit attachée à la partie détachée.[22] La repousse peut prendre plusieurs mois ou années,[48] et les étoiles de mer sont vulnérables aux infections dès les premiers stades après la perte d'un bras. Un membre séparé vit des nutriments stockés jusqu'à ce qu'il repousse un disque et une bouche et soit capable de se nourrir à nouveau. Outre la fragmentation effectuée à des fins de reproduction, la division du corps peut se produire par inadvertance en raison du détachement d'une partie par un prédateur, ou une partie peut être activement excrétée par l'étoile de mer lors d'une réaction de fuite. La perte de parties du corps est obtenue par le ramollissement rapide d’un type particulier de tissu conjonctif en réponse à des signaux nerveux. Ce type de tissu est appelé tissu conjonctif de capture et se trouve chez la plupart des échinodermes.[53] Un facteur favorisant l'autotomie a été identifié qui, lorsqu'il est injecté dans une autre étoile de mer, provoque une perte rapide des bras.[54]

### Longévité
La durée de vie d'une étoile de mer varie considérablement selon les espèces, étant généralement plus longue dans les formes plus grandes et chez celles comportant des larves planctoniques. Par exemple, Leptasterias hexacticis couve un petit nombre d’œufs à gros jaune. Il pèse 20 g (0,7 oz) adulte, atteint sa maturité sexuelle en deux ans et vit environ dix ans.[8] Pisaster ochraceus libère un grand nombre d'œufs dans la mer chaque année et pèse jusqu'à 800 g à l'âge adulte. Il atteint sa maturité au bout de cinq ans et sa durée de vie maximale enregistrée est de 34 ans.[8] La durée de vie moyenne d'une étoile de mer est de 35 ans, et les espèces d'étoiles de mer plus grandes vivent généralement plus longtemps que leurs homologues plus petites.[55]

## Écologie et comportement

### Mode de vie
Les étoiles de mer sont toutes des animaux benthiques, qui vivent posées sur le fond où elles se déplacent lentement à l'aide de leurs podia. La plupart des espèces sont nocturnes, et passent la journée dissimulées dans des anfractuosités de la roche ou enfouies dans le sable.

### Alimentation

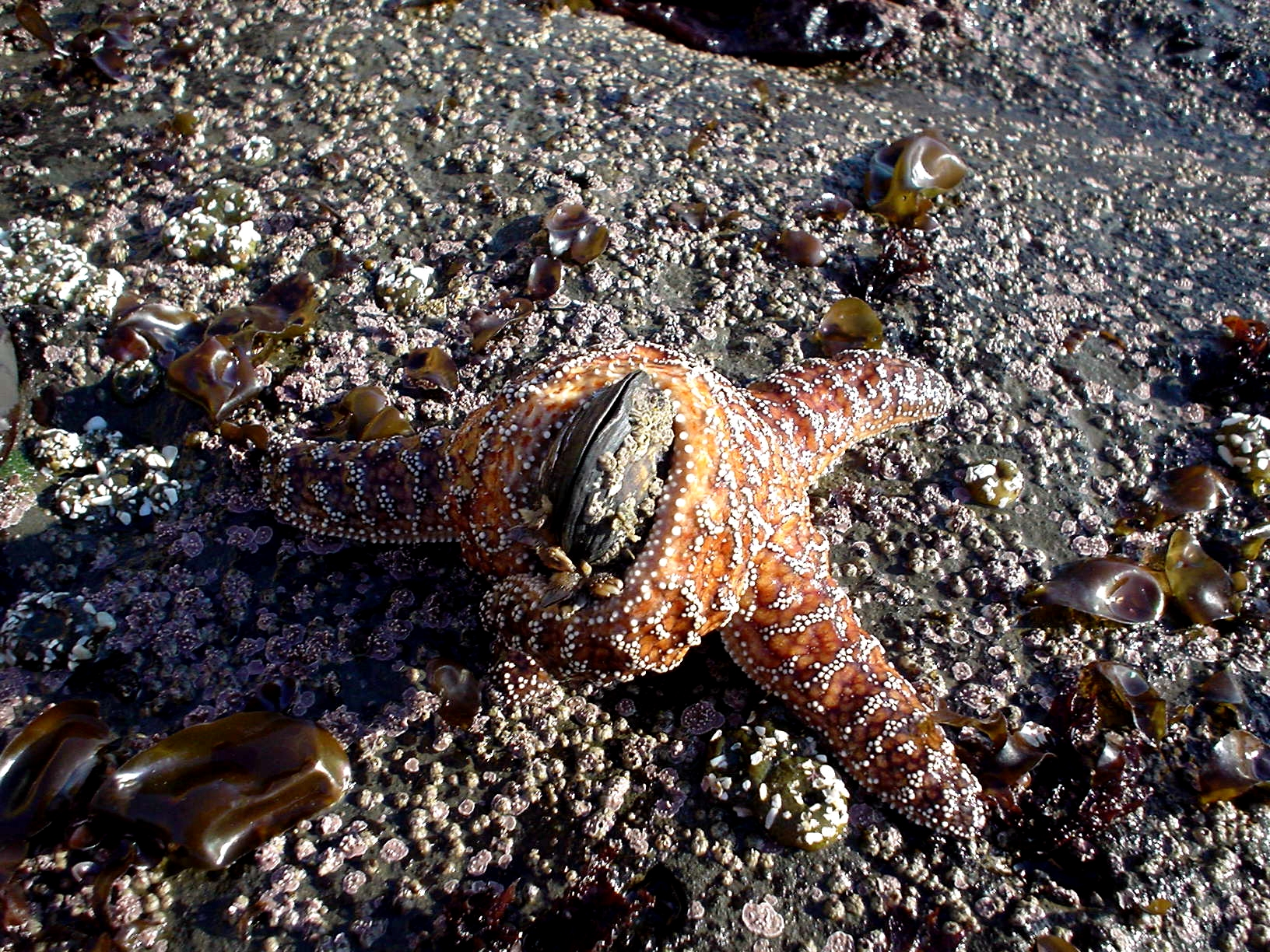
Une Pisaster ochraceus (étoile commune des côtes pacifique des États-Unis) consommant une moule en Californie.

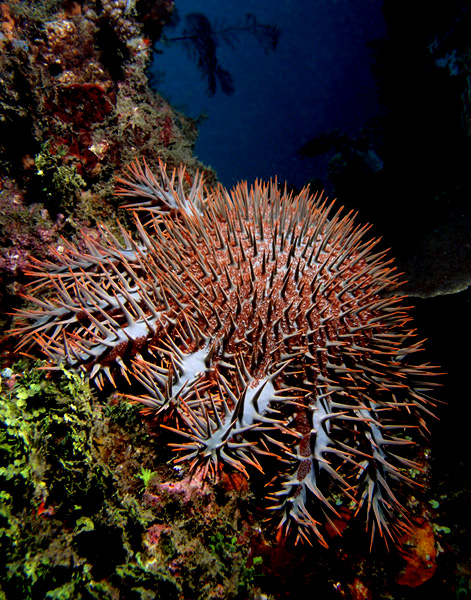
L'étoile épineuse Acanthaster planci (ici au Timor) se nourrit de corail.

Les étoiles de mer sont principalement des omnivores opportunistes à tendance carnivore ou détritivore suivant les espèces et la disponibilité en nourriture, mais certaines espèces sont spécialisées dans la prédation ou la filtration du plancton. Leur régime alimentaire est principalement constitué de proies immobiles ou se déplaçant lentement. Il peut selon les espèces se constituer de mollusques, crabes, vers, crustacés, vers polychètes, échinodermes, d'autres invertébrés, et même parfois de petits poissons. Certaines étoiles comme les Solaster sont même spécialisées dans la consommation d'autres échinodermes, et notamment d'autres espèces d'étoiles de mer.
Les astéries se nourrissent grâce à leur orifice buccal, situé sur la face inférieure (appelée « orale »). Les pièces buccales sont très variées suivant les espèces, et constituent un des éléments utilisés pour leur classification.
La digestion est faite dans deux estomacs séparés, l'estomac cardiaque et l'estomac pylorique. L'estomac cardiaque est comme un sac situé au centre. Il peut parfois être sorti du corps.
L'alimentation des étoiles de mer se divise en deux groupes suivant l'anatomie gastrique des espèces : certaines avalent leur nourriture constituée de petites particules par leur bouche pour la digérer classiquement, mais d'autres ont la capacité de dévaginer leur estomac directement sur leur proie pour opérer une digestion externe, ce qui leur permet de consommer des proies (immobiles) plus grosses qu'elles, et même du corail, chez Acanthaster planci par exemple. De nombreuses étoiles de mer abyssales se nourrissent également de corail.
Quelques espèces utilisent la grande endurance de leur système aquifère (hydraulique) pour ouvrir la coquille des mollusques et introduire leur estomac à l'intérieur (digestion externe). Cela leur permet de chasser des proies beaucoup plus grandes qu'elles et même de petits poissons. Pour s'alimenter d'un bivalve, par exemple, une étoile carnassière de la famille des Asteriidae s'empare de celui-ci avec ses pieds ambulacraires et le force à s'ouvrir. La force déployée par le système aquifère (hydraulique) pour ouvrir un bivalve peut atteindre 12,75 newtons, ce qui peut représenter l'effort nécessaire à un humain pour lever d'une main une masse de 1,275 kg. Le combat se termine lorsque le bivalve, à bout de force, relâche son muscle adducteur. Une fois les deux valves assez ouvertes, l'étoile de mer dévagine son estomac à l'intérieur à l'aide de la contraction de sa paroi corporelle et prédigère l'animal avec des enzymes gastriques provenant du cæcum pylorique. Une fois la proie digérée, l'estomac est réinvaginé par la relaxation de la paroi corporelle et la contraction des muscles. La digestion est ensuite finalisée dans les estomacs internes. Si le spécimen de bivalve est petit, il peut être ingéré au complet et digéré de manière interne, pour ensuite éjecter la coquille.
Seules quelques espèces d'étoiles de mer se sont spécialisées dans la prédation d'animaux rapides, principalement grâce à leurs podia collants et à leurs pédicellaires dentés. C'est par exemple le cas de Stylasterias forreri, qui capture de petits poissons au moyen des gros pédicellaires en mâchoires qui recouvrent ses bras, de Rathbunaster californicus qui fait de même avec de petits crustacés, de Labidiaster annulatus avec le krill antarctique, et de toutes les espèces de l'ordre des Brisingida, qui capturent le plancton de la même manière, leurs bras longs et nombreux formant un filet dans le courant à la manière d'une toile d'araignée. Certaines étoiles peuvent avoir des modes de chasse plus originaux, comme l'étonnante Stegnaster inflatus qui se tient sur la pointe des bras pour imiter un refuge et attirer ainsi une proie, avant de se refermer sur elle.
Enfin, certaines espèces ont des modes d'alimentation plus originaux, comme les Dytaster, étoiles abyssales qui ingèrent du sédiment en grande quantité pour en digérer la fraction organique, un peu à la manière des holothuries.

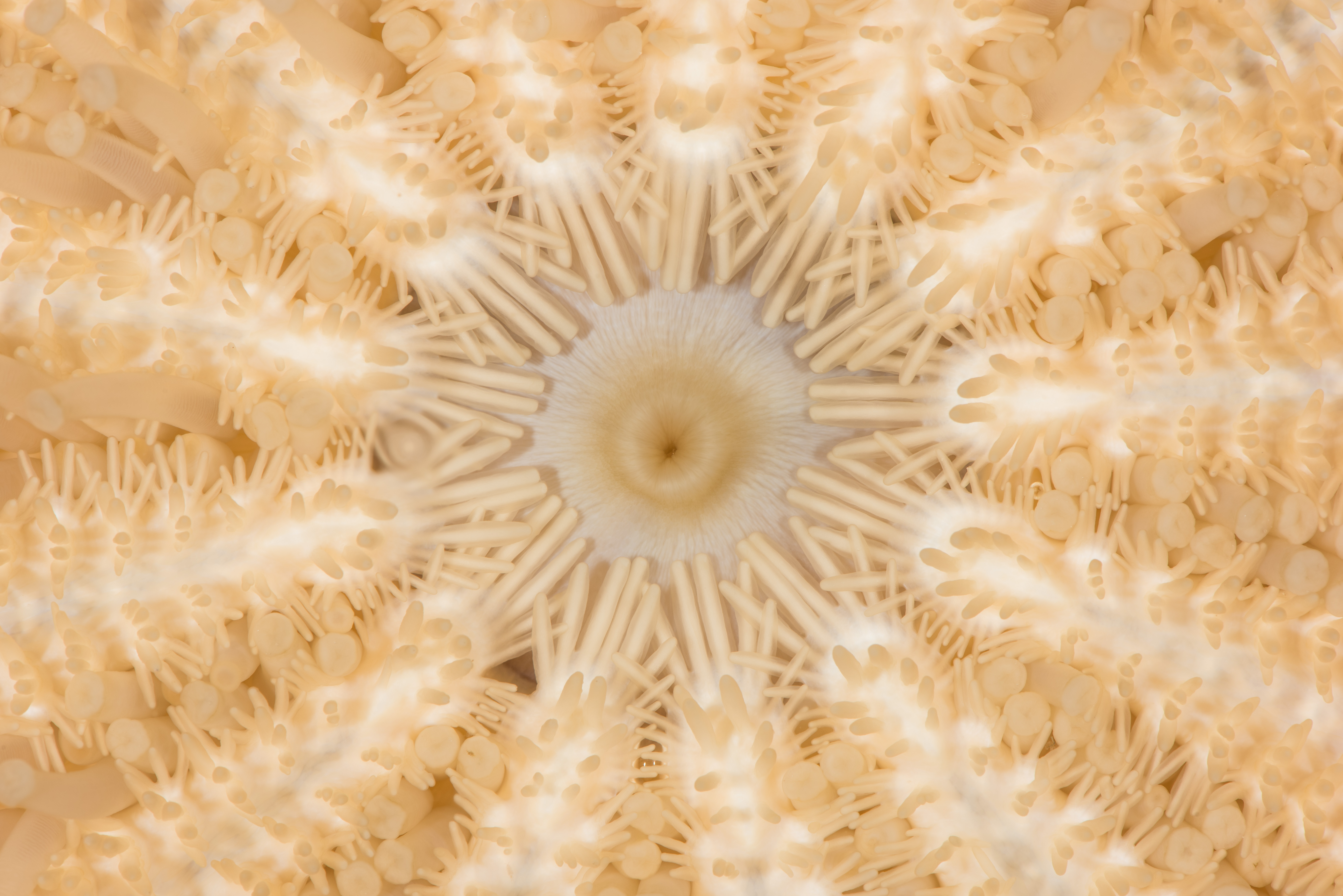
Bouche fermée d'une Crossaster papposus
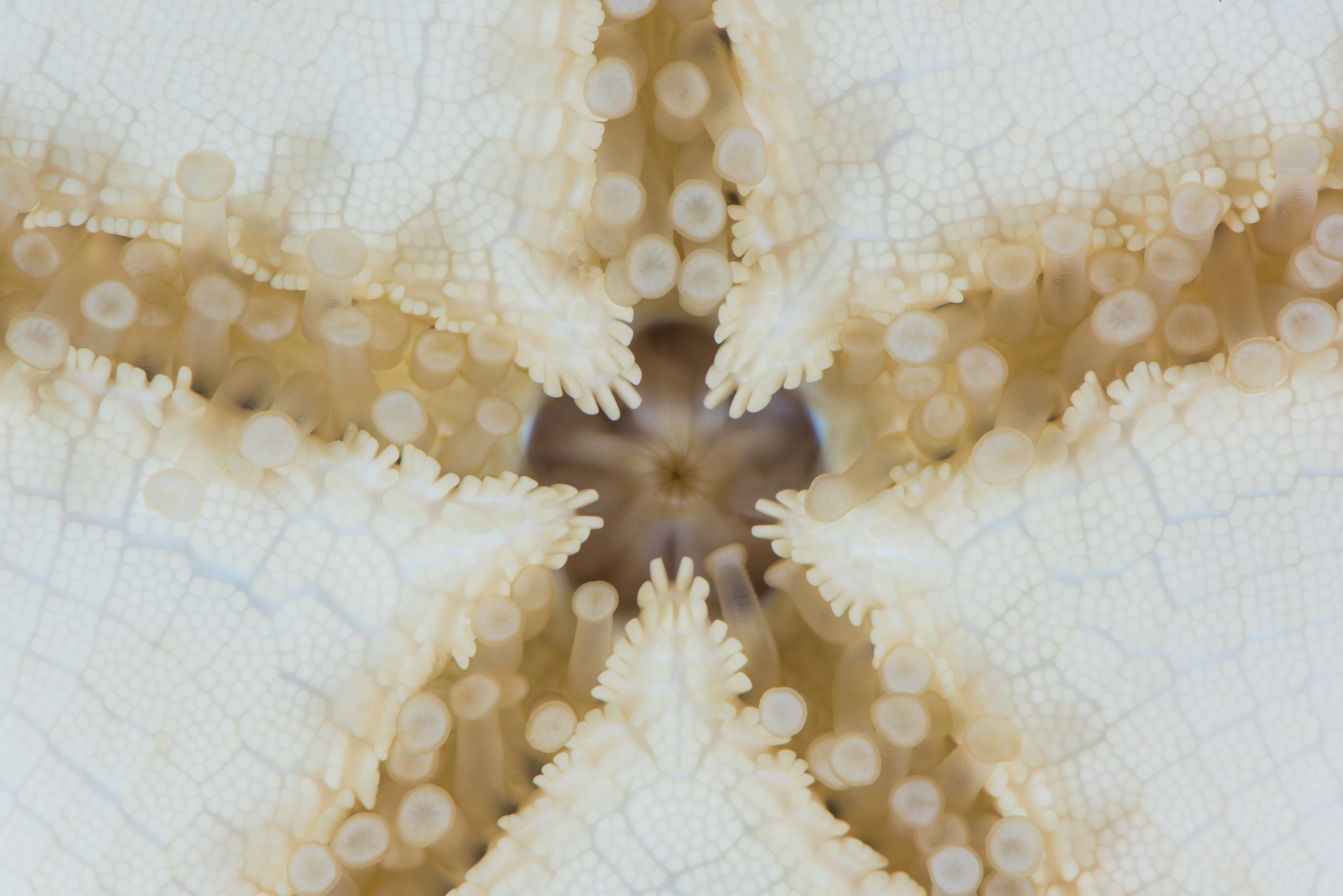
Bouche ouverte d'une Ceramaster granularis
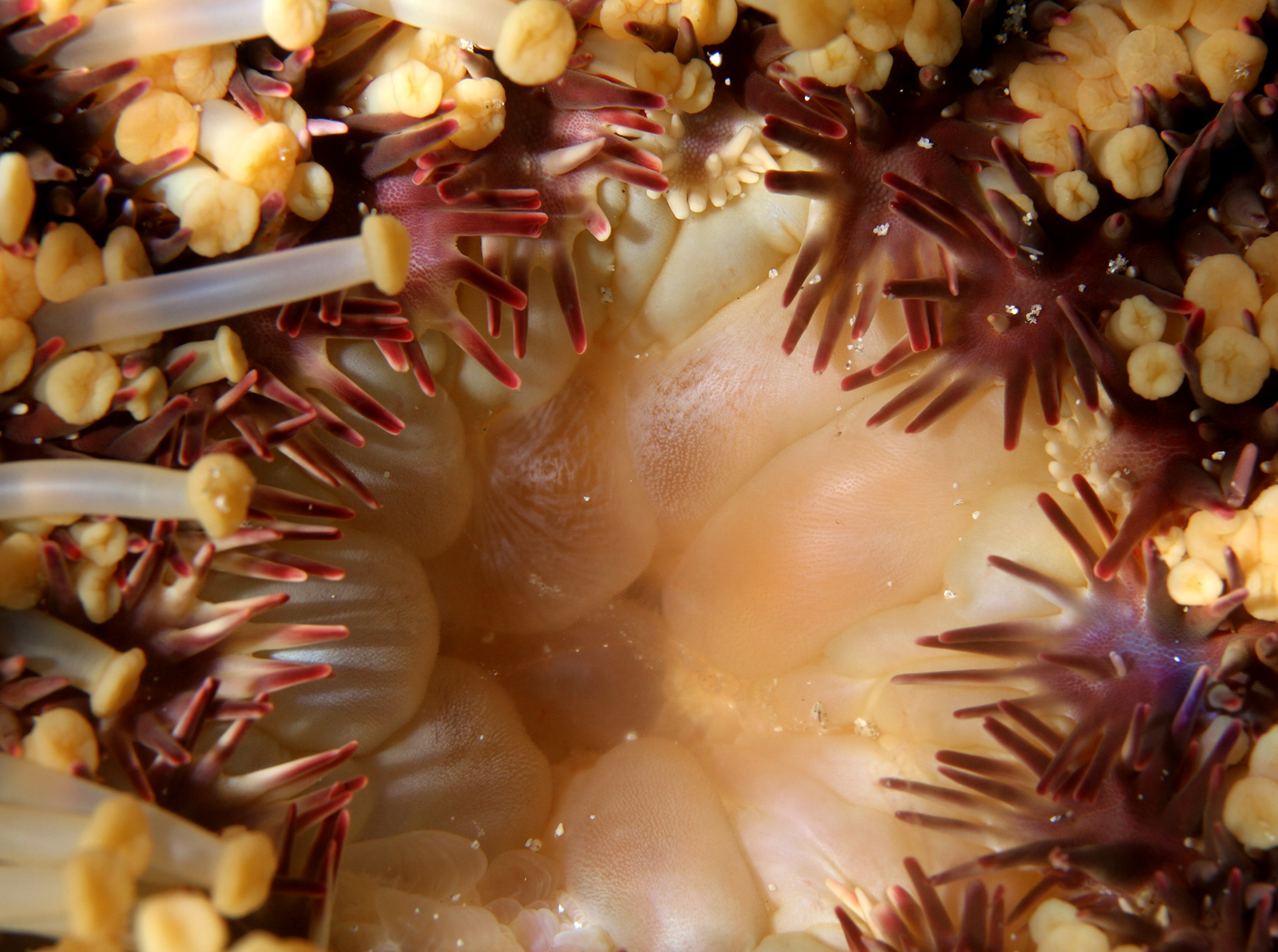
Gros plan sur l'estomac partiellement dévaginé d'une Acanthaster planci, dérangée en plein repas.
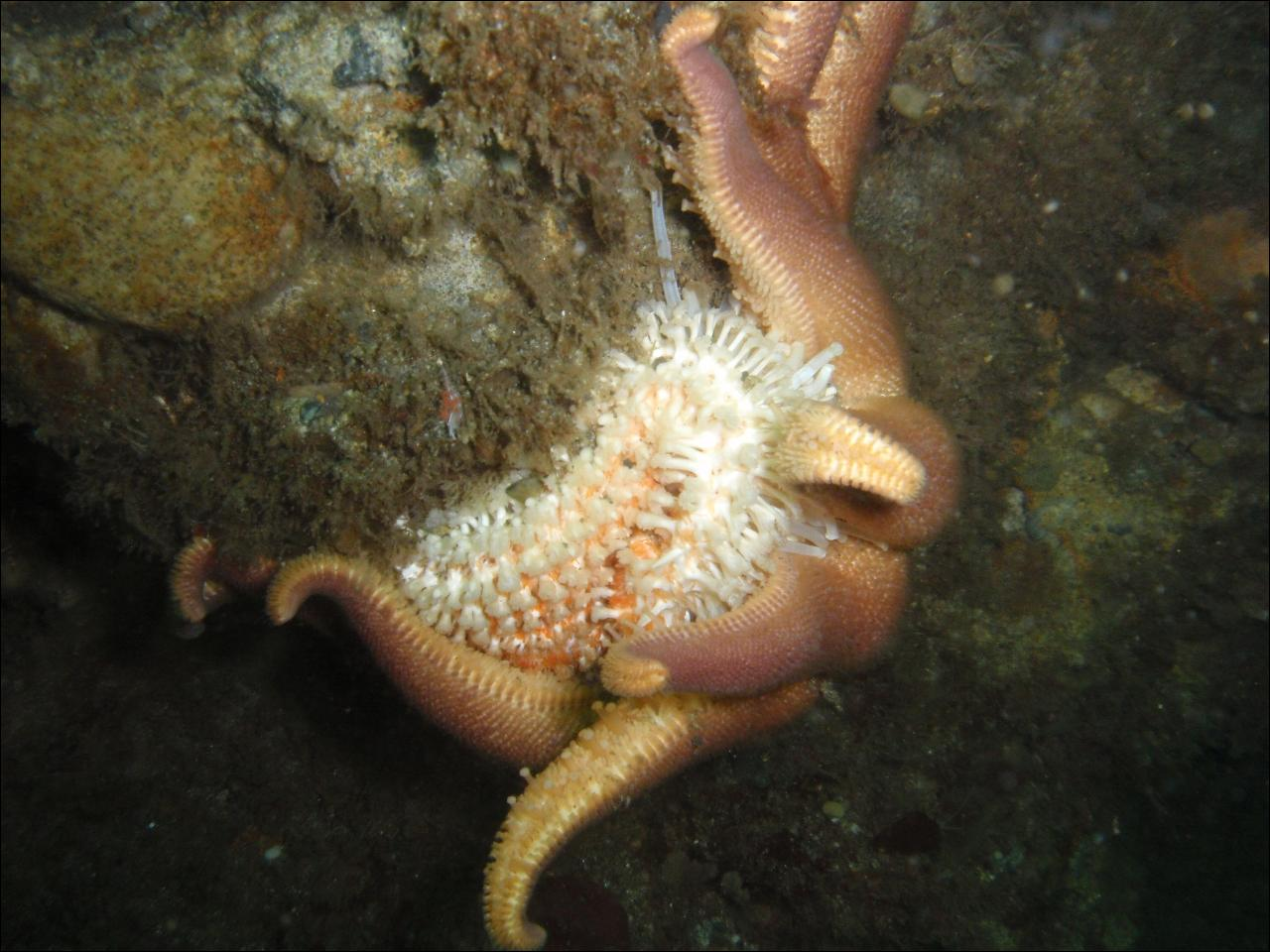
Solaster dawsoni dévorant une autre étoile de mer.
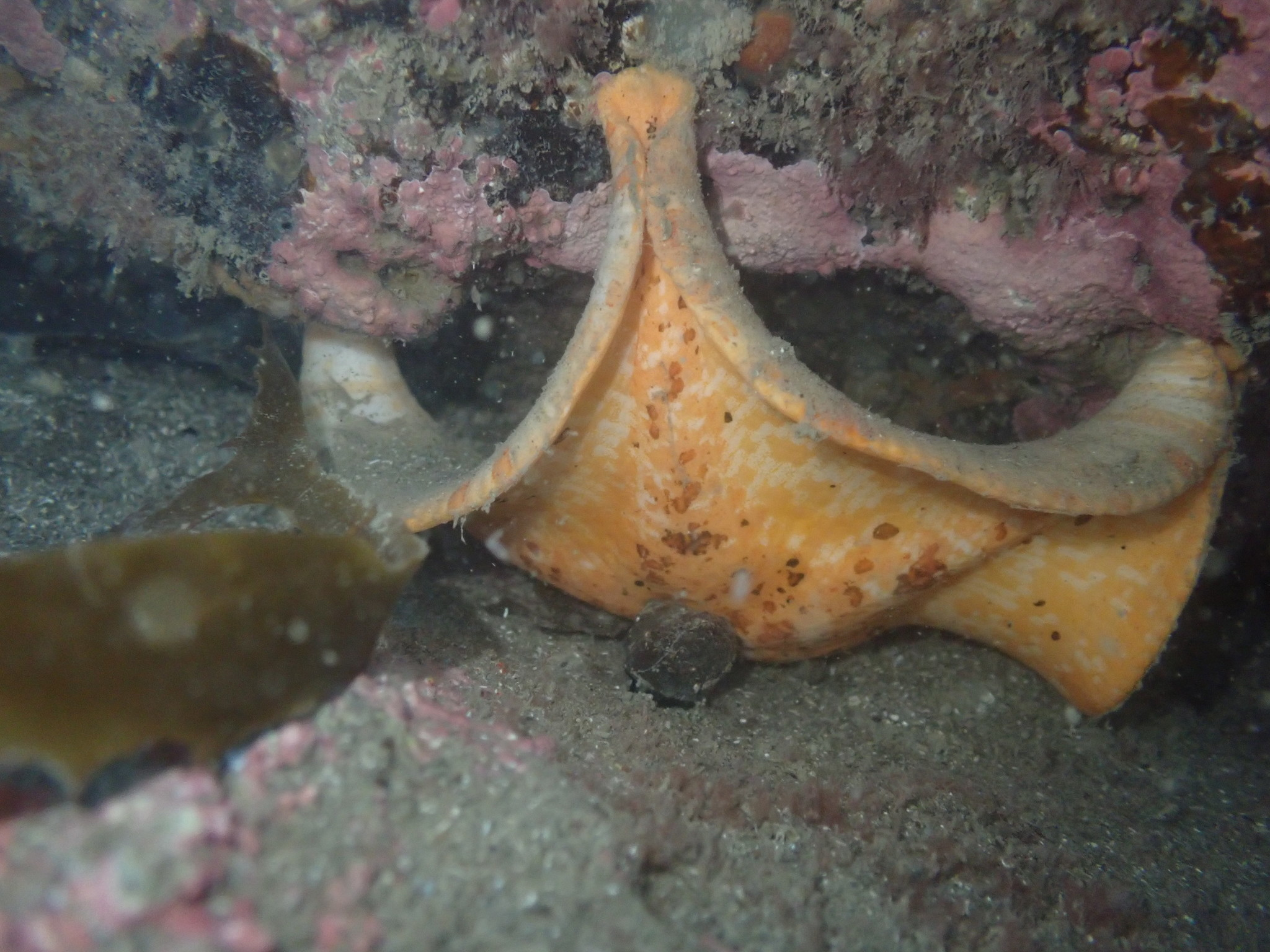
Stegnaster inflatus en position de chasse.

### Reproduction

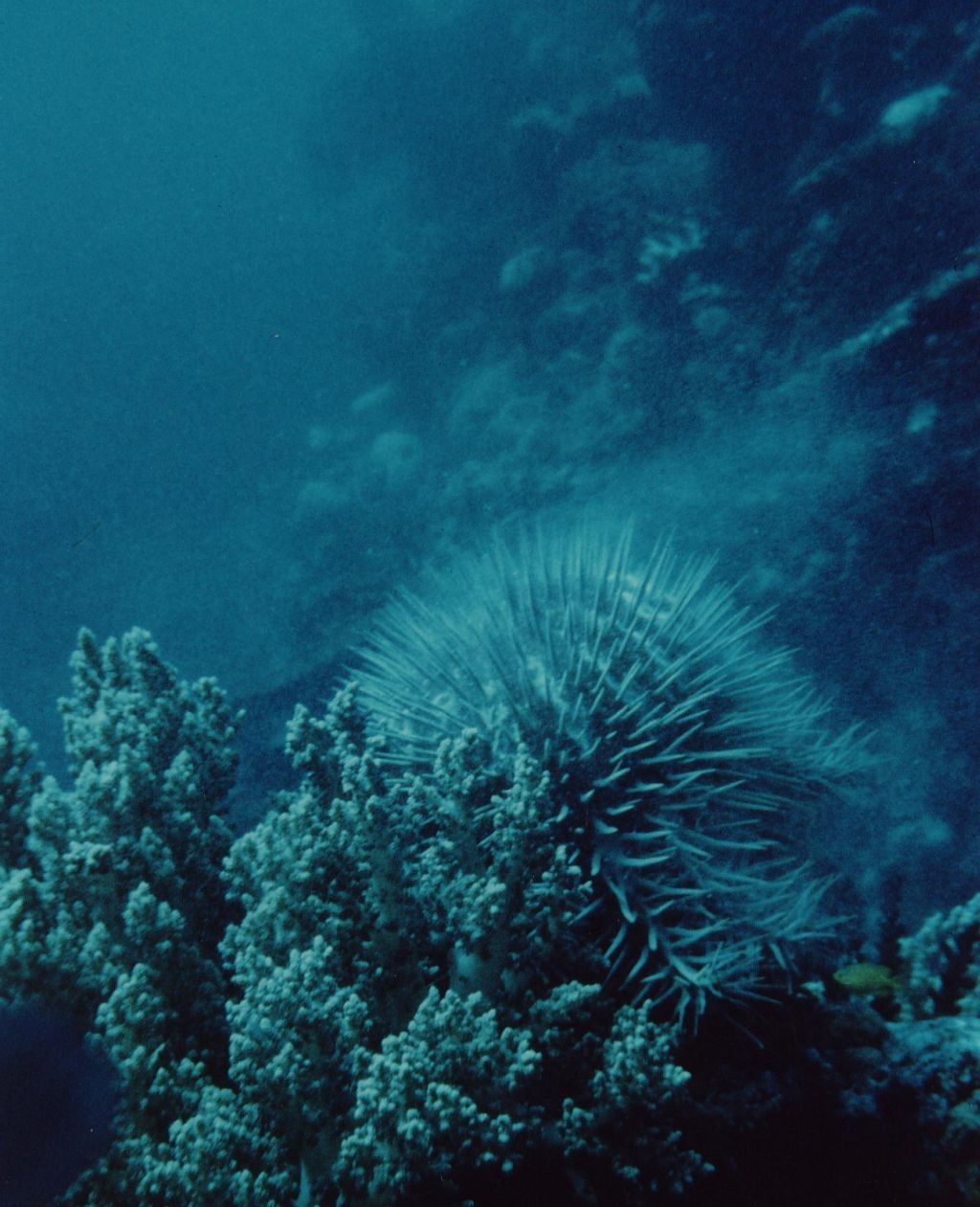
Acanthaster planci en train d'éjecter ses gamètes.

La plupart des étoiles de mer ont des sexes séparés (diécie). Une paire de gonades réside dans chaque bras, d'où elles sont reliées à l'extérieur par des pores génitaux, via le conduit reproducteur. Au début de l'été, à la suite d'un signal chimique émis dans l'eau, chaque sexe expulse dans l'eau des œufs ou du sperme : la fertilisation est donc externe, et les œufs sont fécondés dans l'eau, où ils vont ensuite dériver parmi le plancton. La larve demeure planctonique pendant quelques semaines ou mois, et subit plusieurs métamorphoses appelées scaphularia, bipinnaria et brachiolaria. C'est cette dernière forme qui va ensuite décanter vers le fond, pour entamer sa métamorphose en étoile juvénile, désormais benthique. Cependant, chez certaines espèces (notamment d'eaux froides), les œufs sont benthiques et donnent directement naissance à des juvéniles formés, que la mère peut « couver » le temps de leur croissance.
Les étoiles de mer se reproduisent généralement de façon sexuée, mais certaines peuvent aussi le faire de façon asexuée : chez certains genres comme les Linckia par exemple, le disque central est très restreint et les organes vitaux sont équitablement répartis dans les bras. Ces étoiles sont donc capables de se séparer d'un bras sans danger, celui-ci devenant indépendant, capable de se déplacer et de se nourrir jusqu'à la régénérescence du disque et des quatre autres bras. Ceux-ci étant plus courts, l'étoile prendra une forme caractéristique appelée « comète de mer ». L'étoile de mer du Pacifique (Echinaster luzonicus) en a aussi la capacité, de même qu'elle peut elle-même détacher un de ses bras pour se reproduire.
D'autres étoiles sont aussi capables de se séparer en deux moitiés pour se reproduire par clonage : chez quelques espèces comme Aquilonastra conandae, un tel mode de reproduction semble même privilégié. Au stade juvénile, les étoiles de mer semblent facilement cannibales, surtout quand elles sont en grande densité et avec des ressources limitées.
Quand cette capacité à se régénérer était sous-estimée et que certaines étoiles de mer étaient considérées comme des espèces nuisibles (comme l'Acanthaster planci), il était courant de les couper en deux et de les rejeter à la mer afin d'en contrôler la population, ce qui avait tout l'effet contraire.

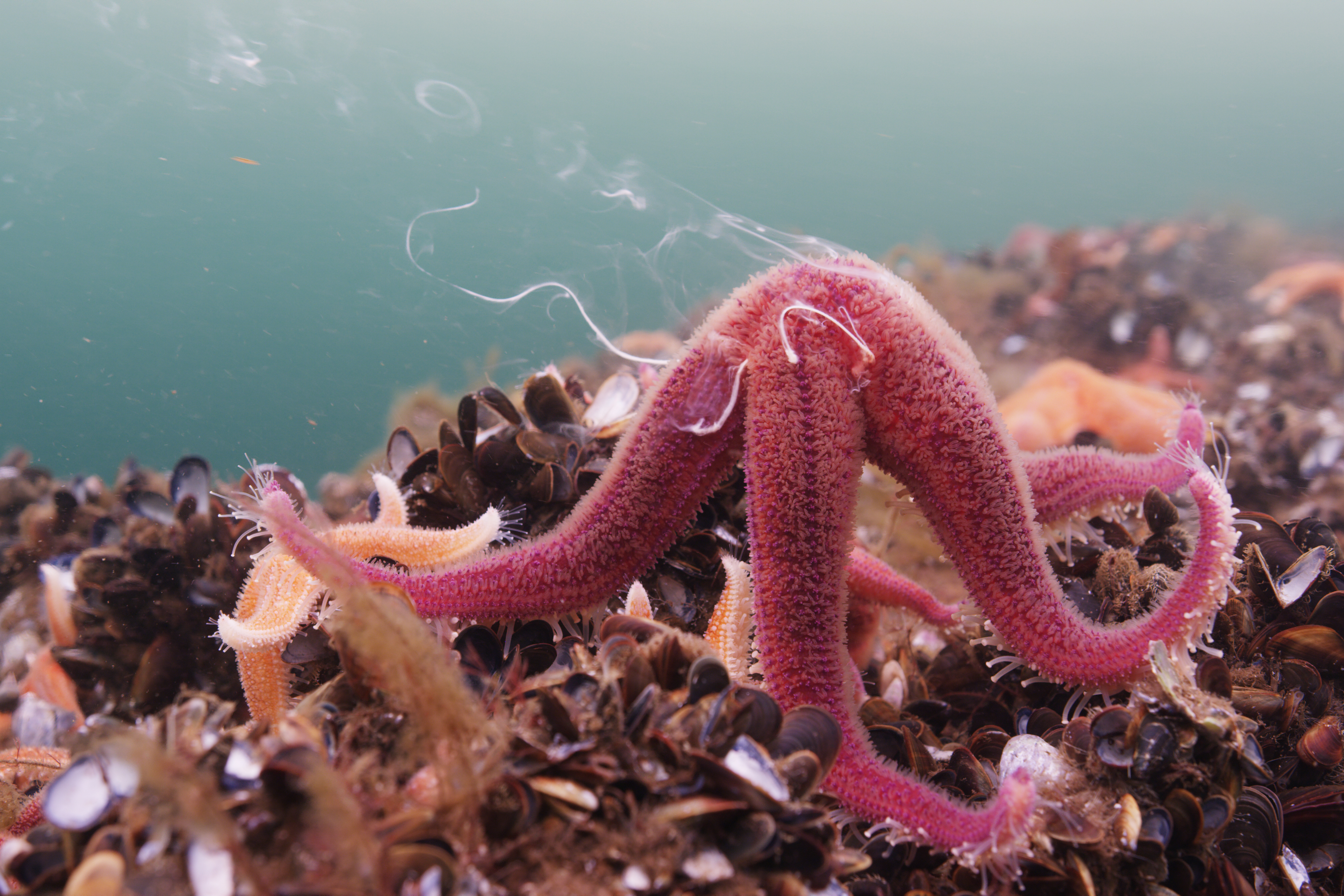
Asterias rubens éjectant ses gamètes.
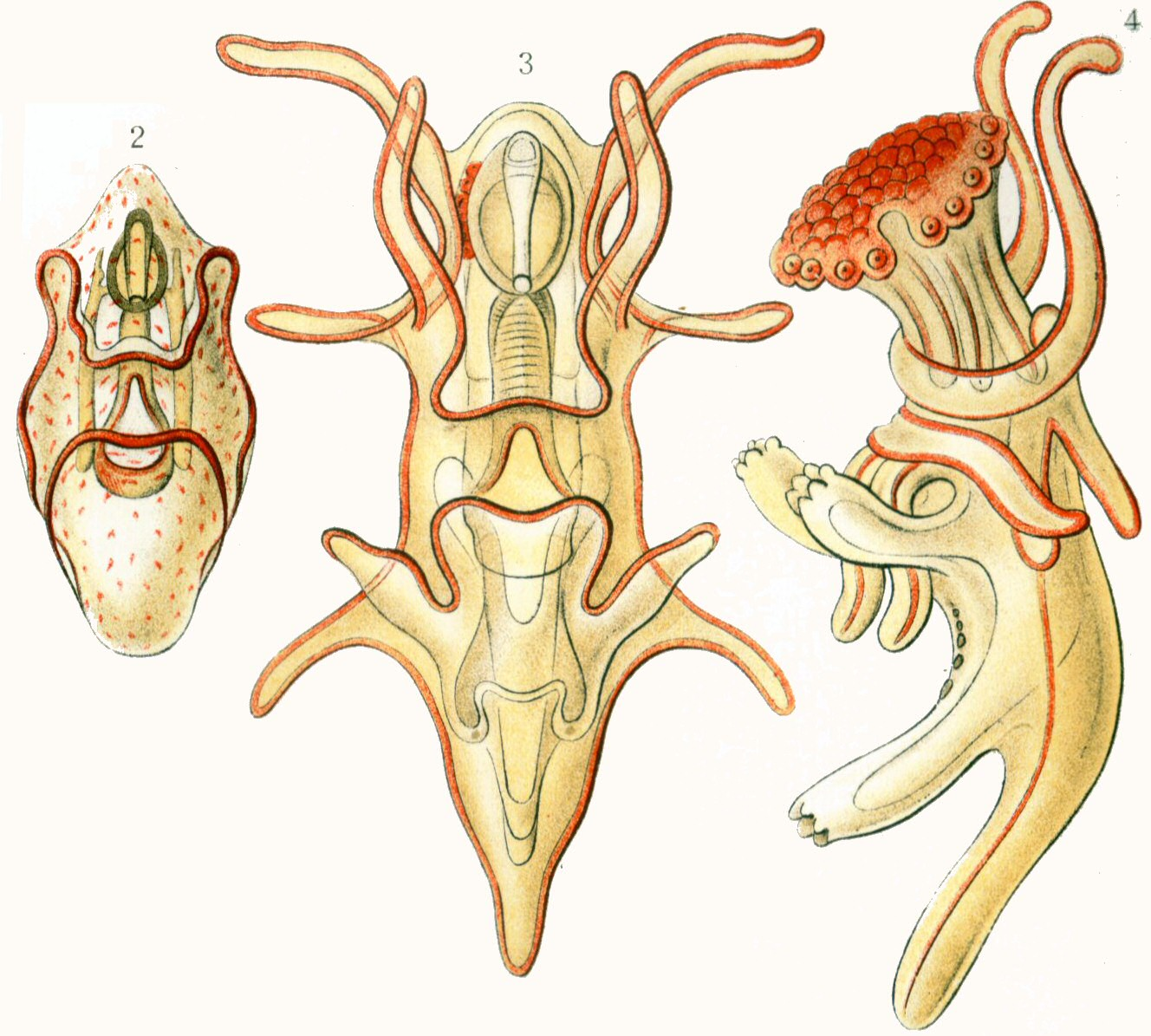
Les trois stades larvaires des étoiles de mer : scaphularia, bipinnaria, brachiolaria.
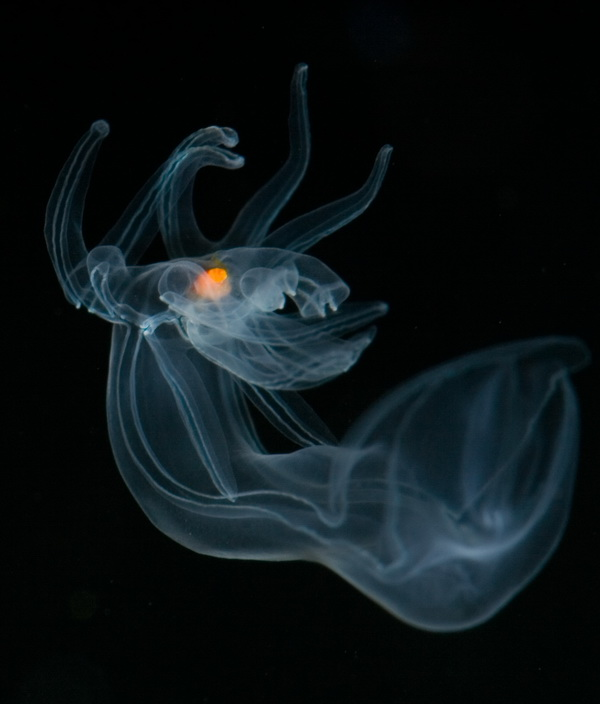
Stade larvaire de Luidia sarsi
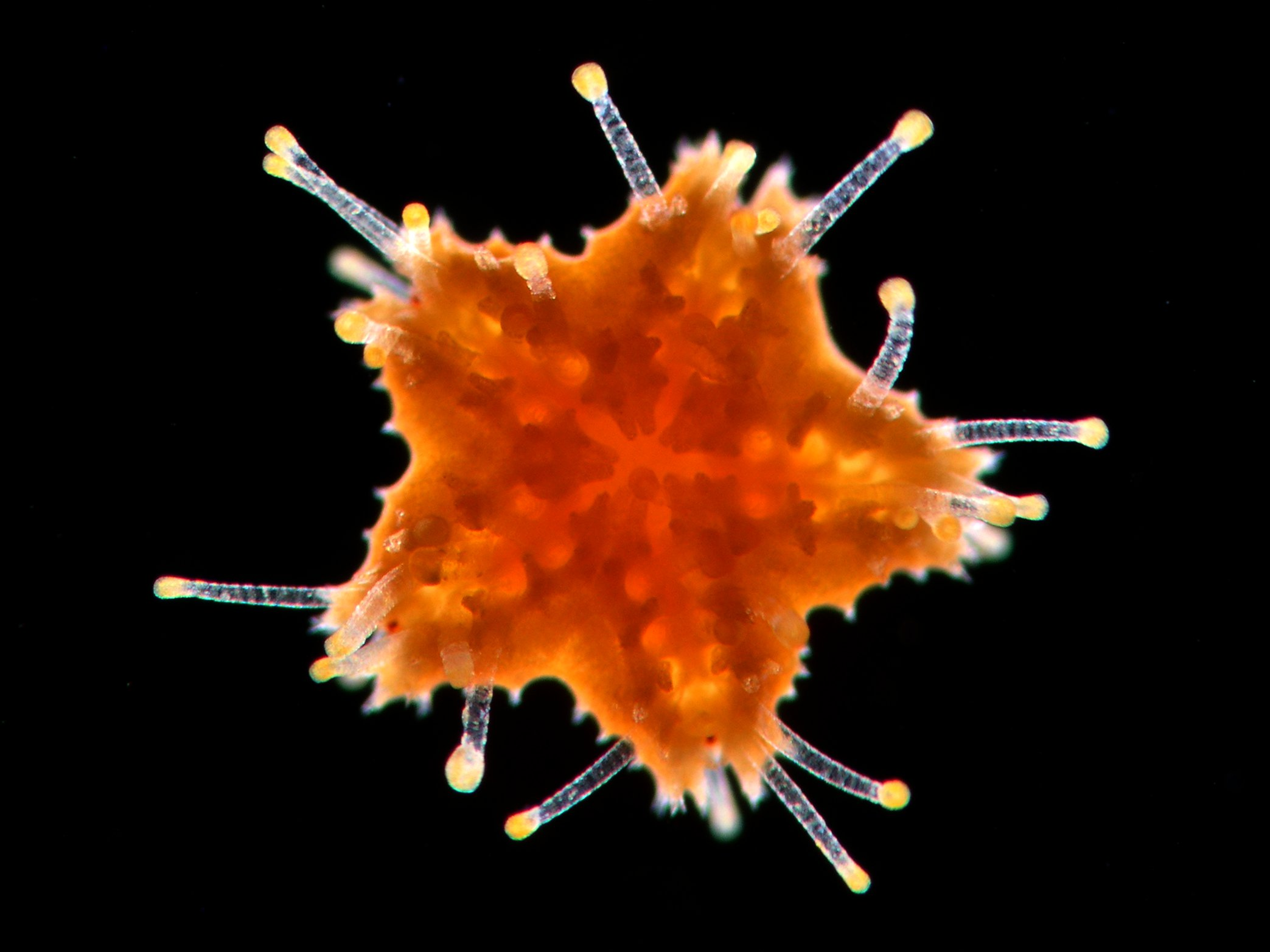
Étoile juvénile.
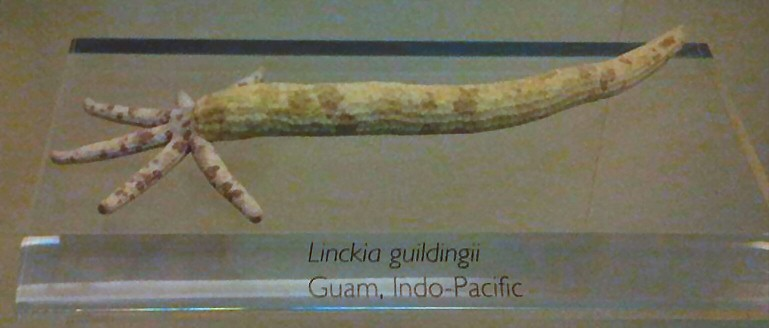
Certaines étoiles comme cette Linckia guildingi peuvent se régénérer totalement à partir d'un seul bras, leur donnant cette forme caractéristique de « comète de mer ». Ce phénomène permet une multiplication asexuée.
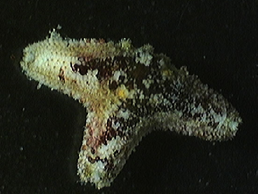
Cette Aquilonastra conandae vient de se reproduire par division. Elle a commencé à régénérer ses bras manquants.

### Prédateurs

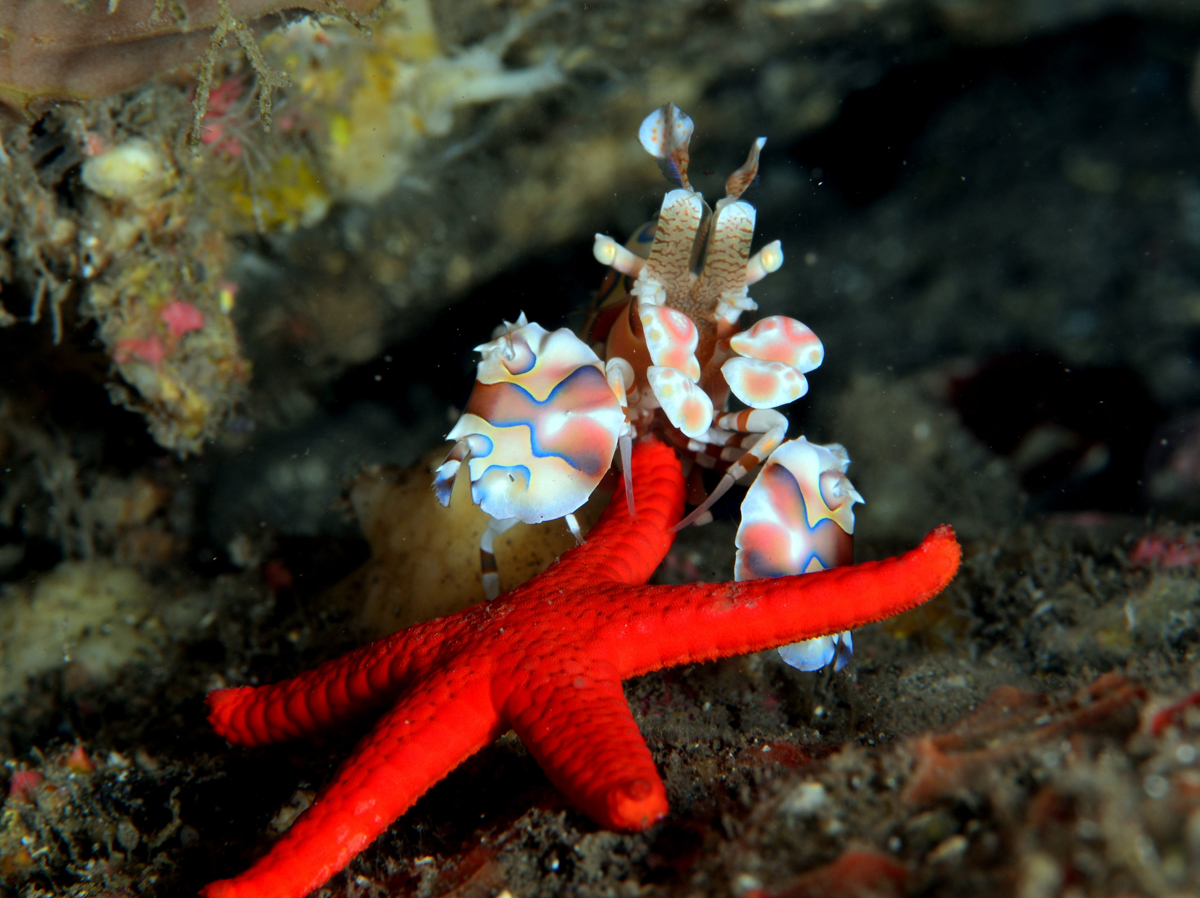
La crevette Arlequin (Hymenocera picta) est un prédateur très spécialisé des astéridées (ici s’apprêtant à dévorer une Fromia milleporella).

Les étoiles de mer ont de nombreux prédateurs, même si certaines (comme l’Acanthaster planci aux piquants venimeux) sont suffisamment bien défendues pour ne plus craindre beaucoup de menaces à l'âge adulte.
Les principaux prédateurs des étoiles de mer sont de gros poissons (aux mâchoires suffisamment puissantes pour broyer le squelette de calcite), des crabes, les loutres de mer, de gros mollusques carnivores (comme les « tritons » du genre Charonia, friands de grosses étoiles tropicales), certains crustacés (comme la crevette-arlequin mangeuse d'étoiles Hymenocera picta) et même d'autres espèces d'étoiles de mer (le cannibalisme étant relativement répandu chez les étoiles carnivores).
Dans les zones intertidales, elles font le délice de certains oiseaux marins opportunistes comme les goélands.
Les principaux moyens de défense des étoiles de mer résident dans leur méfiance (beaucoup d'espèces sont nocturnes, d'autres sont très cryptiques) et dans leur squelette dur et souvent épineux qui les rend immangeable pour beaucoup d'animaux. Seules les Acanthaster sont équipées de piquants venimeux, mais plusieurs autres espèces peuvent sécréter des substances répulsives. En cas d'attaque, les étoiles peuvent abandonner un bras à un prédateur sans danger pour leur survie (il se régénérera rapidement).

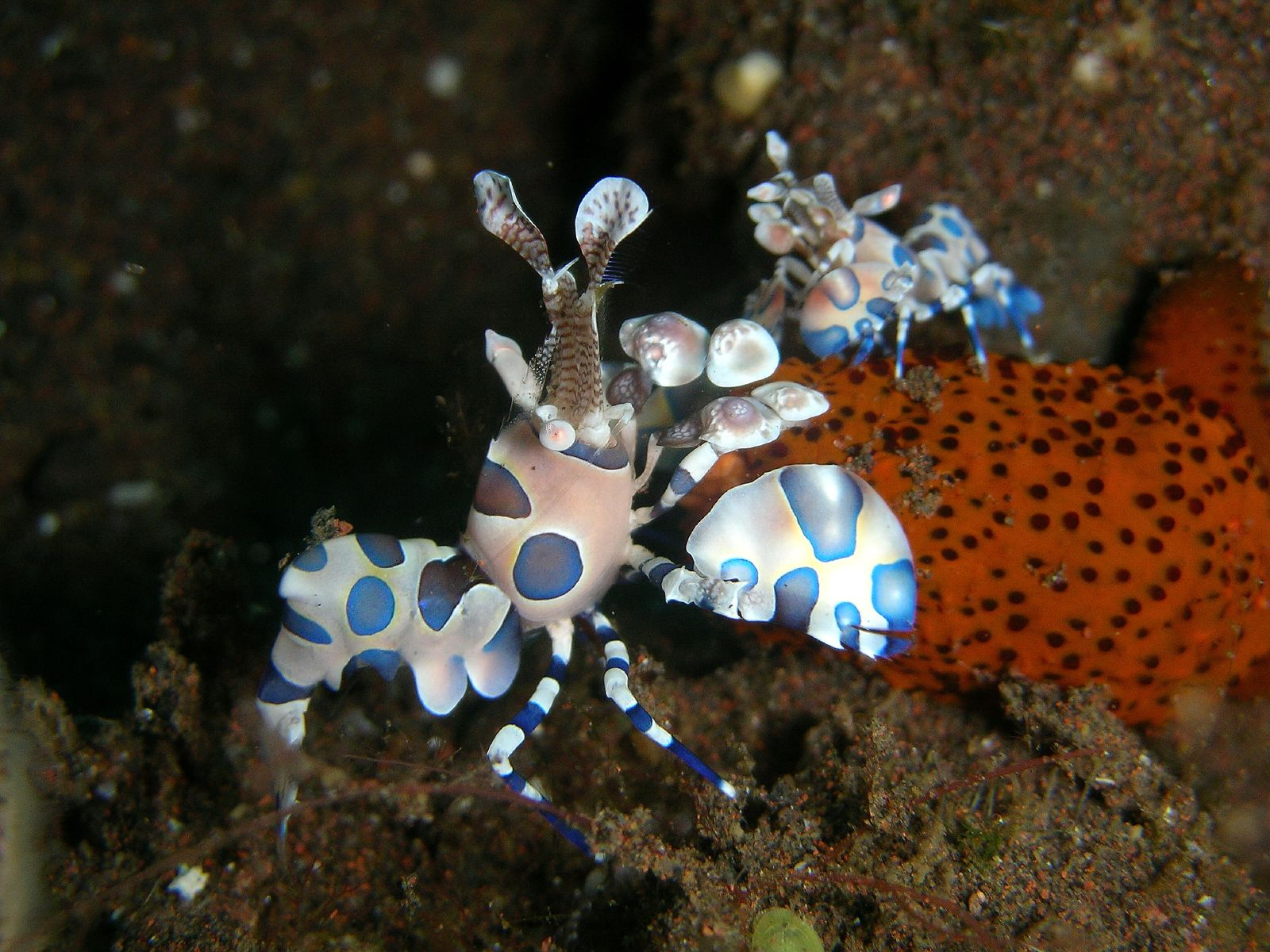
Un couple de crevettes-arlequin (Hymenocera picta) en train de consommer une petite étoile de mer.
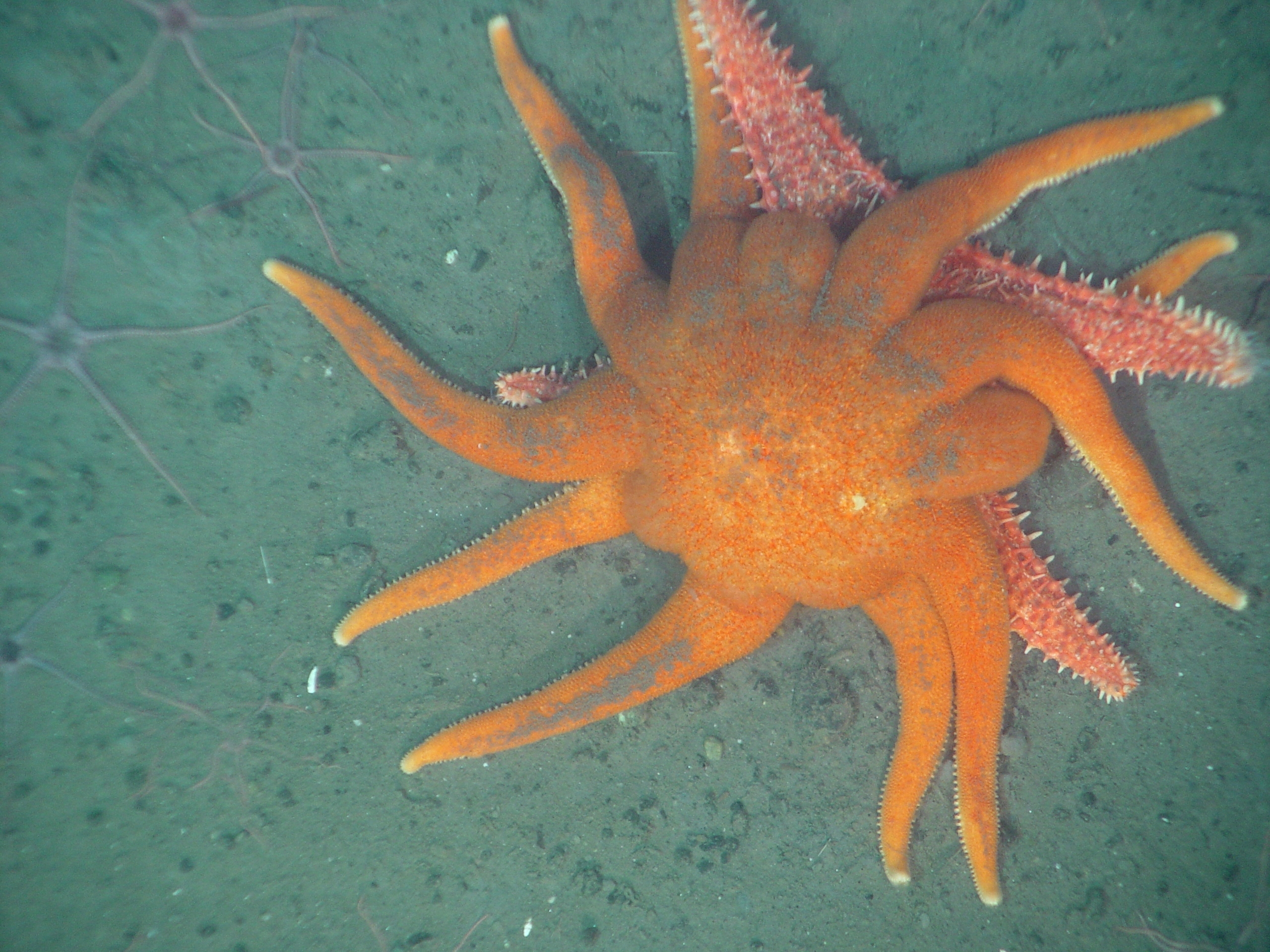
L'étoile Solaster dawsoni consomme principalement d'autres étoiles de mer, ici une Hippasteria spinosa.
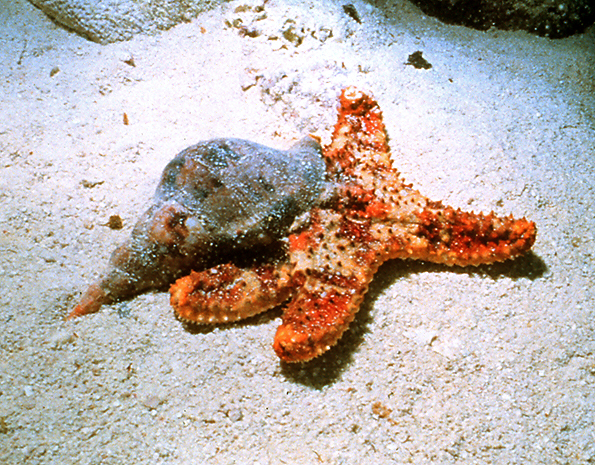
Un triton atlantique (Charonia variegata) dévorant une Oreaster.
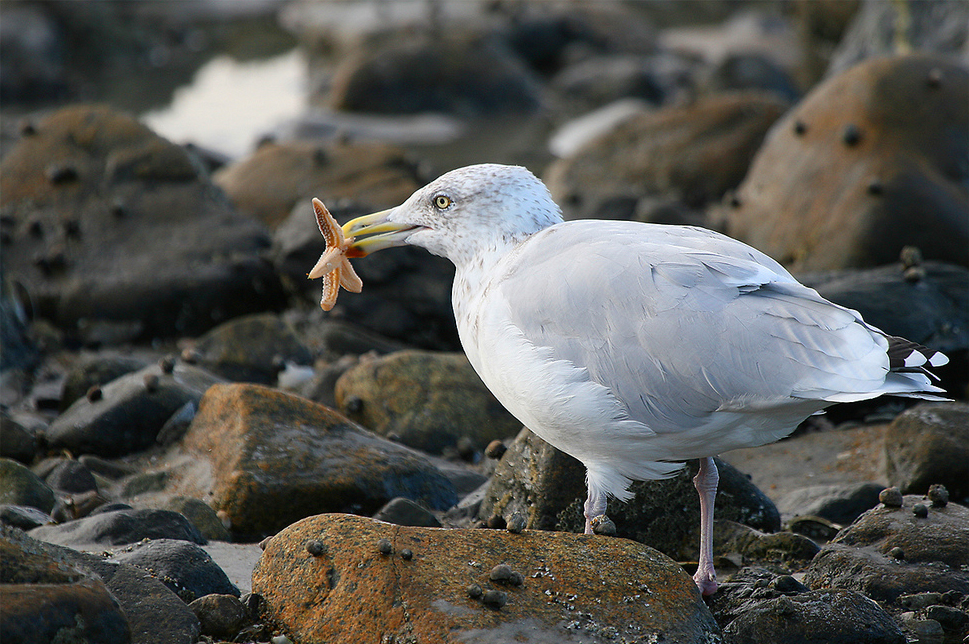
Un goéland mangeant une étoile de mer (Asterias sp.) à marée basse.
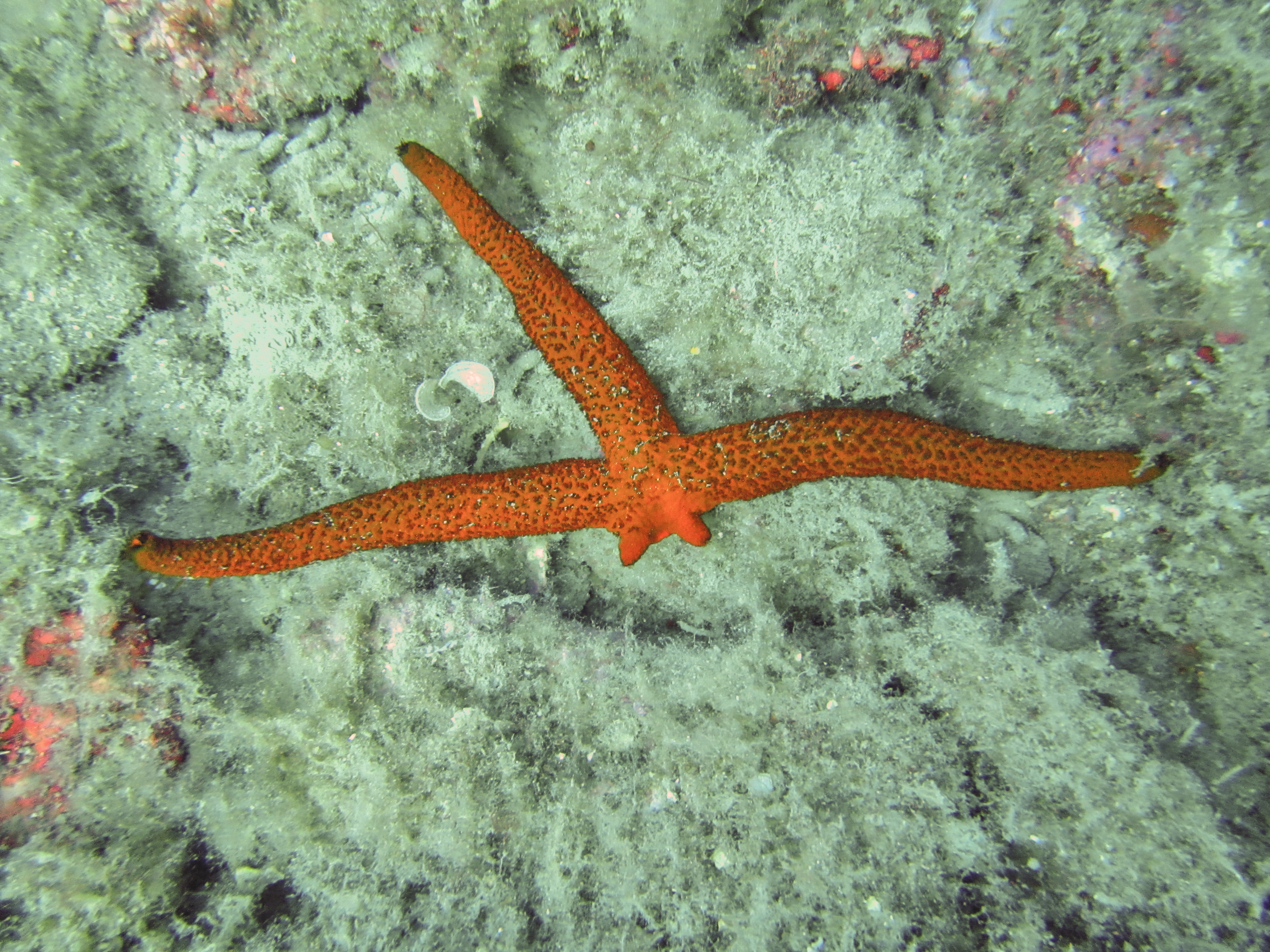
Cette Echinaster sepositus régénère ses bras perdus.

### Symbioses, parasites et commensalismes

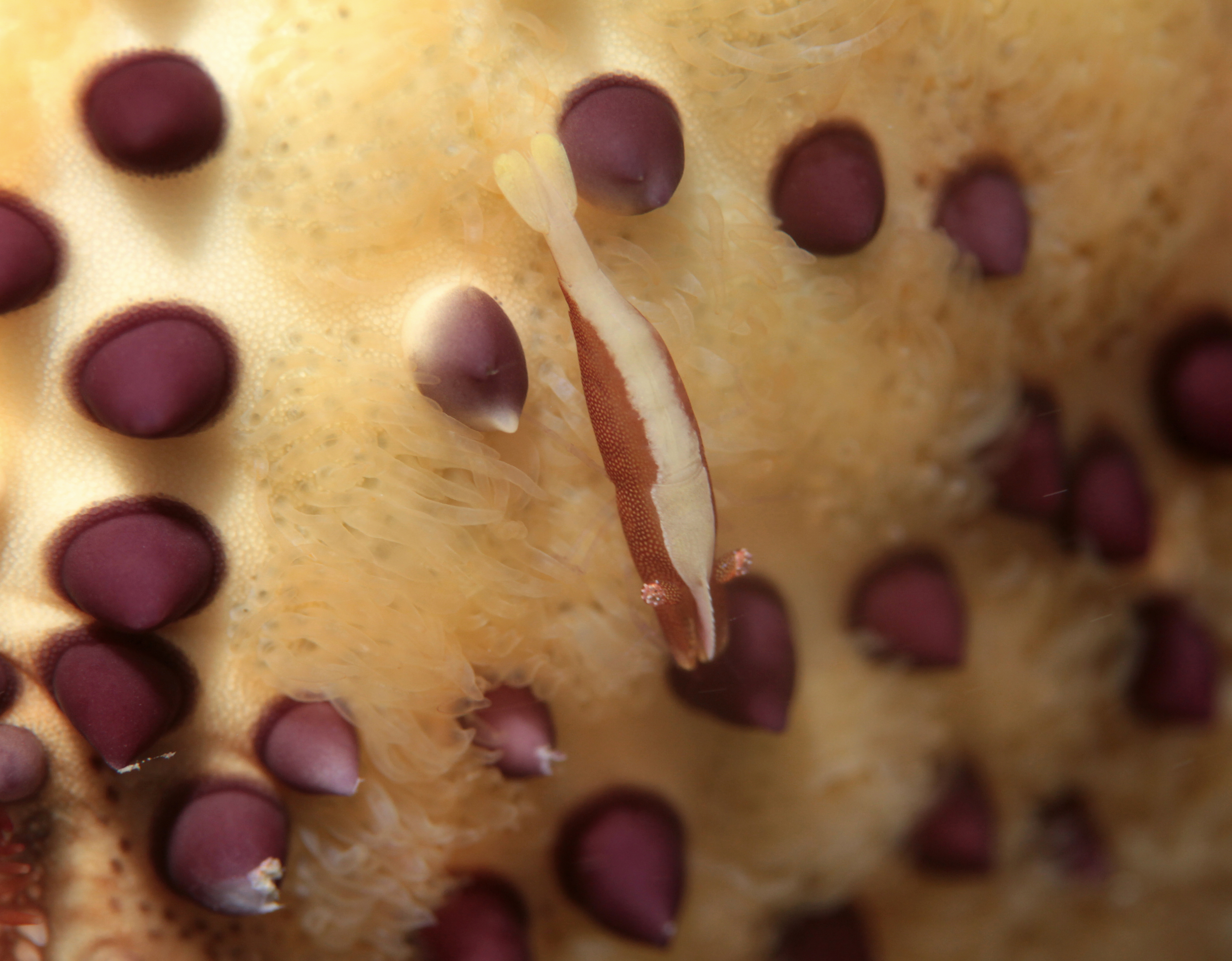
Crevette nettoyeuse Periclimenes soror sur une étoile-coussin (Culcita schmideliana).

Certaines grosses étoiles de mer ont peu de prédateurs à l'âge adulte, et de nombreuses espèces de petits invertébrés vivent donc à proximité de celles-ci pour se protéger grâce à cet abri providentiel et mobile ; éventuellement, ceux-ci peuvent se nourrir des restes de leur repas (commensalisme) ou des parasites de l'étoile (parasitisme). Sous les tropiques, le compagnon le plus caractéristique des étoiles de mer est ainsi la crevette-nettoyeuse des étoiles de mer, Periclimenes soror, aussi appelée « petite sœur des étoiles ». Il s'agit d'une minuscule crevette mimétique des couleurs de son hôte (parfois totalement transparente), qui vit sur la peau des grosses étoiles (principalement celles de l'ordre des Valvatida), et se nourrit de débris de nourriture ou des micro-organismes qui essaieraient de s'accrocher à l'étoile. D'autres crevettes du genre Periclimenes peuvent aussi se retrouver sur des étoiles de mer, comme Periclimenes imperator.
D'autres petits animaux peuvent vivre en commensalisme avec des étoiles de mer, comme de minuscules ophiures (par exemple Ophiactis savignyi), de petits poissons, des cténophores benthiques (du genre Coeloplana), des vers polychètes comme Asterophilia carlae ou Acholoe squamosa, des crabes...
Les étoiles de mer peuvent aussi être la cible de parasites, comme les petits copépodes du genre Stellicola ou les gastéropodes de la famille des Eulimidae.
Le protozoaire cilié Orchitophrya stellarum parasite les organes reproducteurs mâles des étoiles de mer (principalement celles de la famille des asteriidae), où il se nourrit de leur sperme.
Le ver polychète Pherecardia striata s'immisce pour sa part dans les blessures des grosses étoiles tropicales pour les dévorer de l'intérieur.

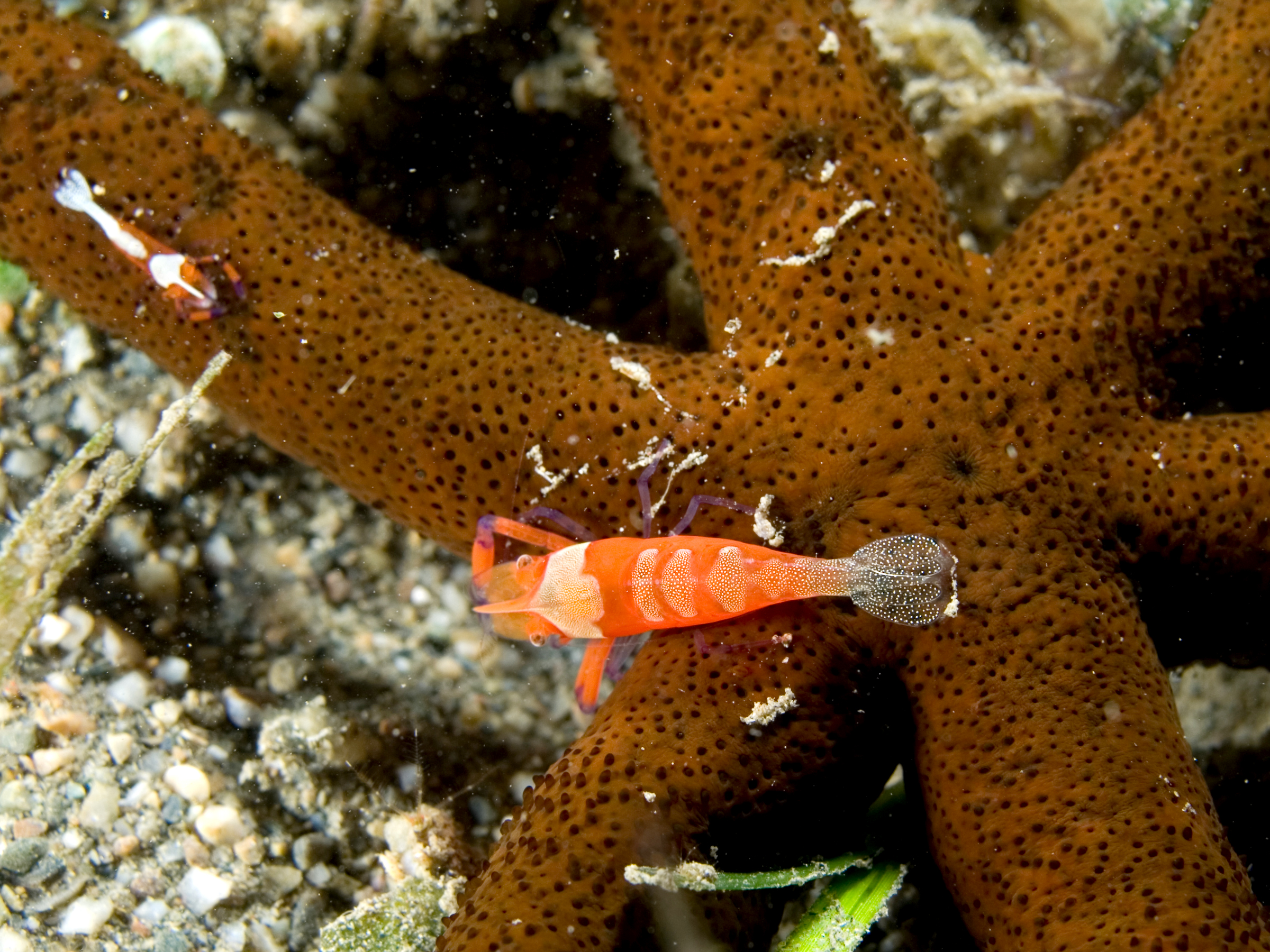
Crevette nettoyeuse Periclimenes imperator sur une Echinaster luzonicus.
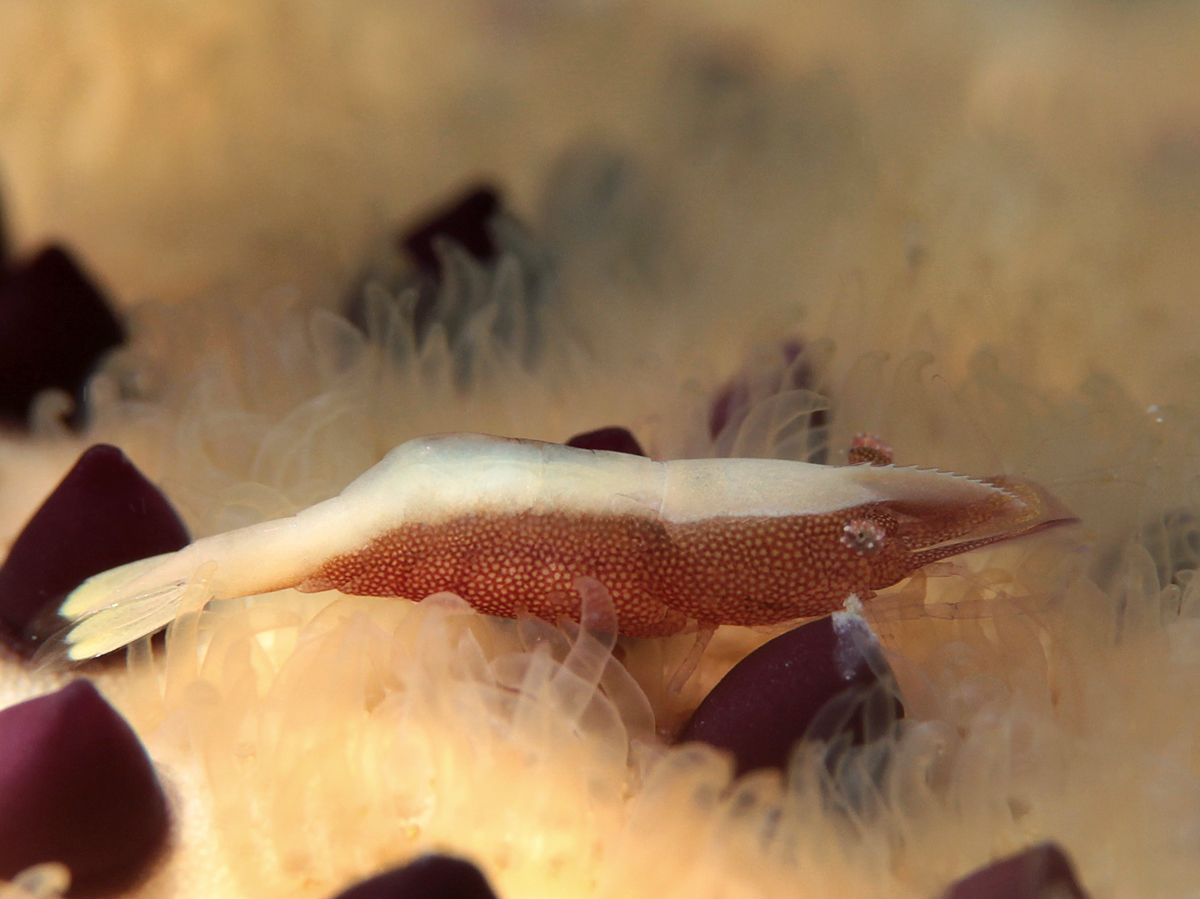
Periclimenes soror, la « petite sœur » des astérides.
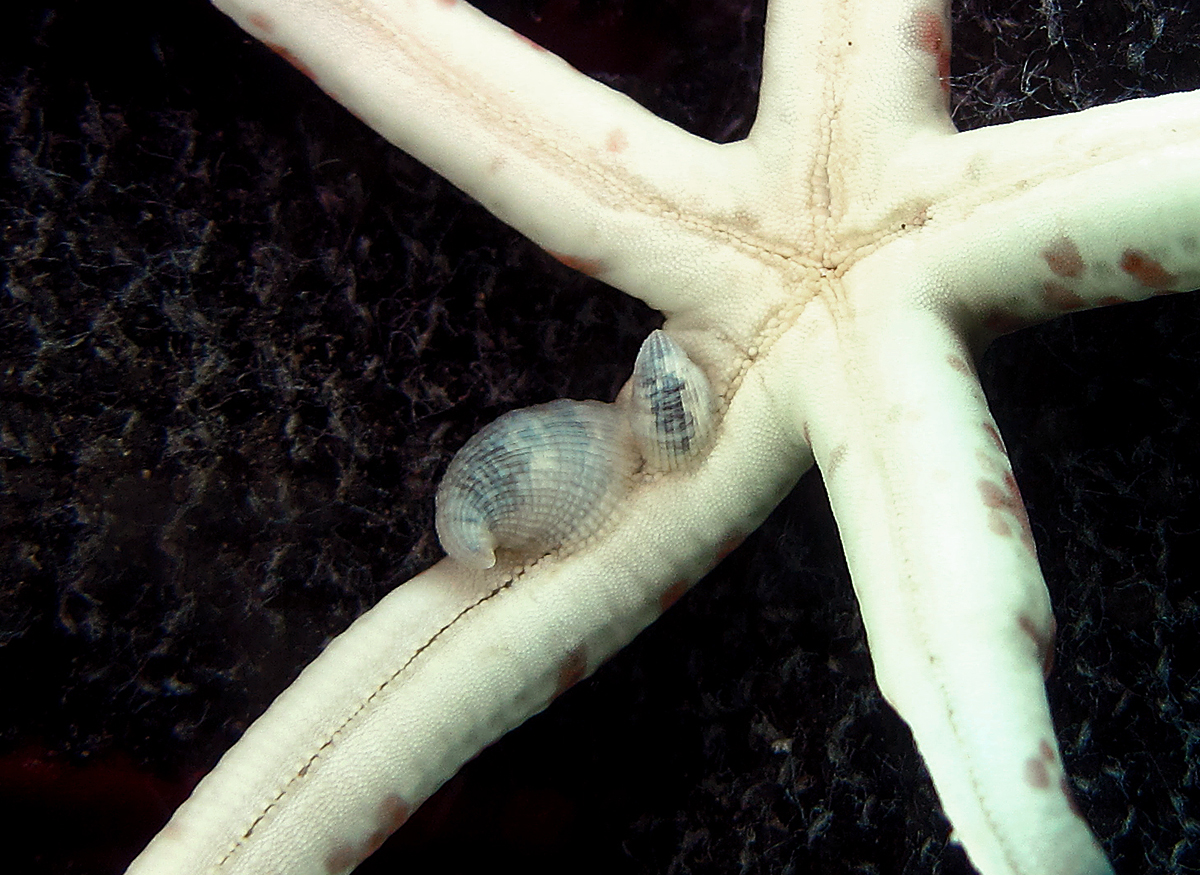
Des Thyca ectoconcha parasites sur la face orale d'une L. multifora.
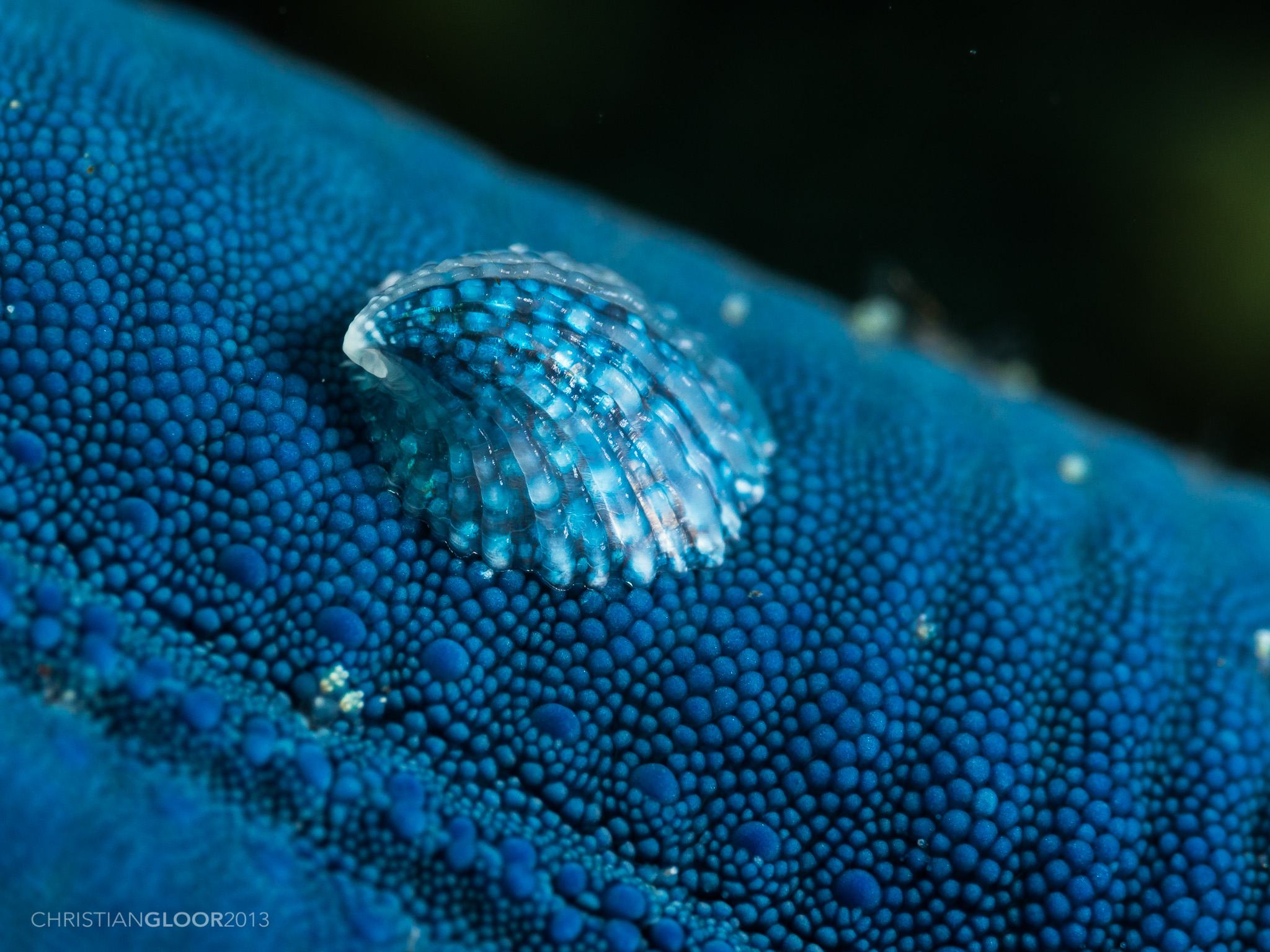
Thyca crystallina reproduit la couleur de son hôte Linckia laevigata.
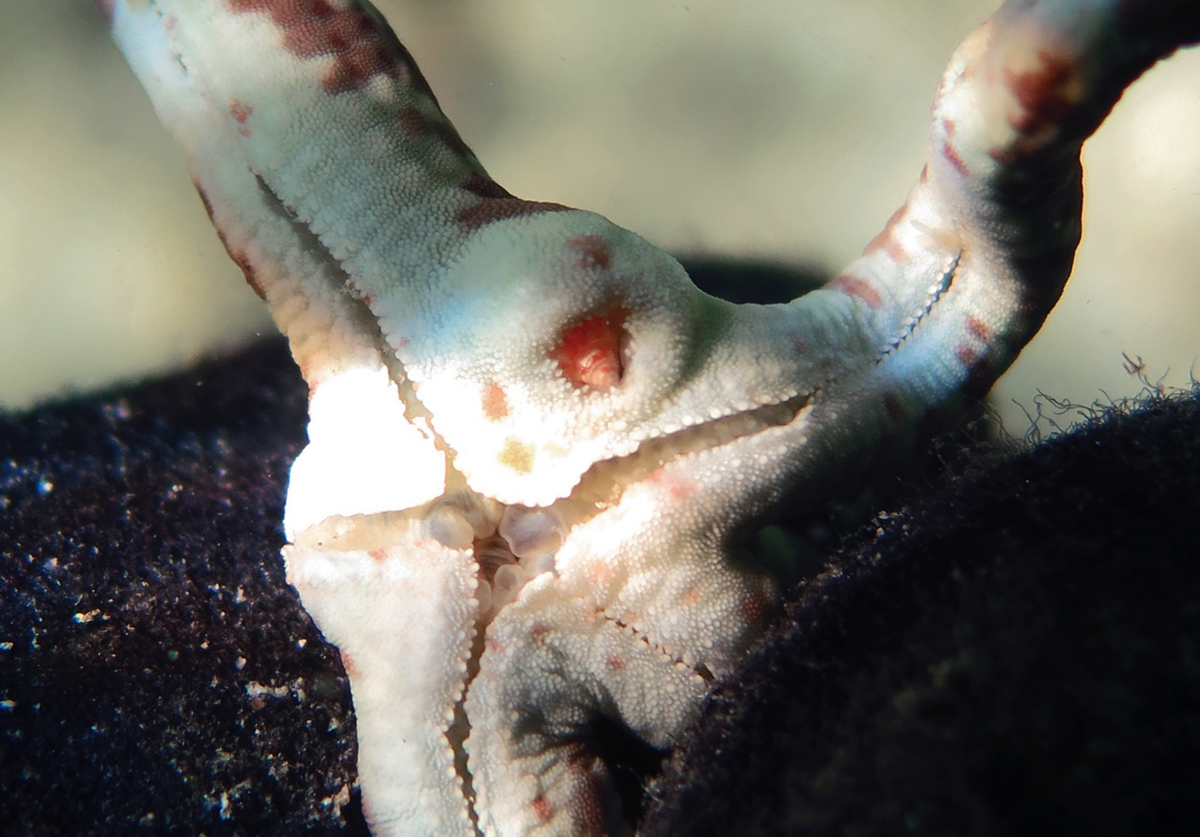
Stilifer linckiae, gastéropode endoparasite sur une L. multifora.
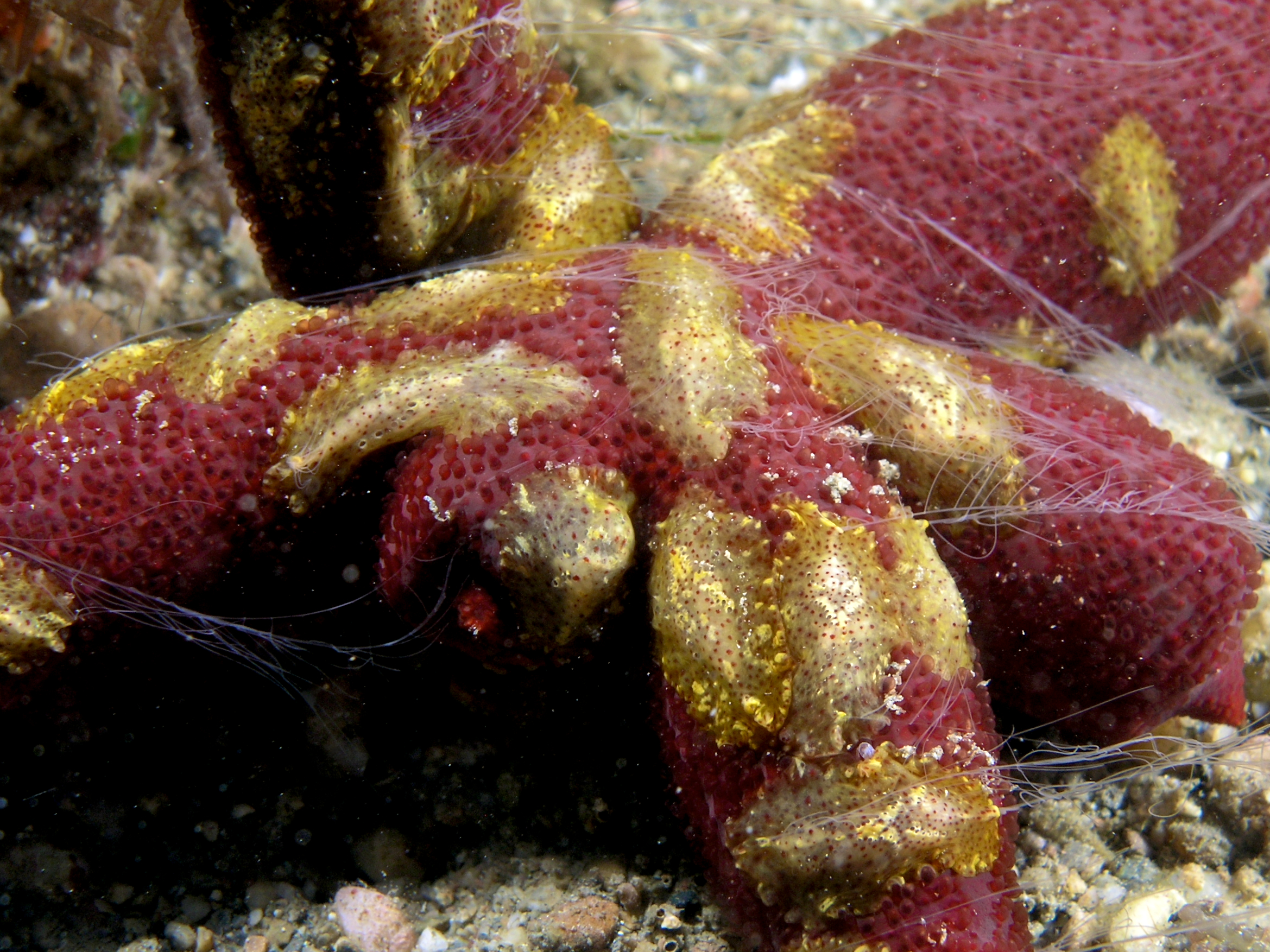
Des cténophores du genre Coeloplana sur une Echinaster luzonicus. La nature de cette association est encore mystérieuse[39].

### Maladies
En plus des divers parasites qui peuvent les infecter, certaines maladies épidémiques sont susceptibles de décimer les populations d'étoiles de mer épisodiquement.
La plus impressionnante est le syndrome du dépérissement de l'étoile de mer (« starfish wasting syndrome »), épidémie encore en grande partie mystérieuse, observée de manière récurrente (1972, 1978, 1983, 1997...) et plus récemment en septembre 2013 dans le Pacifique nord-est (de la Californie à l'Alaska). Cette épidémie, qui entraîne une mort rapide après des troubles aigus du comportement (dont la cassure spontanée des bras), touche au moins une dizaine d'espèces dont Pisaster ochraceus, Pycnopodia helianthoides et Solaster dawsoni, mais semble en épargner d'autres comme Patiria miniata et Dermasterias imbricata. Les symptômes sont une atteinte cutanée, avec un blanchissement des tissus évoluant vers la déchirure, et un affaissement du corps évoluant vers la déliquescence généralisée. Un agent pathogène a enfin été identifié en 2014 : il s'agirait d'un densovirus, mais celui-ci ne serait en réalité qu'un facteur aggravant. En 2018, le mystère est encore complet, alors que l'épidémie n'est toujours pas résorbée.
Sans aucun lien avec cette épidémie, certains événements climatiques (notamment de fortes tempêtes abaissant la salinité de l'eau) peuvent provoquer des mortalités massives chez les espèces littorales, débouchant sur des « marées d'étoiles de mer » sur les plages. Ce genre d'événement est souvent exploité par la presse à sensation, mais demeure un phénomène généralement naturel et sans impact écologique à long terme.
En 2018, une nouvelle épidémie aux causes encore inconnue (mais suivant une période de forte chaleur) frappe les étoiles d'Antarctique, en particulier l'espèce clef de voûte Odontaster validus.

## Systématique

### Histoire scientifique

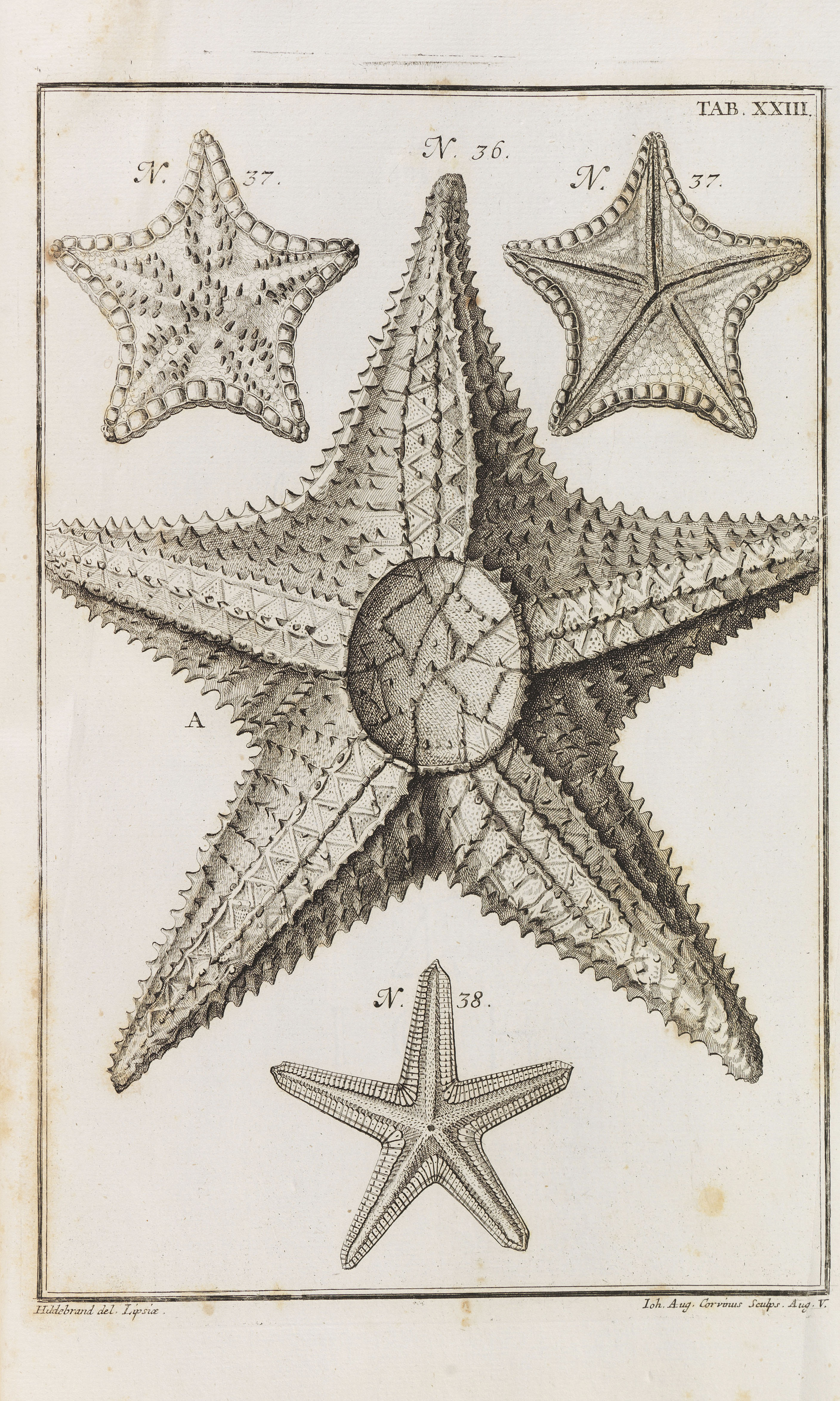
Planche XXIII du De Stellis Marinis Liber Singvlaris de Johann Linck (1733).

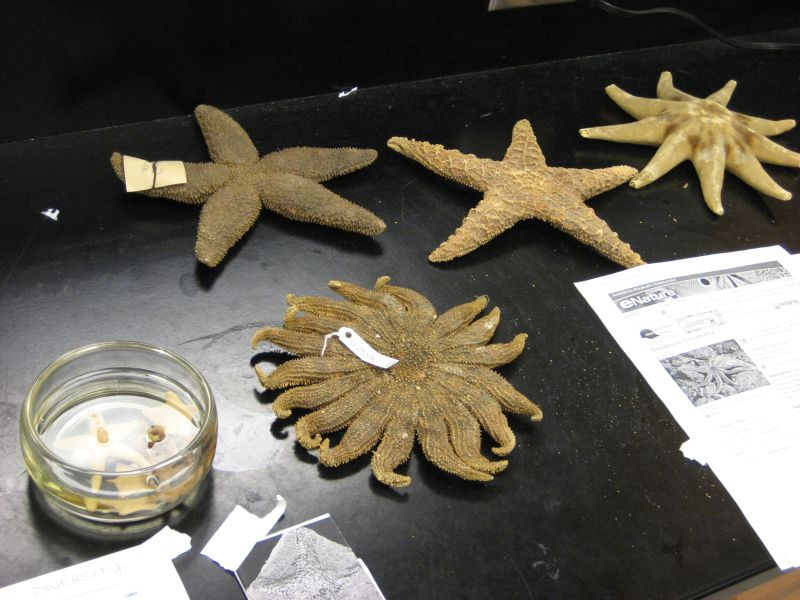
Différentes espèces d'étoiles de mer dans un musée.

L'étonnante apparence des étoiles de mer a soulevé bien des interrogations avant l'avènement de la méthode scientifique moderne, et elles ont souvent été rapprochées des coquillages ou des insectes avant d'être incorporées aux échinodermes.
L'un des plus anciens textes scientifiques concernant les étoiles de mer remonte à Aristote, qui les aborde brièvement dans son Histoire des Animaux (vers -343) : « Le coquillage appelé l'Étoile est naturellement si chaud que tout ce qu'il prend est brûlé, du moment qu'il le touche. On assure que la destruction ainsi causée par cet animal, est surtout remarquable dans l'Euripe des Pyrrhéens ; sa forme ressemble aux dessins qu'on fait des étoiles ». Cette observation est probablement due à la capacité de digestion externe de certaines étoiles, dont les sucs digestifs « brûlent » leurs proies. Cette description fut par la suite reprise par de nombreux traités d'histoire naturelle, notamment par Pline l'Ancien (Histoire Naturelle, vers 77), même s'il s'en étonne : « telle est, en effet, la figure de l'animal : il a à l'intérieur très peu de chair, à l'extérieur une enveloppe dure ; on prétend qu'il est doué d'une chaleur si ardente, qu'il brûle tout ce qu'il touche dans la mer, et digère instantanément tous les aliments. Il ne m'est pas facile de dire par quelles expériences on s'en est assuré. ».
Les scientifiques recommencent à s'intéresser aux échinodermes à partir du siècle des Lumières : en 1733, l’Allemand Johann Heinrich Linck (1674-1734) publie la première grande monographie sur les étoiles de mer : De Stellis Marinis Liber Singvlaris. Celui-ci rend toutefois hommage à l'Histoire des Poissons de Guillaume Rondelet (1554), qui avait été la première grande œuvre naturaliste européenne à s'intéresser aux étoiles de mer. Dès 1751 les étoiles de mer ont leur article dans l'Encyclopédie, mais s'y retrouvent classées parmi les insectes malgré une hésitation avec les mollusques : « La surface supérieure des étoiles de mer, ou celle à laquelle les jambes ne sont pas attachées, est couverte par une peau très dure : c’est peut-être ce qui a déterminé Aristote à les ranger parmi les testacées ou animaux à coquilles ; mais Pline donne avec plus de raison à cette peau le nom de callum durum, car elle ressemble par sa solidité à une espece de cuir ; elle est hérissée de diverses petites éminences d’une matiere beaucoup plus dure, & qui ressemble fort à celle des os ou des coquilles. [...] On a cru apparemment devoir leur attribuer une chaleur semblable à celle des astres dont elles portent le nom. Quoi qu’il en soit de cette chaleur imaginaire, il est certain qu’elles mangent les coquillages. »
C'est Jacob Theodor Klein qui le premier avait eu l'idée, en 1734, de regrouper les oursins non plus parmi les mollusques mais avec les étoiles de mer, concombres de mer, ophiures et crinoïdes, sous l'appellation d'« échinodermes » (sur le critère du plan d'organisation pentaradié) ; mais il faudra attendre que ses travaux soient poursuivis par Nathanael Gottfried Leske (1778) puis systématisés par Jean-Guillaume Bruguière en 1791 pour que le clade des échinodermes soit définitivement incorporé aux classifications scientifiques. Lamarck conforte ces travaux au livre III de son Histoire naturelle des animaux sans vertèbres (1816), classant encore les « Stellerides » parmi les « radiaires ». La classe des Asteroidea définitivement nommée et décrite scientifiquement par Henri-Marie Ducrotay de Blainville en 1830. Au début du XIXe siècle, de nombreux explorateurs scientifiques décrivent des dizaines de nouvelles espèces en quelques décennies, qui furent rapidement divisées en nouveaux genres, puis familles et ordres : en 1840 paraît A Synopsis of the Genera and Species of the Class Hypostoma de John Edward Gray, puis en 1842 le System der Asteriden de Müller & Troschel ; en France, Edmond Perrier publie en 1875 sa Révision de la collection de Stellérides du Muséum d'histoire naturelle de Paris. Dans les années 1880 sont publiés les épais volumes du Report Of The Scientific Results of the Exploring Voyage of H.M.S. Challenger during the years 1873-76 qui suivit l'expédition du Challenger, et permit la description d'une énorme quantité de nouveaux taxons de régions lointaines, notamment en eaux profondes. C'est entre 1906 et 1940 que paraîtront les différents volumes de la « bible » des étoiles de mer : les Starfish Monographs de Walter K. Fisher, qui demeure une référence incontournable malgré les progrès de la science. Parmi ces progrès, la phylogénie moléculaire remet progressivement en cause la classification morphologique, notamment grâce aux travaux de Christopher Mah et David Foltz.
On compte à l'heure actuelle environ 1 900 espèces d'étoiles de mer vivantes, ce qui en fait le deuxième groupe d'échinodermes avec la plus grande diversité spécifique, après leurs sœurs les ophiures. Ces espèces sont réparties en 350 genres dans 40 familles, qui sont autant de plans d'organisation du corps originaux.
La famille qui contient le plus d'espèces est celle des Goniasteridae, avec 256 espèces réparties dans 65 genres, devant les Astropectinidae (242 espèces dans 27 genres) et les Asteriidae (170 espèces dans 40 genres).

### Classification

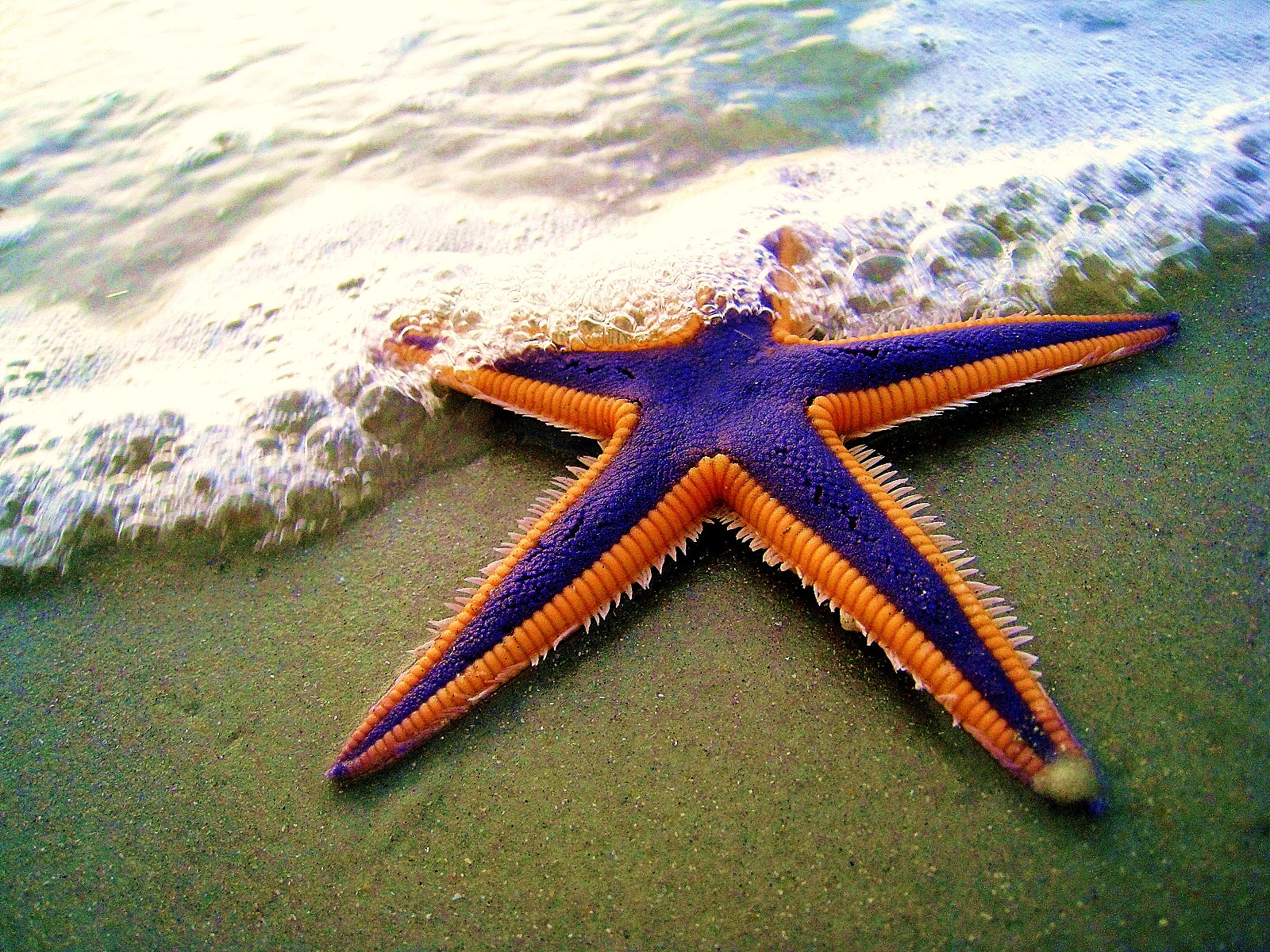
Étoile royale (Astropecten articulatus).

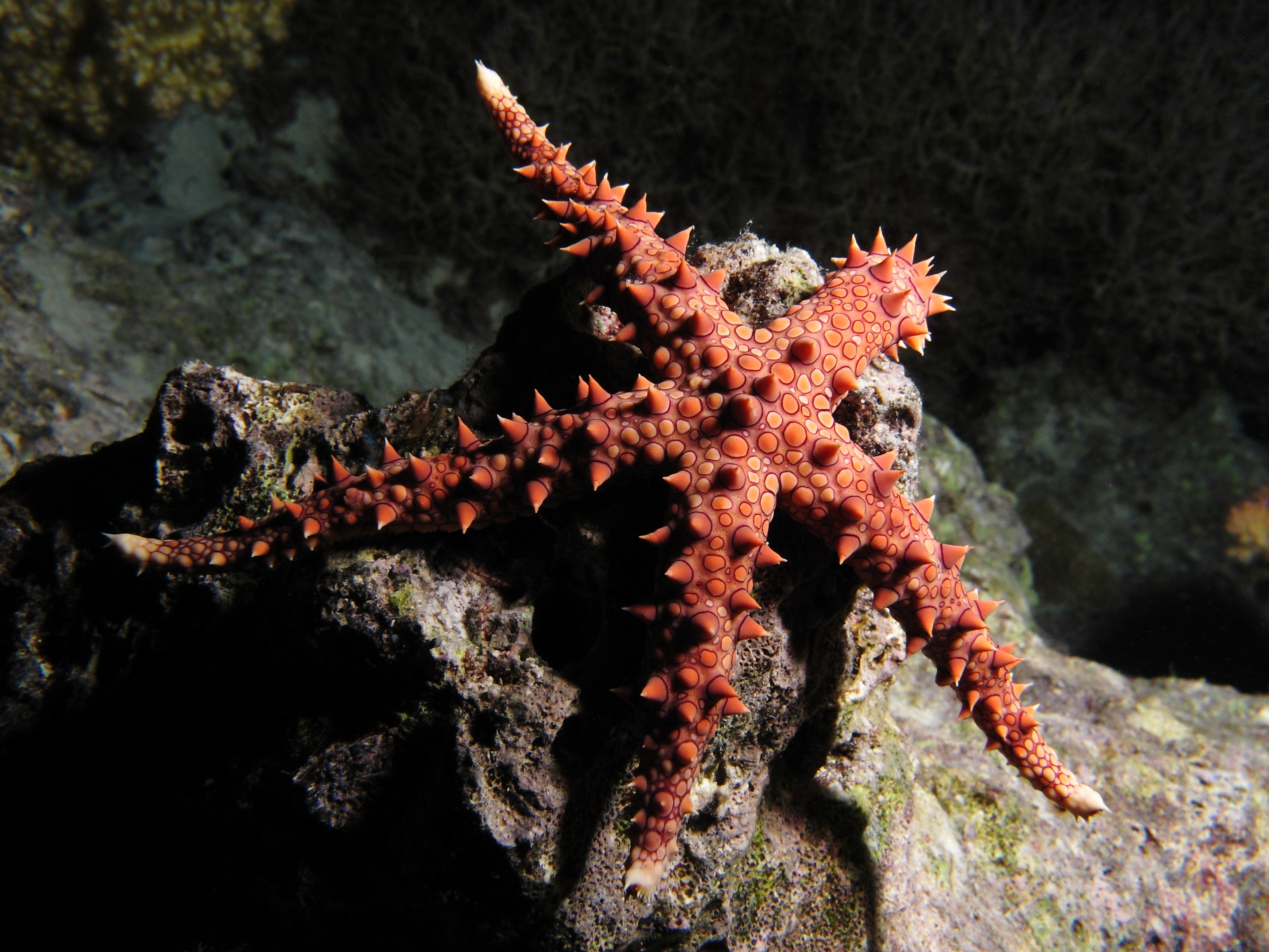
Étoile égyptienne (Gomophia egyptiaca) sur le récif corallien de Shaab Angosh (Égypte), en mer Rouge.

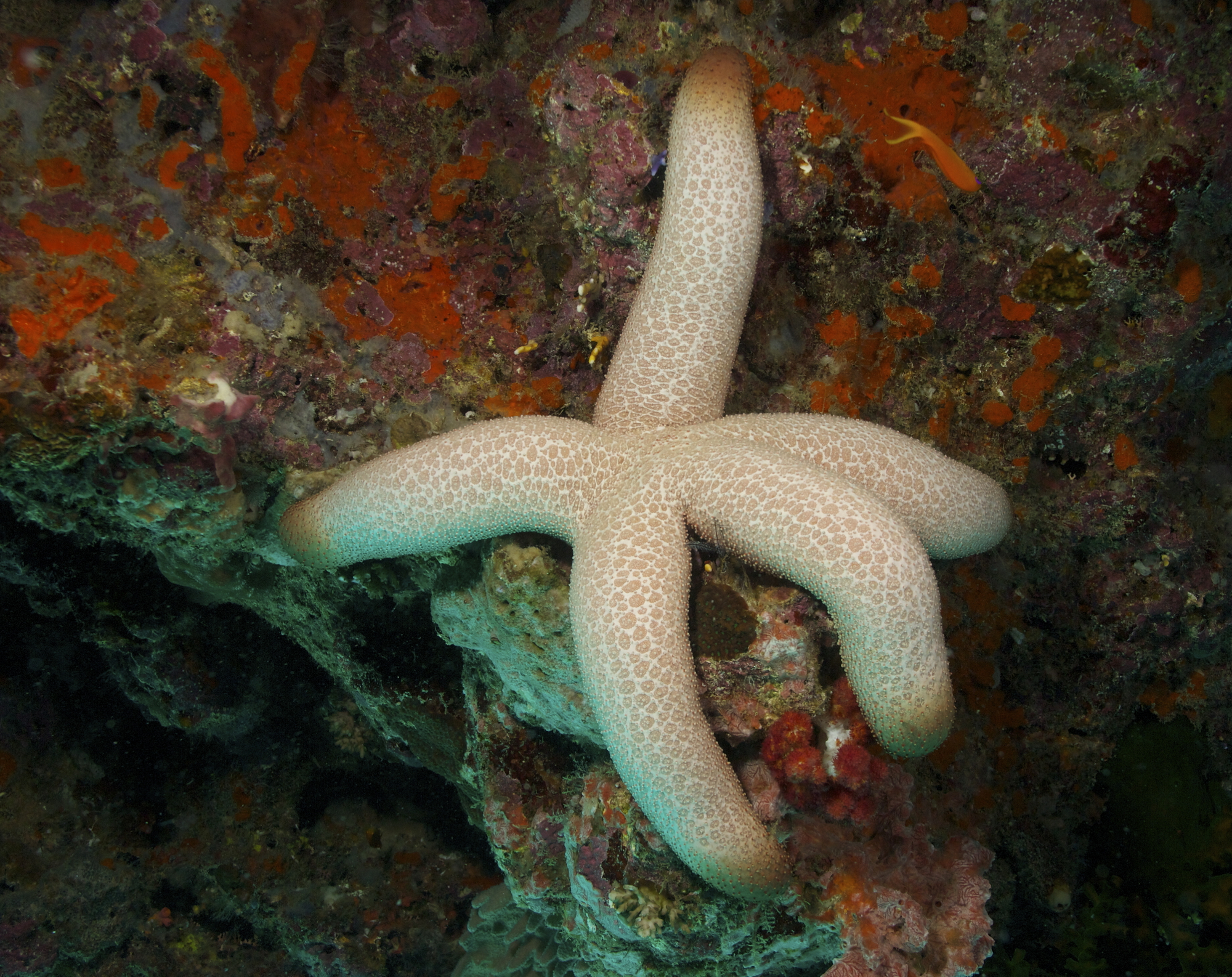
Thromidia catalai, une étoile géante.

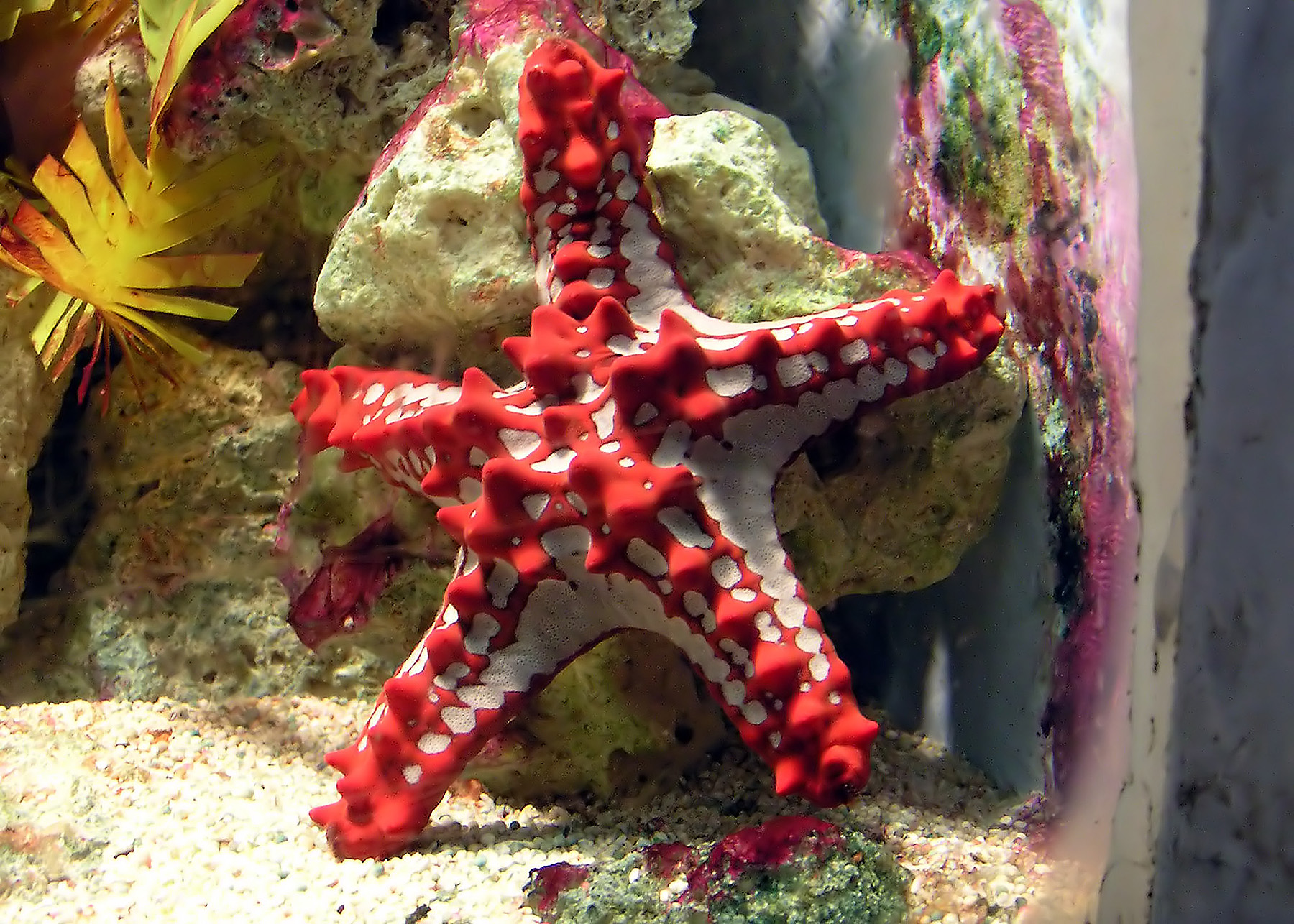
Étoile de mer à cornes rouges (Protoreaster linckii)

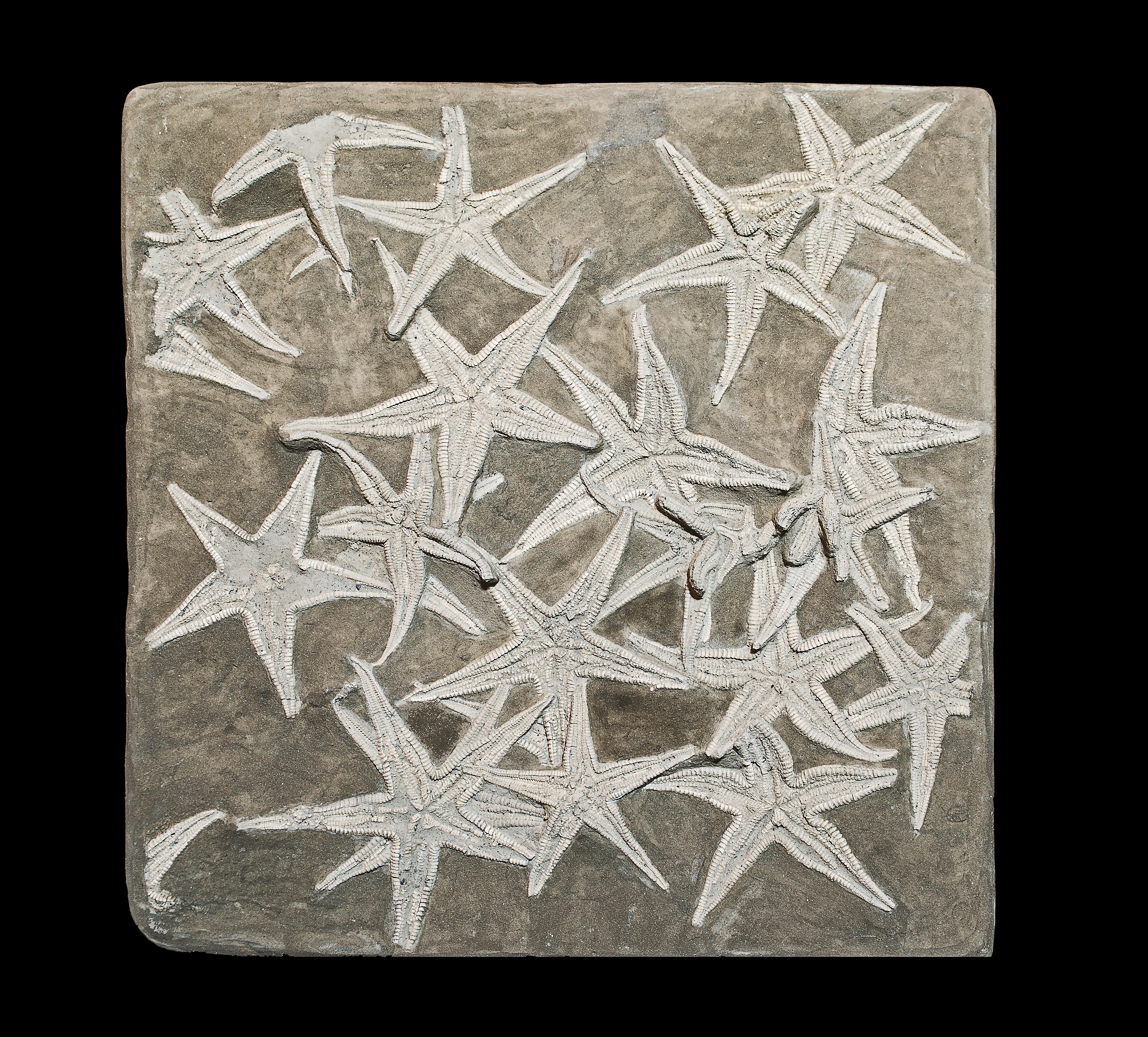
Astropecten lorioli, espèce éteinte du Jurassique

| Selon WoRMS : - Infraclasse Concentricycloidea Baker, Rowe & Clark, 1986 - ordre Peripodida Baker, Rowe & Clark, 1986 - famille Xyloplacidae Baker, Rowe & Clark, 1986 - Infraclasse Neoasteroidea Gale, 1987 - Super-ordre Forcipulatacea Blake 1987 - ordre Brisingida Fisher, 1928 - famille Brisingidae G.O. Sars, 1875 - famille Freyellidae Downey, 1986 - ordre Forcipulatida H. E. S. Clark, 1963 - famille Asteriidae Gray, 1840 - famille Heliasteridae Viguier, 1878 - famille Pedicellasteridae Perrier, 1884 - famille Pycnopodiidae Fisher, 1928 - famille Stichasteridae Gray, 1840 - famille Zoroasteridae Sladen, 1889 - famille Paulasteriidae Mah et al. 2015 - Super-ordre Spinulosacea Blake, 1987 - ordre Spinulosida Perrier, 1884 - famille Echinasteridae Verrill, 1870 - Super-ordre Valvatacea Blake, 1987 - ordre Notomyotida Ludwig, 1910 - famille Benthopectinidae Verrill, 1899 - ordre Paxillosida Perrier, 1884 - famille Astropectinidae Gray, 1840 - famille Ctenodiscidae Sladen, 1889 - famille Goniopectinidae Verrill, 1889 - famille Luidiidae Sladen, 1889 - famille Porcellanasteridae Sladen, 1883 - famille Pseudarchasteridae Verrill, 1889 - famille Radiasteridae Fisher, 1916 - ordre Valvatida Perrier, 1884 - famille Acanthasteridae [Sladen, 1889] - famille Archasteridae Viguier, 1878 - famille Asterinidae Gray, 1840 - famille Asterodiscididae Rowe, 1977 - famille Asteropseidae Hotchkiss & Clark, 1976 - famille Chaetasteridae Sladen, 1889 - famille Goniasteridae Forbes, 1841 - famille Leilasteridae Jangoux & Aziz, 1988 - famille Mithrodiidae Viguier, 1878 - famille Odontasteridae Verrill, 1899 - famille Ophidiasteridae Verrill, 1870 - famille Oreasteridae Fisher, 1911 - famille Podosphaerasteridae Fujita & Rowe, 2002 - famille Poraniidae Perrier, 1875 - famille Solasteridae Viguier, 1878 - Ordre Velatida Perrier, 1884 - famille Caymanostellidae Belyaev, 1974 - famille Korethrasteridae Danielssen & Koren, 1884 - famille Myxasteridae Perrier, 1885 - famille Pterasteridae Perrier, 1875 | Selon ITIS (3 octobre 2013) : - ordre Brisingida Downey, 1986 - famille Brisingidae Sars, 1875 - ordre Forcipulatida H. E. S. Clark, 1963 - famille Asteriidae Gray, 1840 - famille Heliasteridae Viguier, 1878 - famille Zoroasteridae Sladen, 1889 - ordre Notomyotida Ludwig, 1910 - famille Benthopectinidae Verrill, 1894 - ordre Paxillosida Perrier, 1884 - famille Astropectinidae Gray, 1840 - famille Goniopectinidae Verrill, 1889 - famille Luidiidae Verrill, 1899 - famille Porcellanasteridae Sladen, 1883 - famille Radiasteridae Fisher, 1916 - ordre Peripoda Baker, Rowe and Clark, 1986 - famille Xyloplacidae Baker, Rowe and Clark, 1986 - ordre Platyasterida Spencer, 1951 - ordre Spinulosida Perrier, 1884 - sous-ordre Eugnathina Spencer et Wright, 1966 - famille Korethrasteridae Danielsson et Koren, 1884 - famille Pterasteridae Perrier, 1875 - famille Pythonasteridae - famille Solasteridae Perrier, 1884 - sous-ordre Leptognathina Spencer et Wright, 1966 - famille Acanthasteridae - famille Asterinidae Gray, 1840 - famille Echinasteridae Verrill, 1867 - famille Ganeriidae - famille Metrodiridae - famille Mithrodiidae - famille Poraniidae Perrier, 1894 - famille Valvasteridae - ordre Valvatida Perrier, 1884 - famille Asteropseidae Hotchkiss et Clark, 1976 - sous-ordre Granulosina Perrier, 1894 - famille Archasteridae - famille Chaetasteridae - famille Goniasteridae Forbes, 1841 - famille Odontasteridae Verrill, 1889 - famille Ophidiasteridae Verrill, 1870 - famille Oreasteridae Fisher, 1911 - sous-ordre Tumulosina Spencer et Wright, 1966 - famille Sphaerasteridae Schœndorf, 1906 | Selon NCBI (3 octobre 2013) : - super-ordre Forcipulatacea - ordre Brisingida - famille Brisingidae - famille Freyellidae - famille Hymenodiscididae - famille Novodiniidae - famille Odinellidae - ordre Forcipulatida - famille Asteriidae - famille Heliasteridae - famille Labidiasteridae - famille Pedicellasteridae - famille Zoroasteridae - ordre Notomyotida - famille Benthopectinidae - ordre Peripodida - famille Xyloplacidae - super-ordre Spinulosacea - ordre Spinulosida - famille Echinasteridae - famille Korethrasteridae - famille Mithrodiidae - famille Pythonasteridae - ordre Velatida - famille Caymanostellidae - famille Korethasteridae - famille Pterasteridae - famille Solasteridae - super-ordre Valvatacea - ordre Paxillosida - famille Astropectinidae - famille Ctenodiscidae - famille Goniopectinidae - famille Luidiidae - famille Porcellanasteridae - ordre Valvatida - famille Acanthasteridae - famille Archasteridae - famille Asterinidae - famille Asteropseidae - famille Chaetasteridae - famille Ganeriidae - famille Goniasteridae - famille Leilasteridae - famille Odontasteridae - famille Ophidiasteridae - famille Oreasteridae - famille Poraniidae |

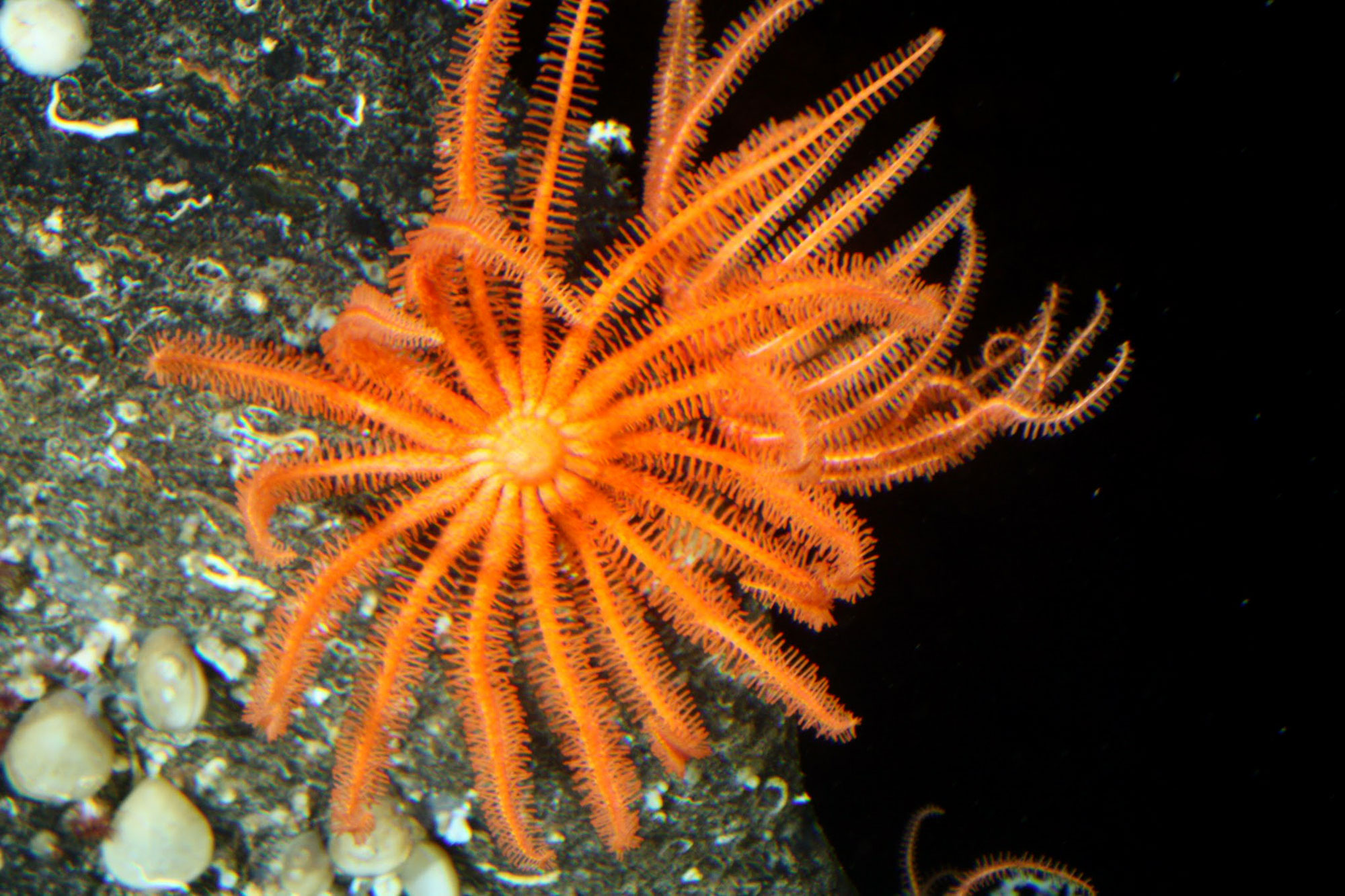
Novodinia antillensis (Brisingidae)
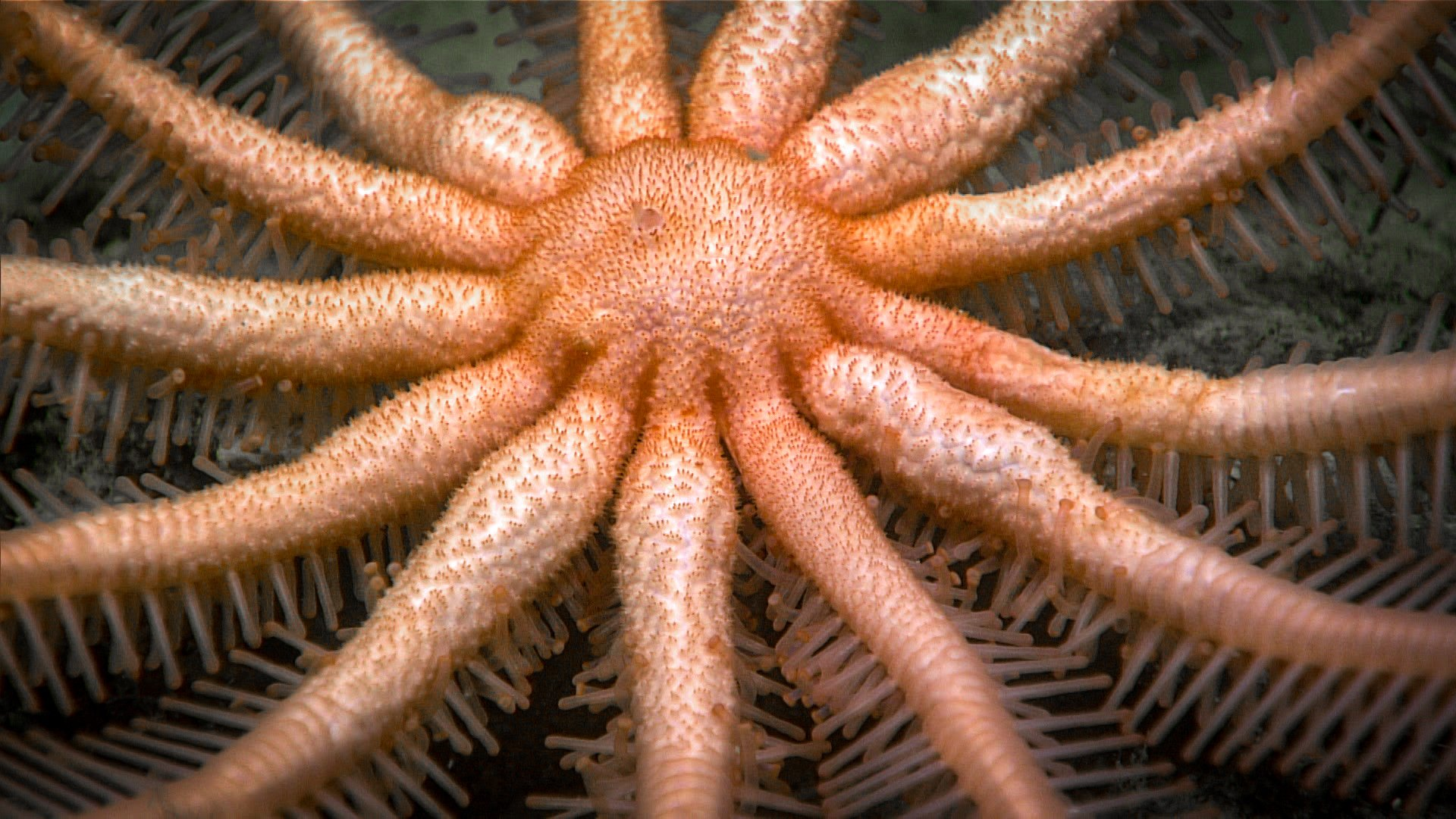
Freyella elegans (Freyellidae)
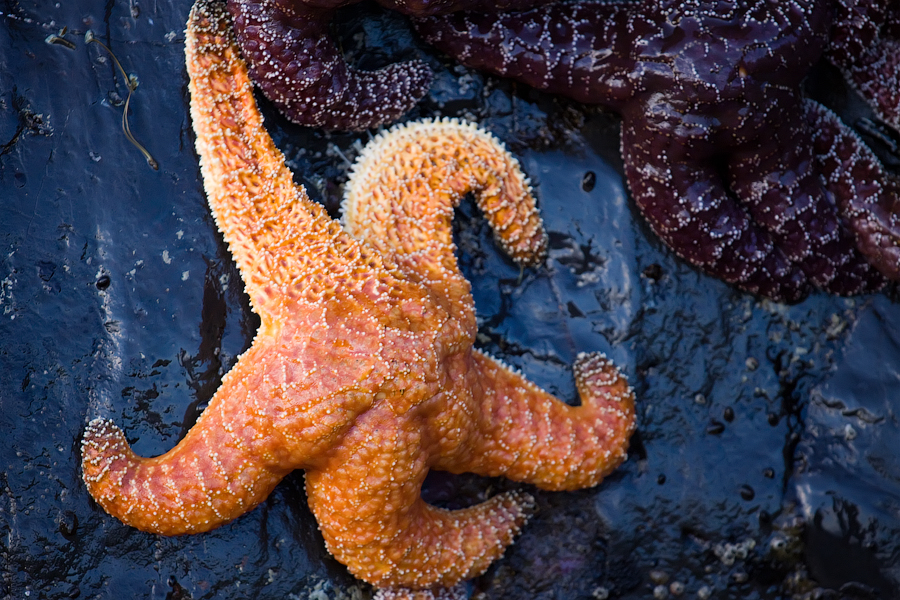
Pisaster ochraceus (Asteriidae)
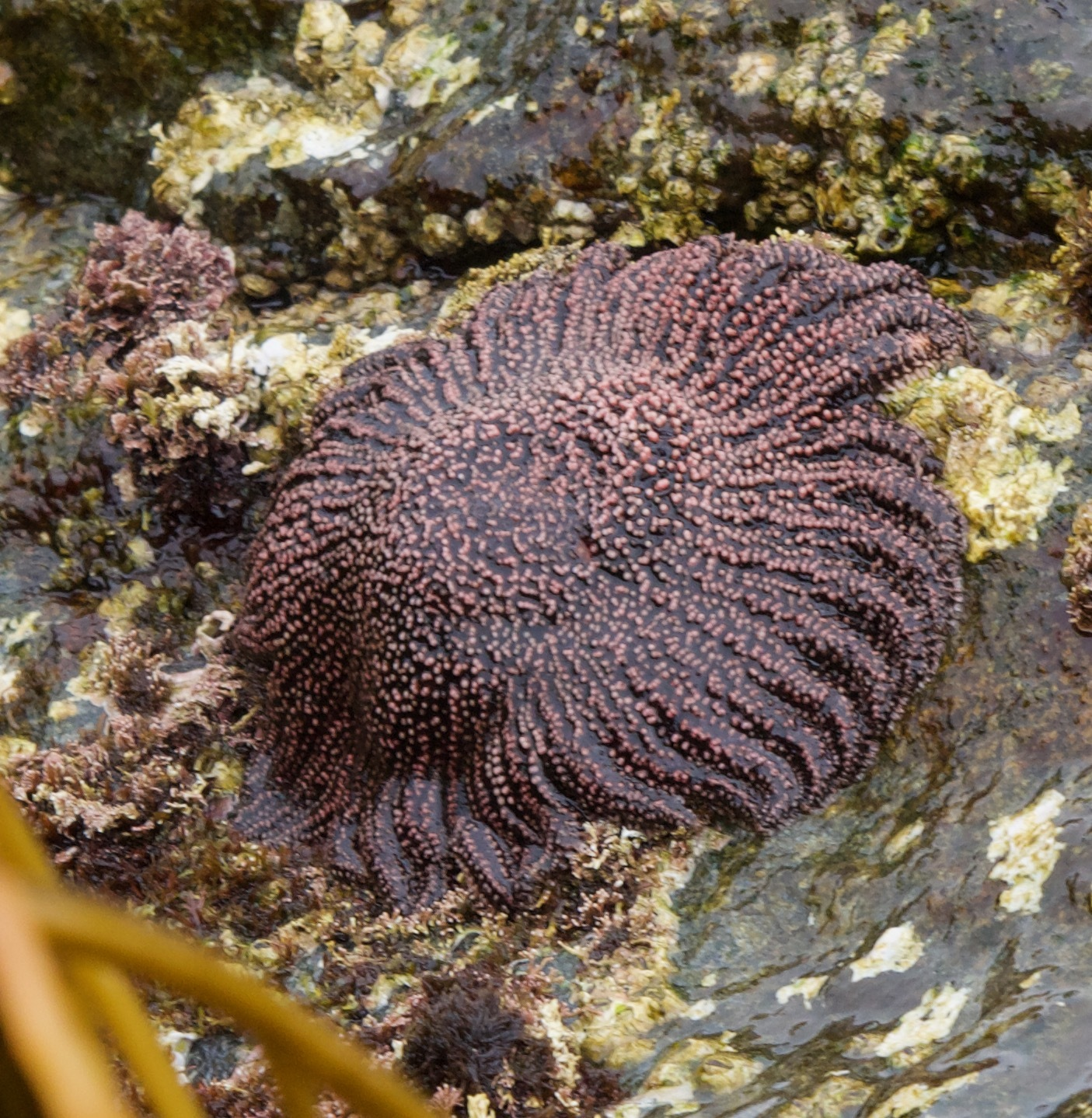
Heliaster helianthus (Heliasteridae)
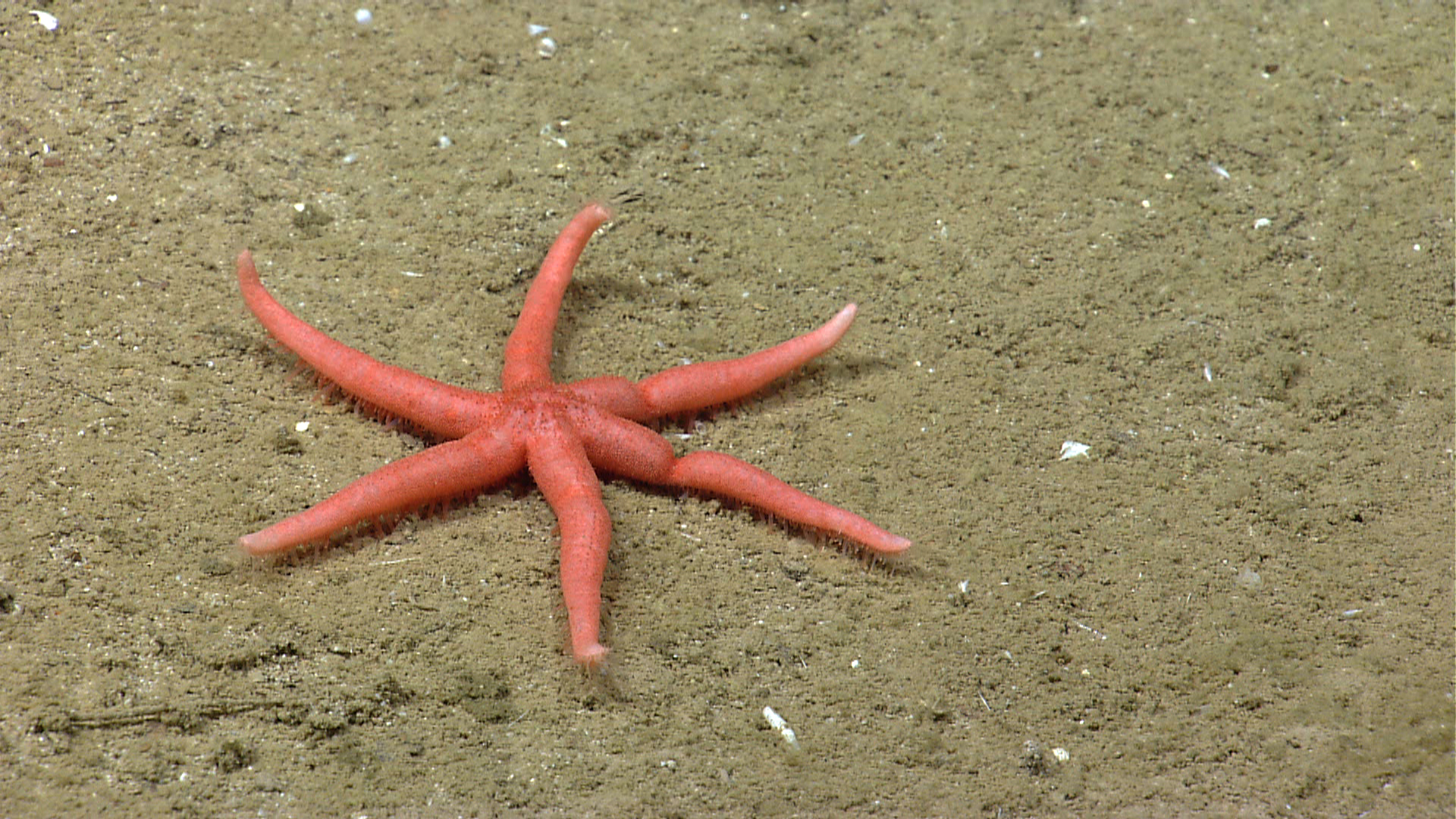
Ampheraster alaminos (Pedicellasteridae)
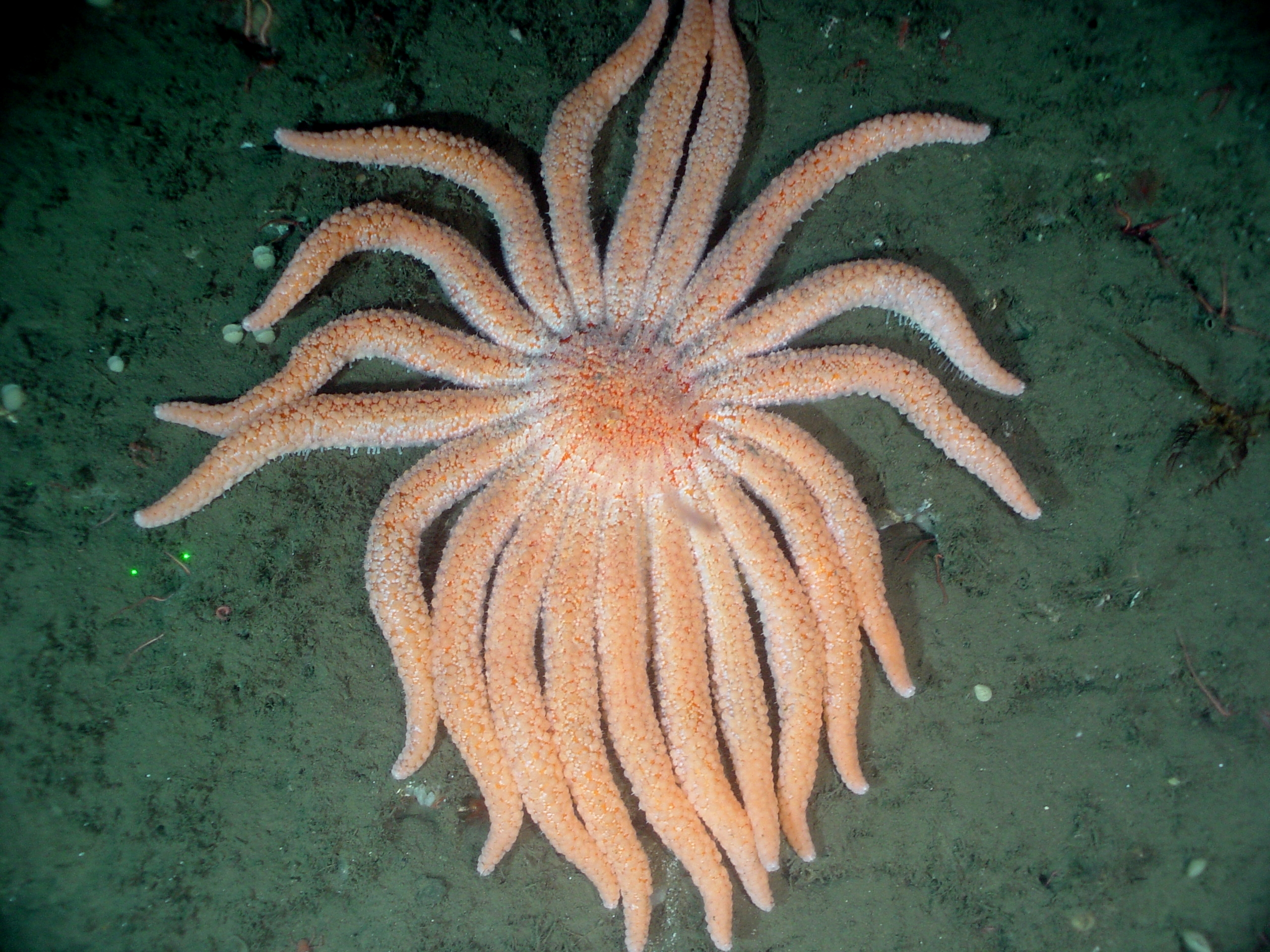
Pycnopodia helianthoides (Pycnopodiidae)
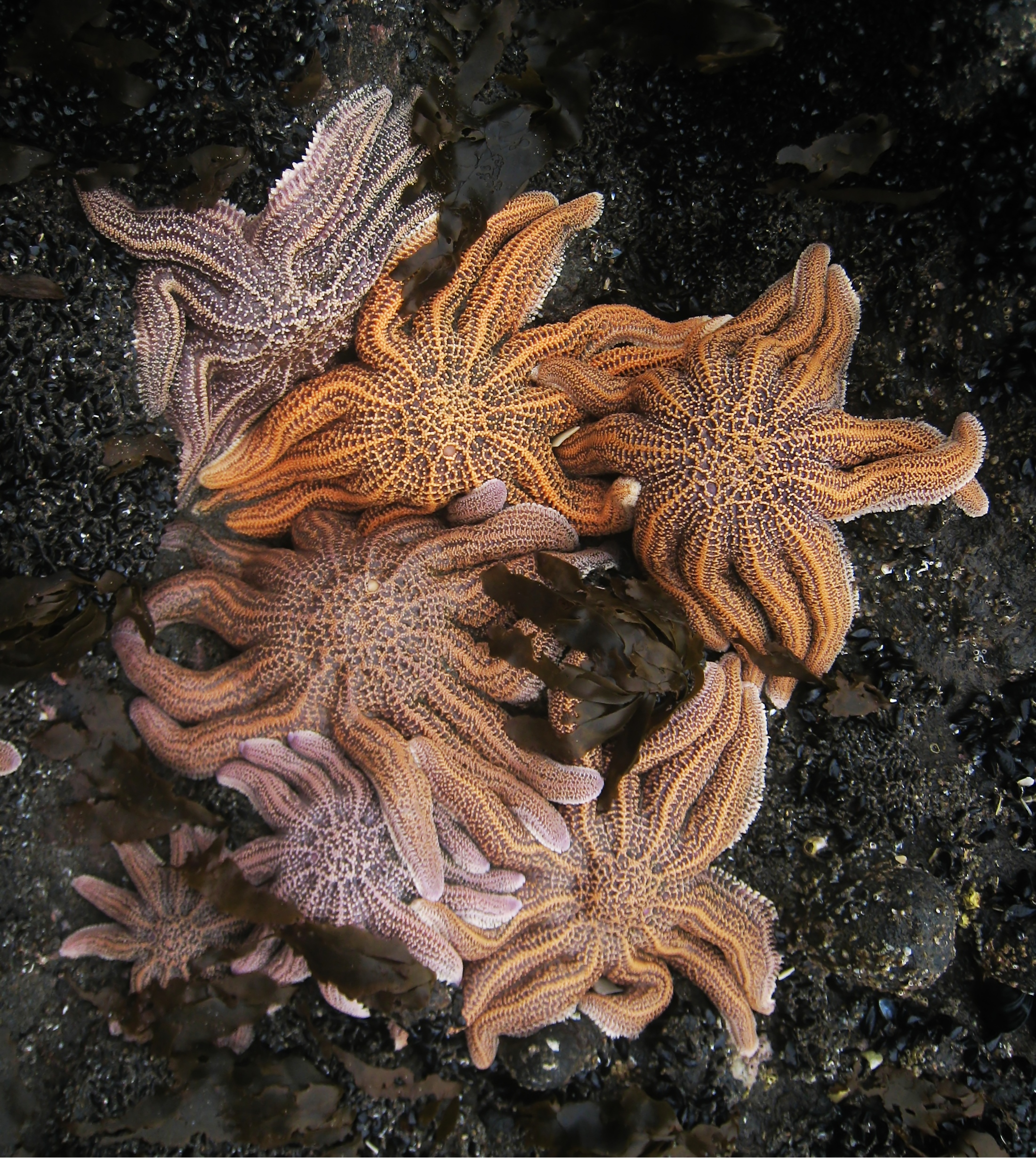
Stichaster australis (Stichasteridae)
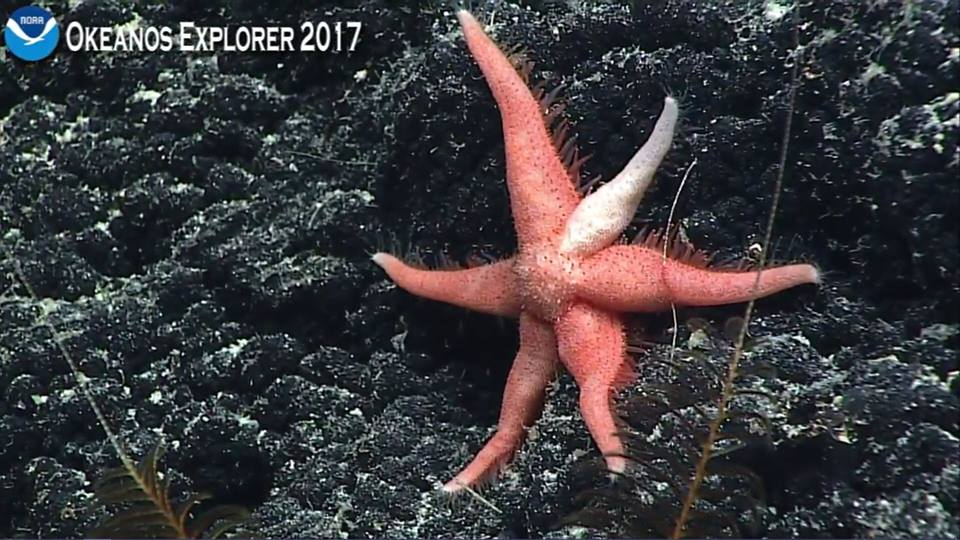
Paulasterias sp., une Paulasteriidae
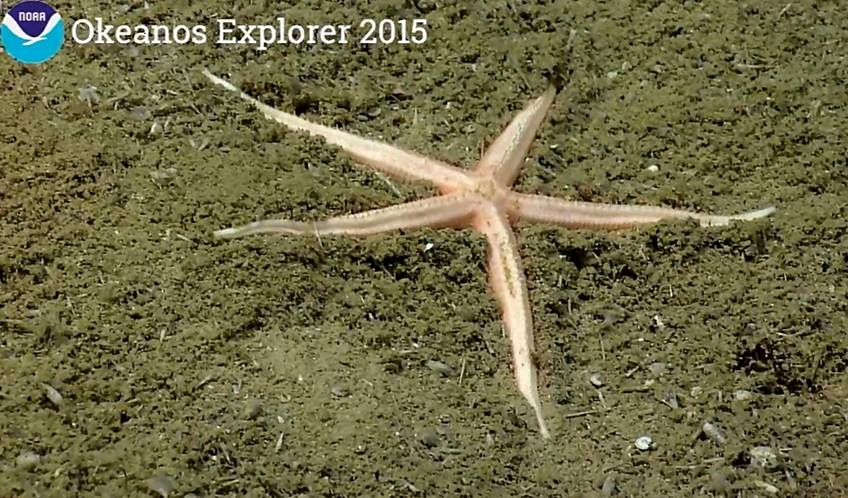
Zoroaster fulgens (Zoroasteridae)
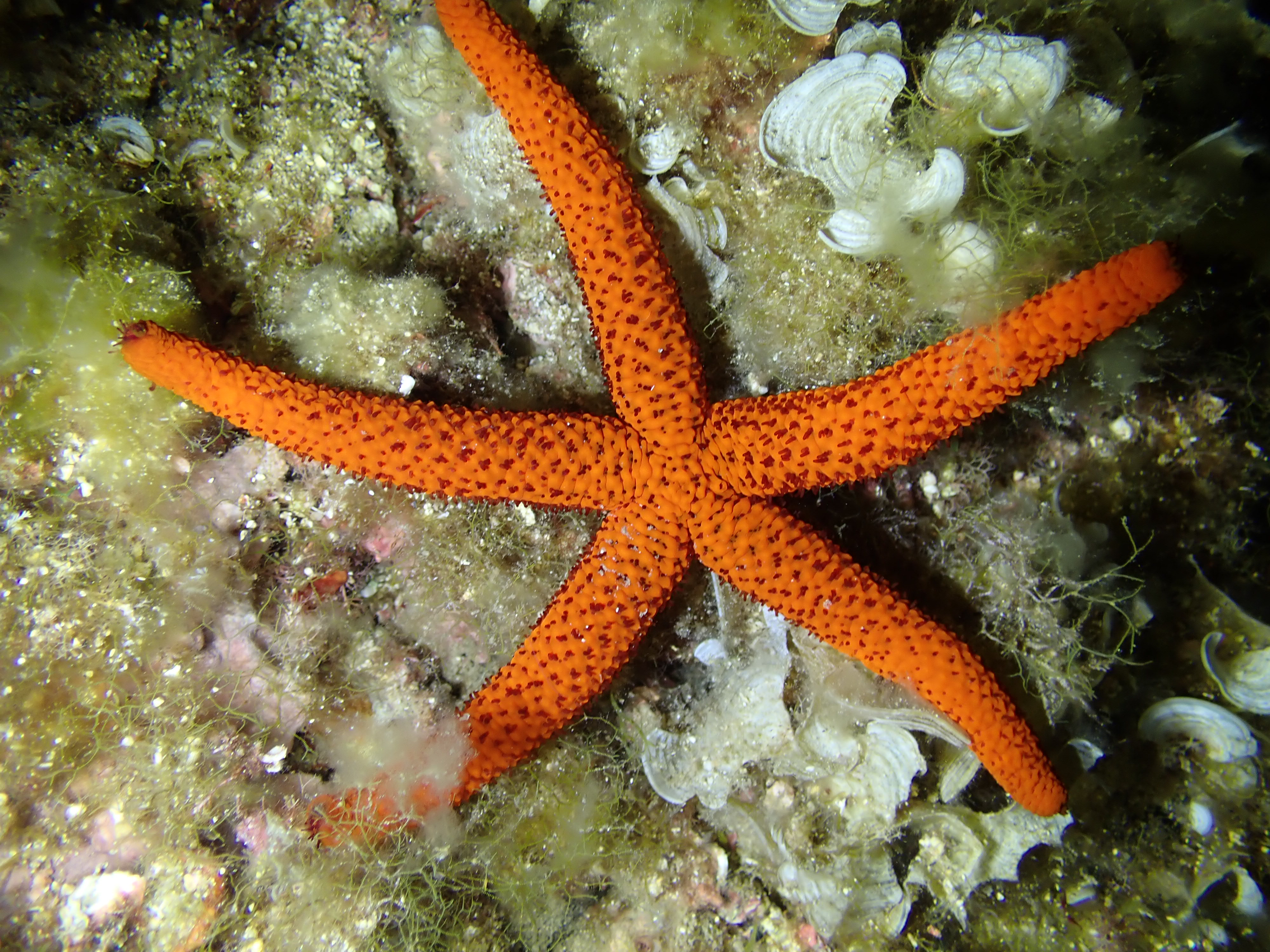
Echinaster sepositus (Echinasteridae)
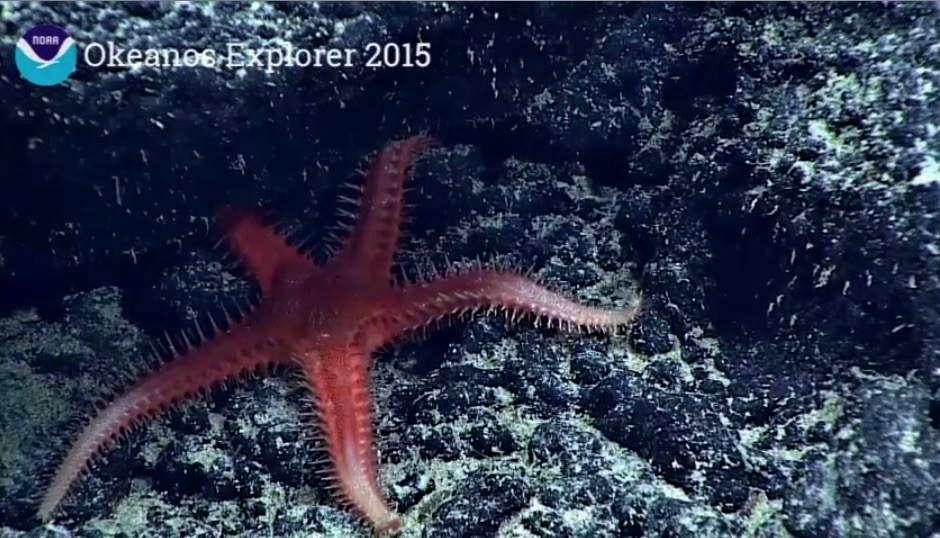
Cheiraster sp. (Benthopectinidae)
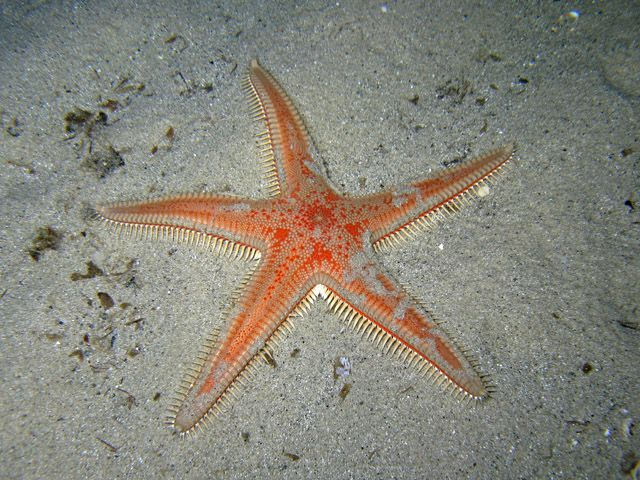
Astropecten aranciacus (Astropectinidae)
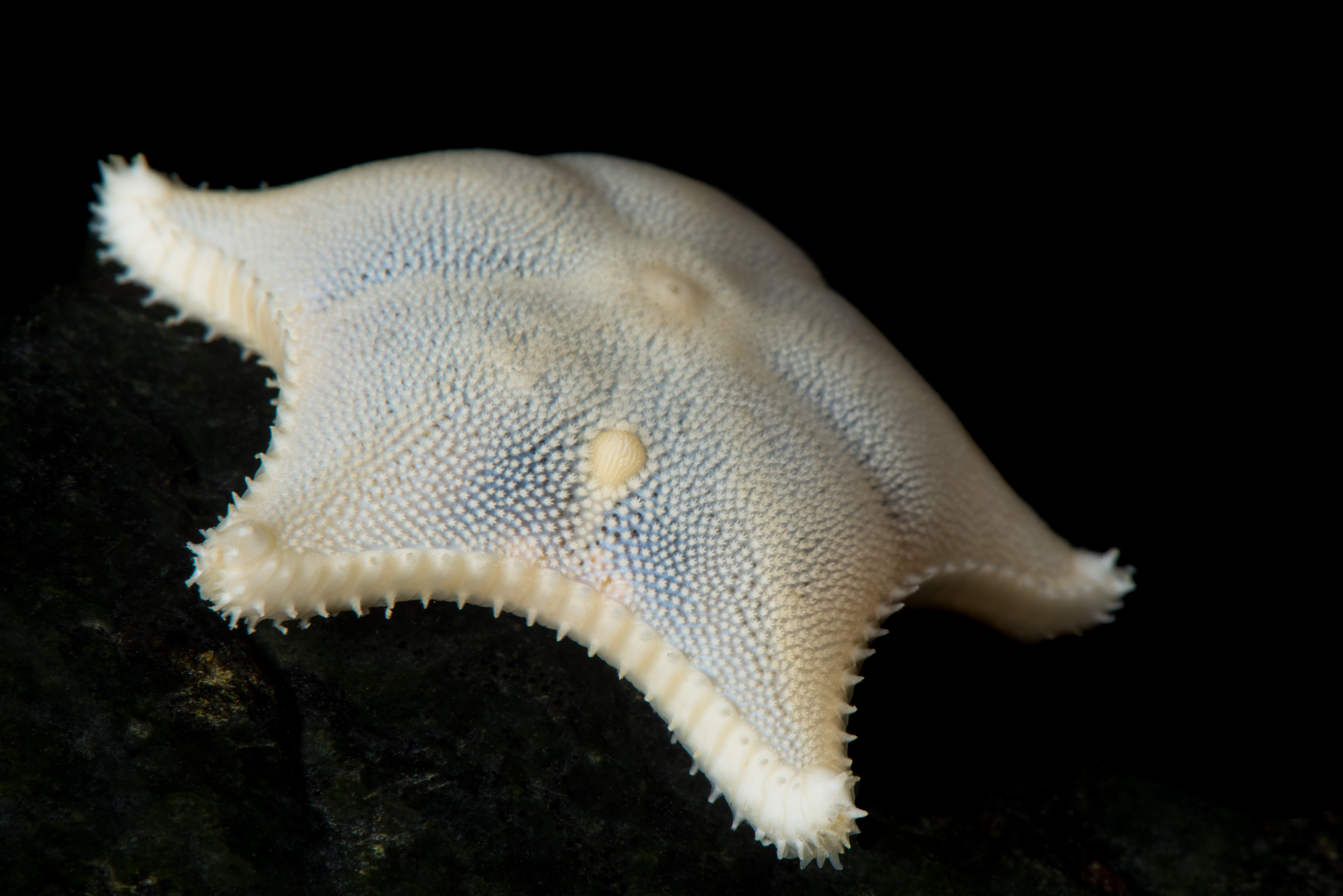
Ctenodiscus crispatus (Ctenodiscidae)
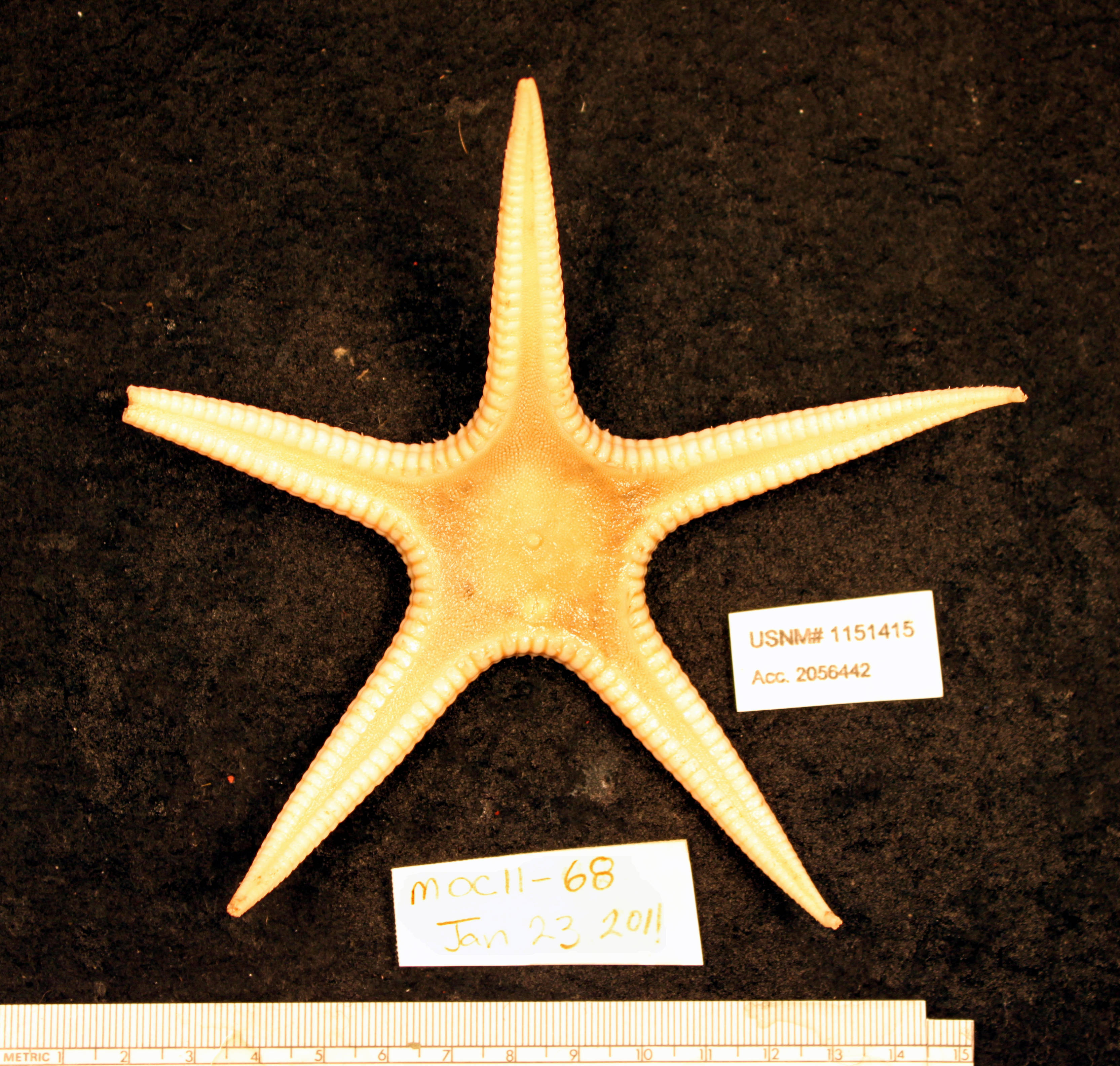
Goniopecten demonstrans (Goniopectinidae)
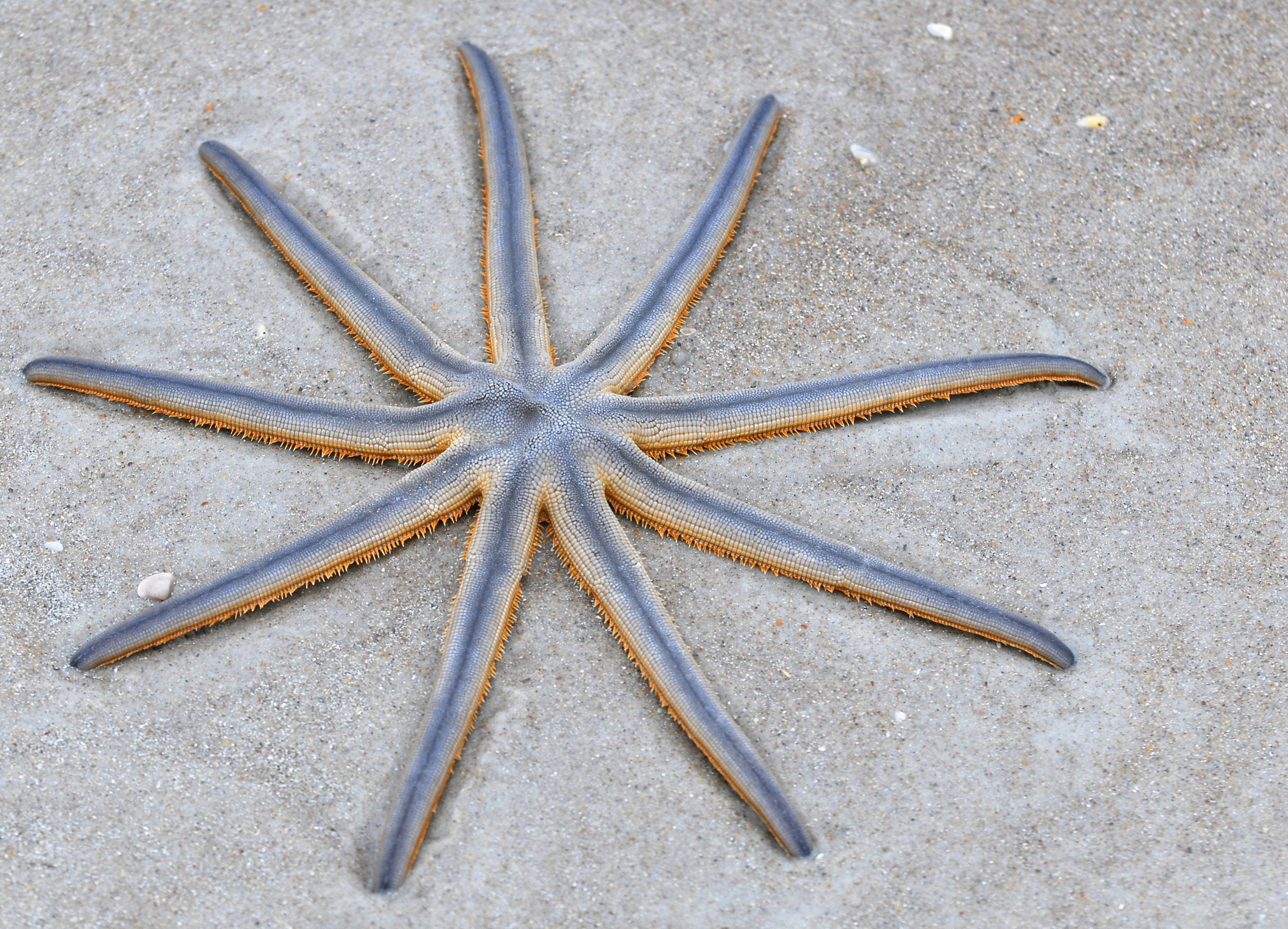
Luidia senegalensis (Luidiidae)
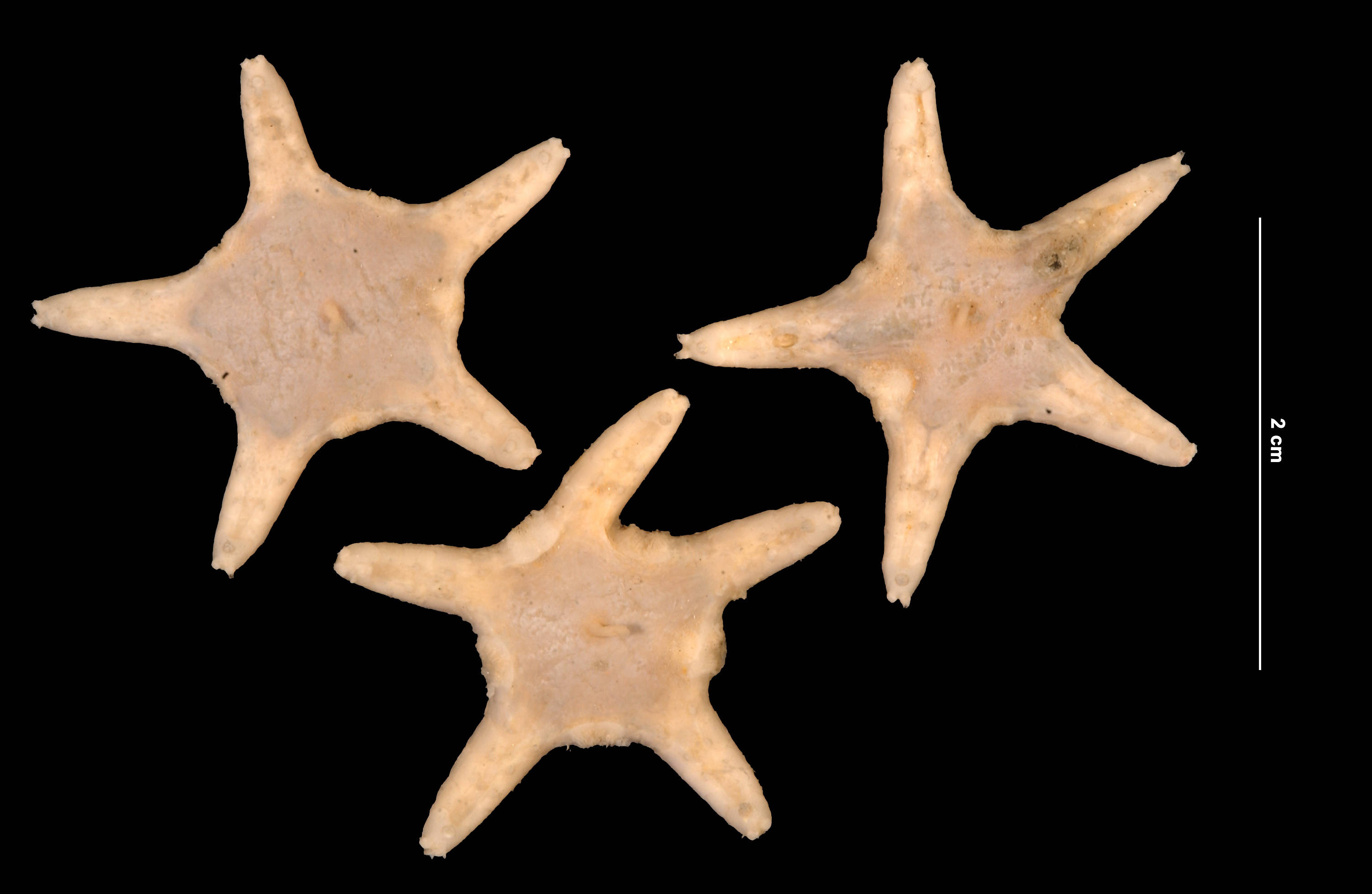
Porcellanaster ceruleus (Porcellanasteridae)
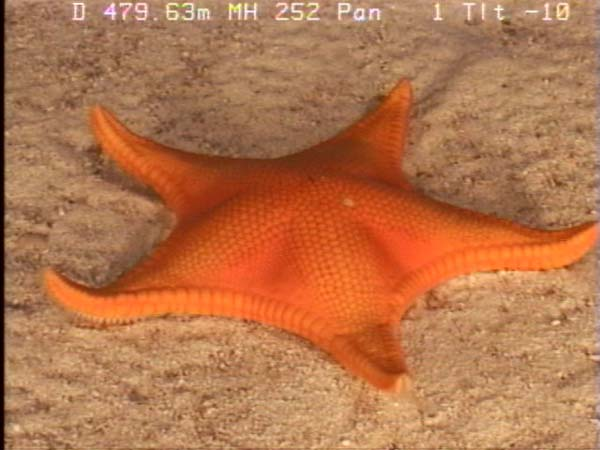
Pseudarchaster myobrachius (Pseudarchasteridae)
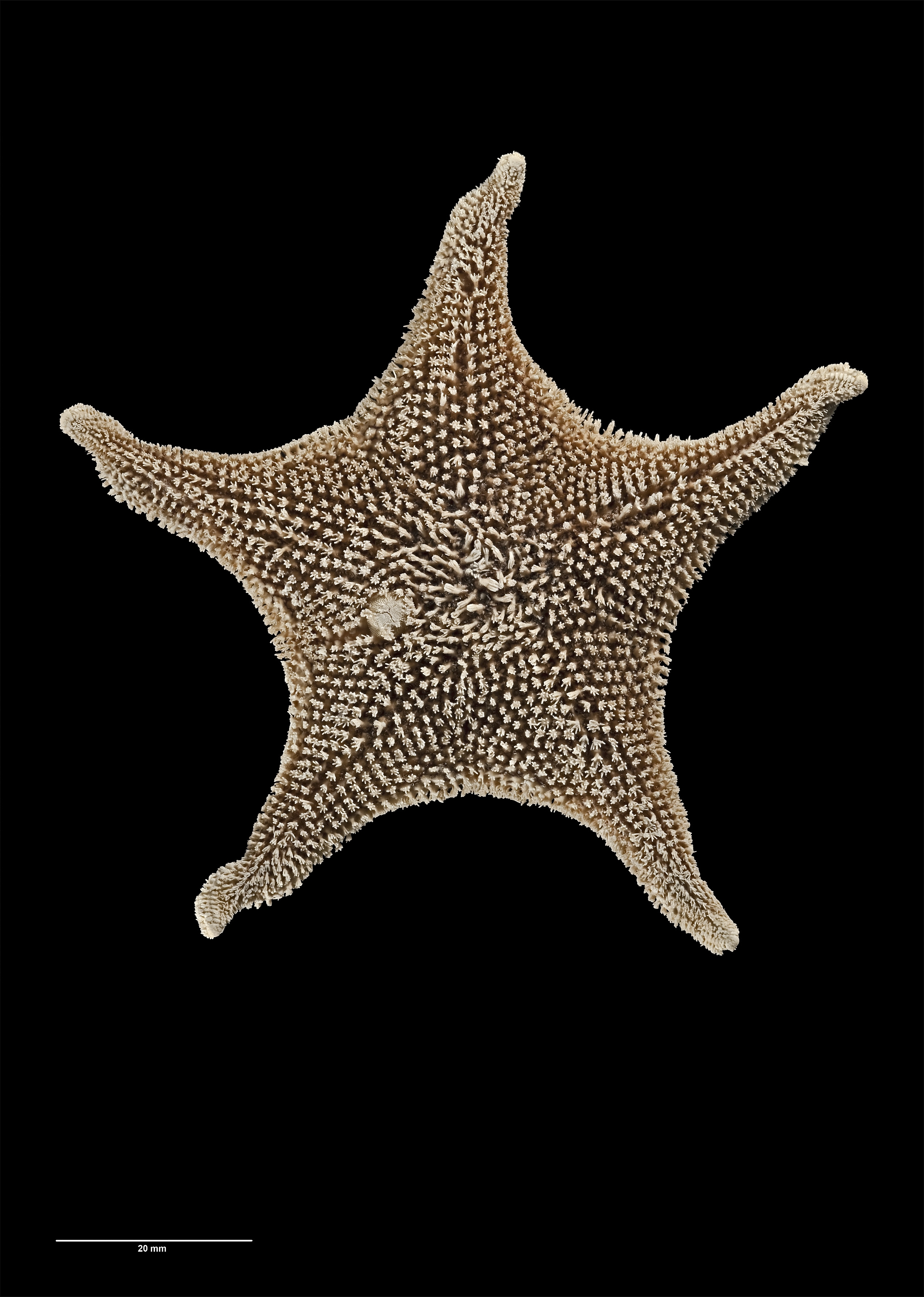
Radiaster gracilis (Radiasteridae)
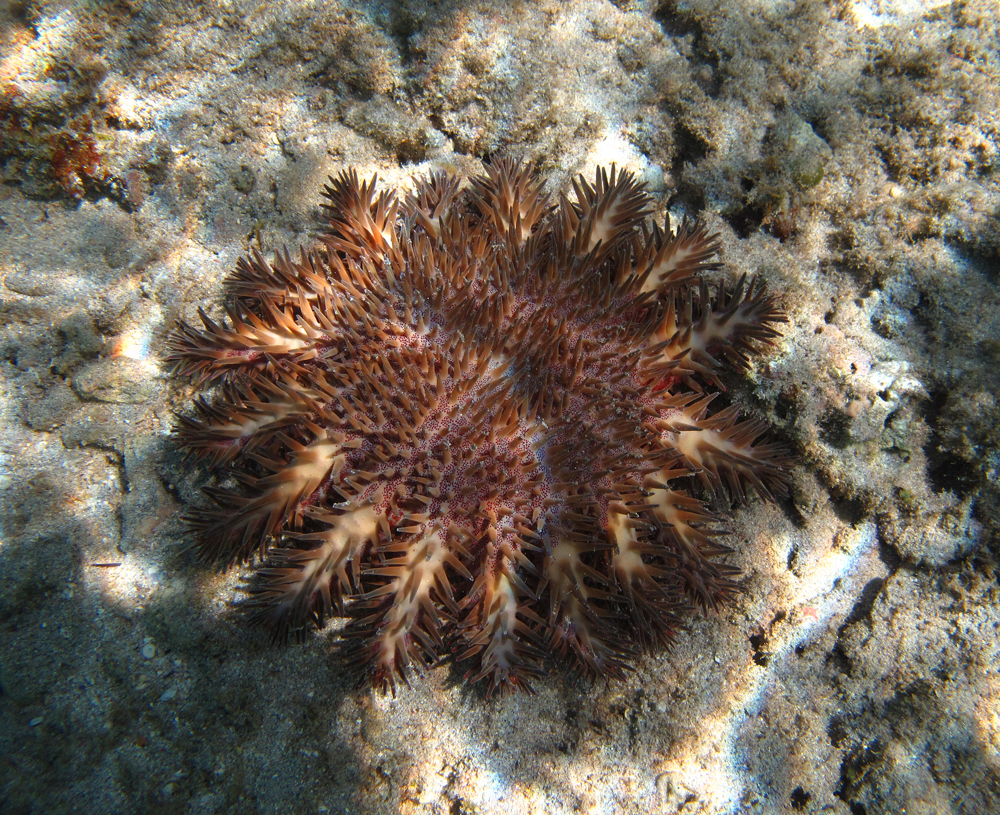
Acanthaster planci (Acanthasteridae)
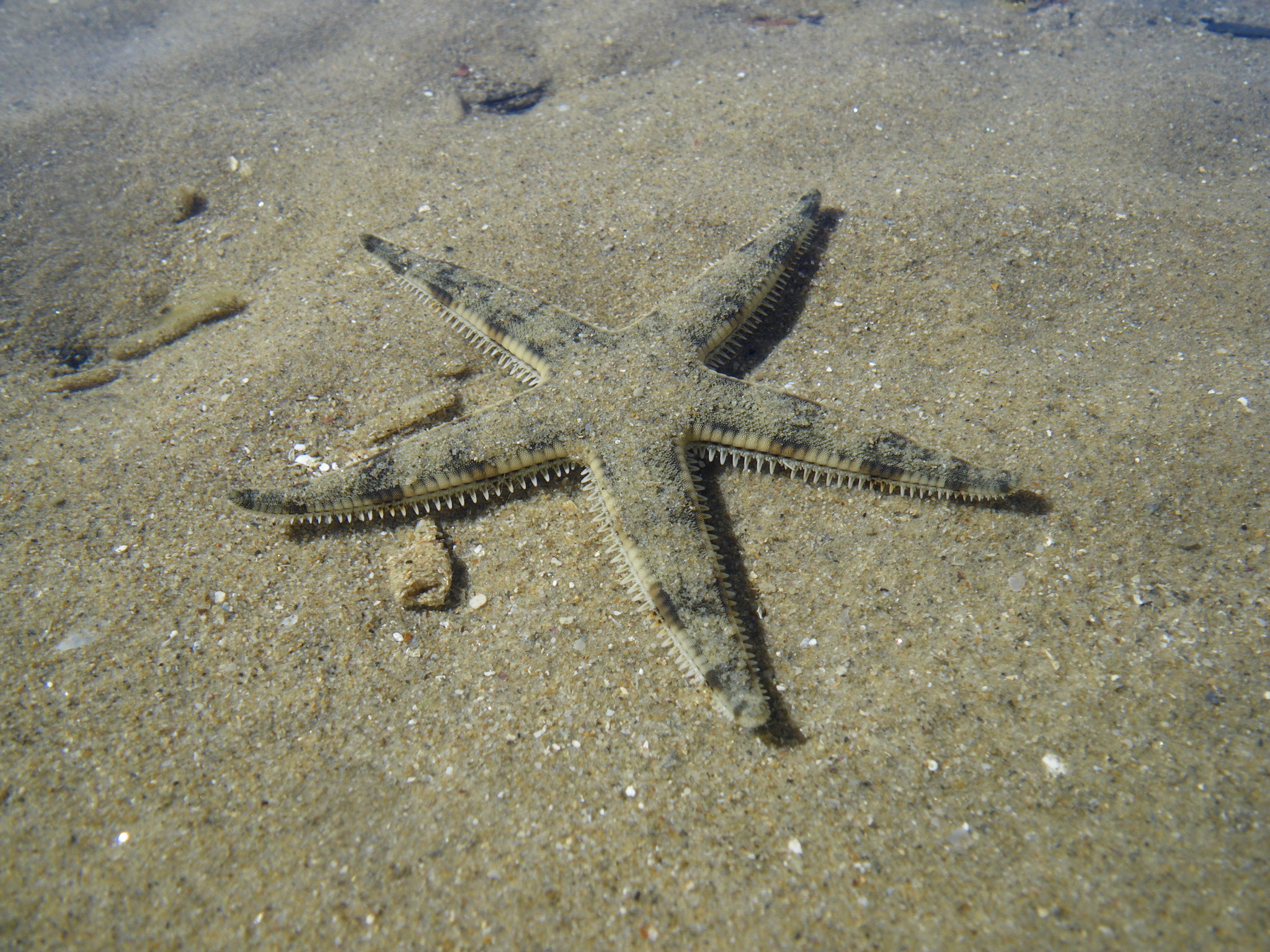
Archaster typicus (Archasteridae)
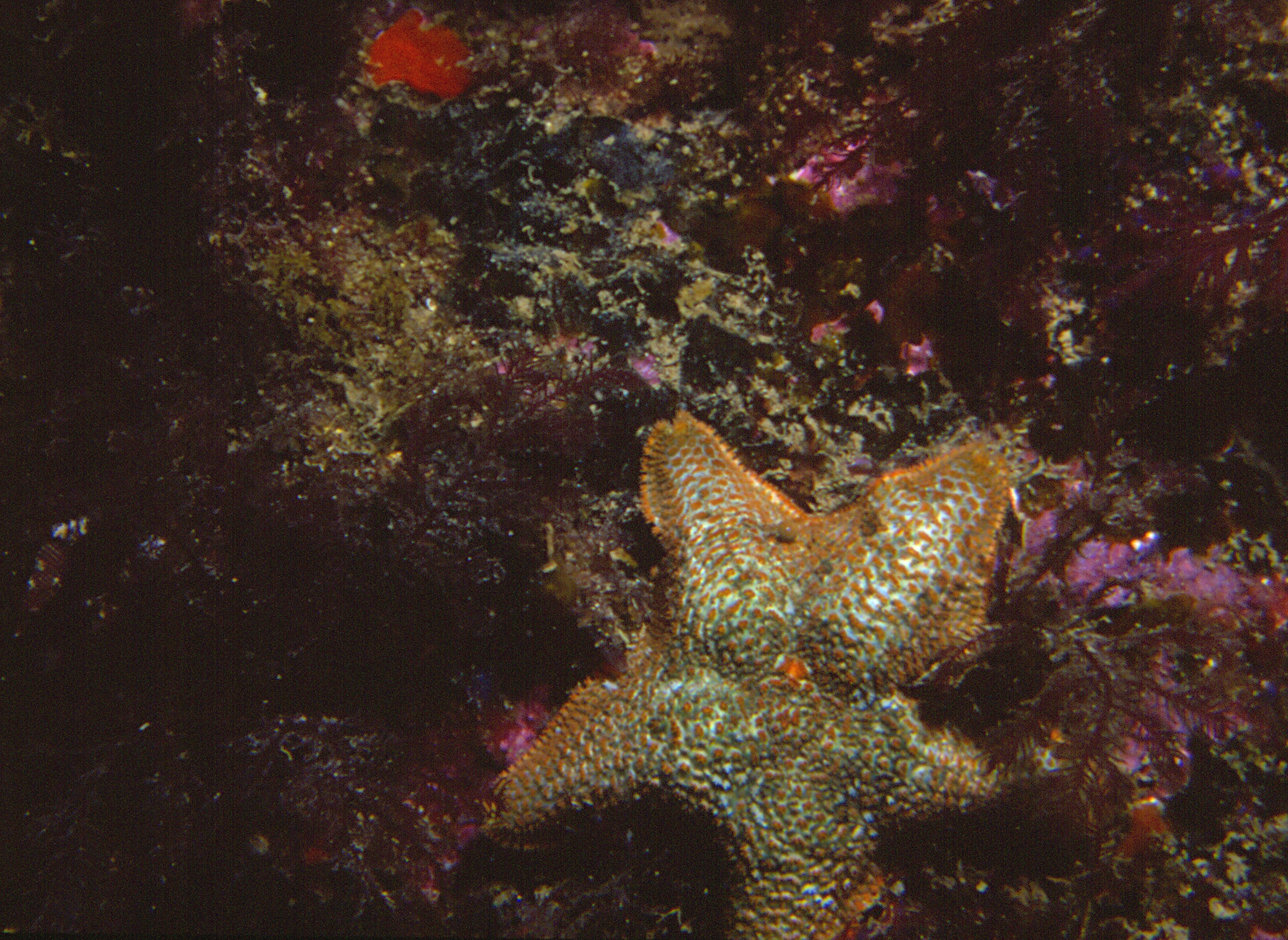
Asterina gibbosa (Asterinidae)
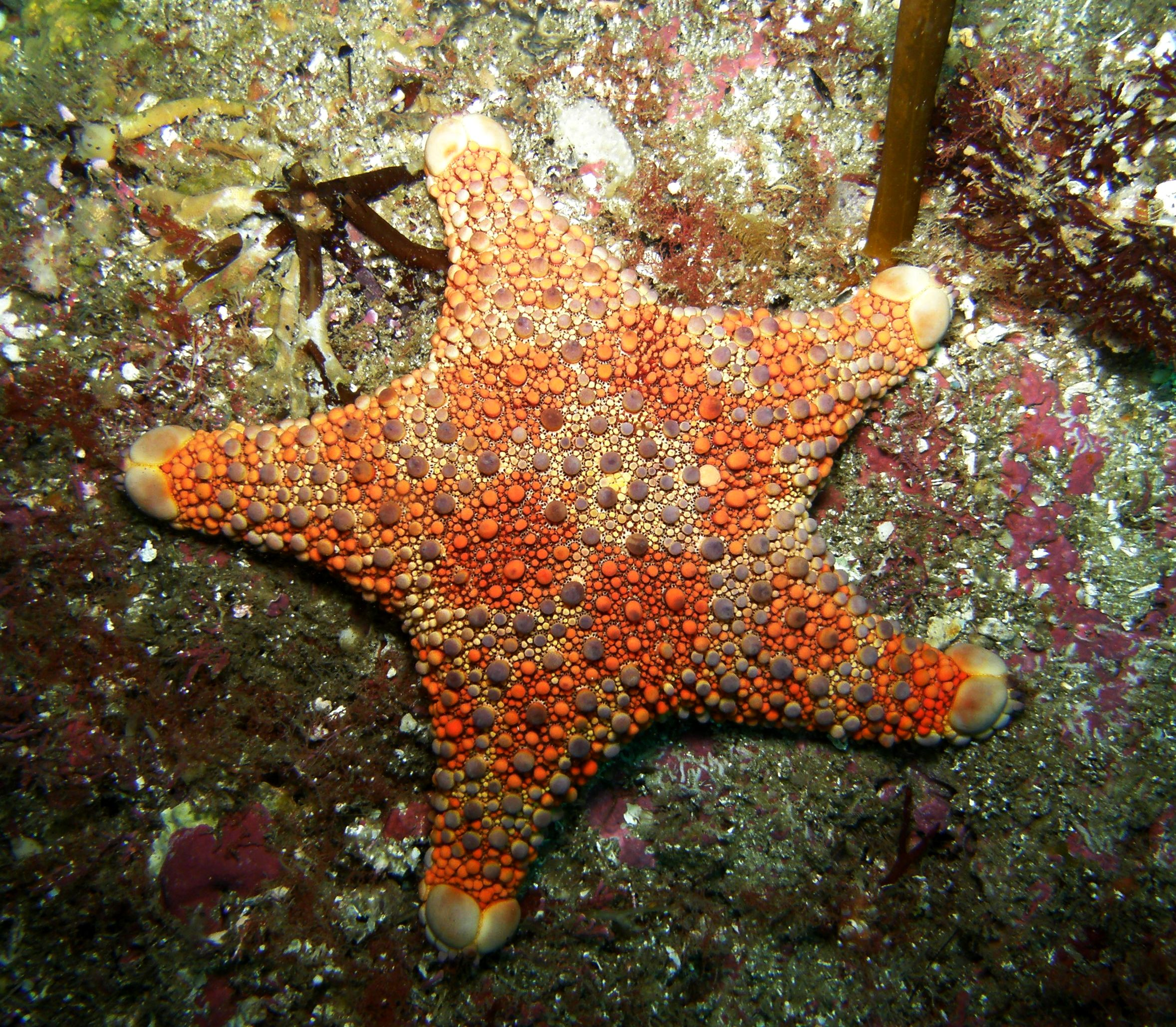
Asterodiscides truncatus (Asterodiscididae)
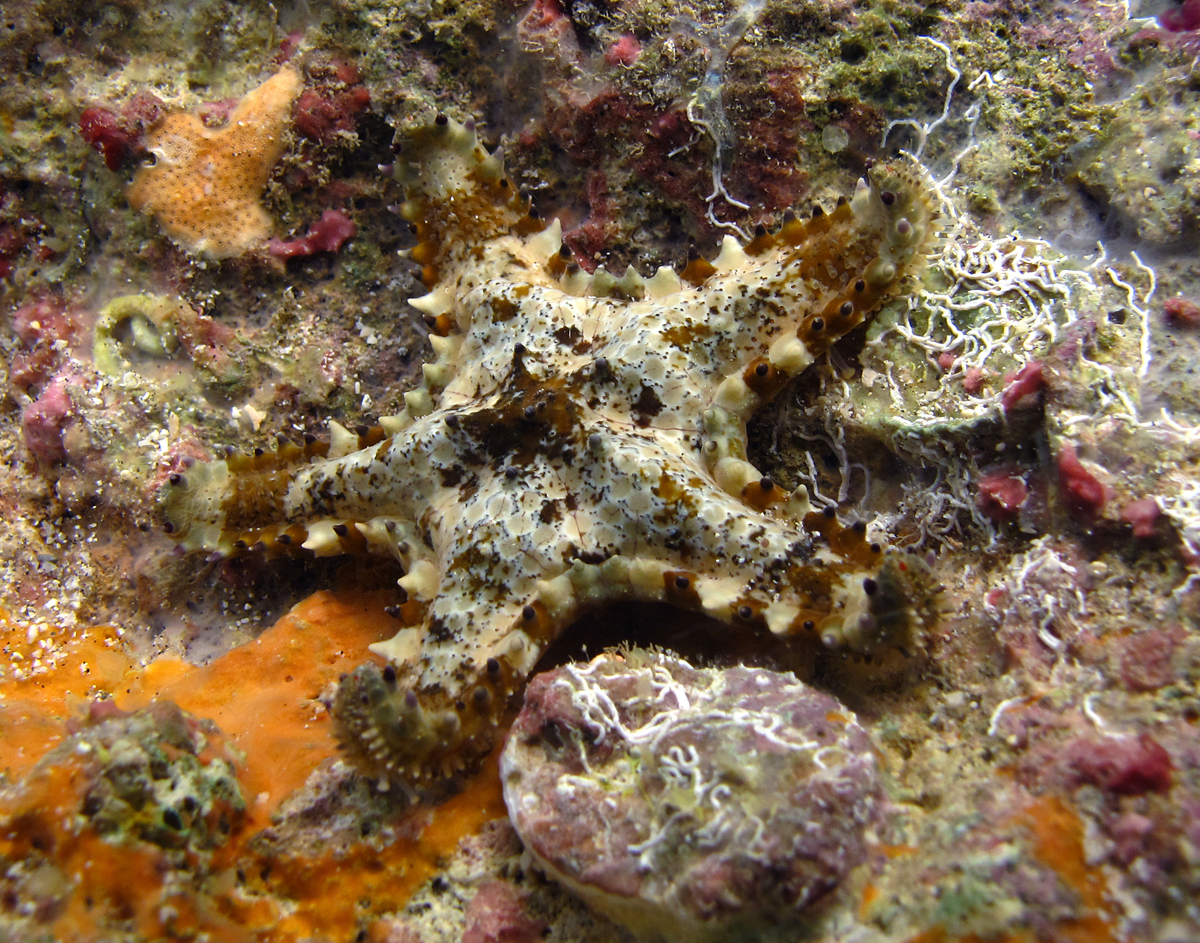
Asteropsis carinifera (Asteropseidae)
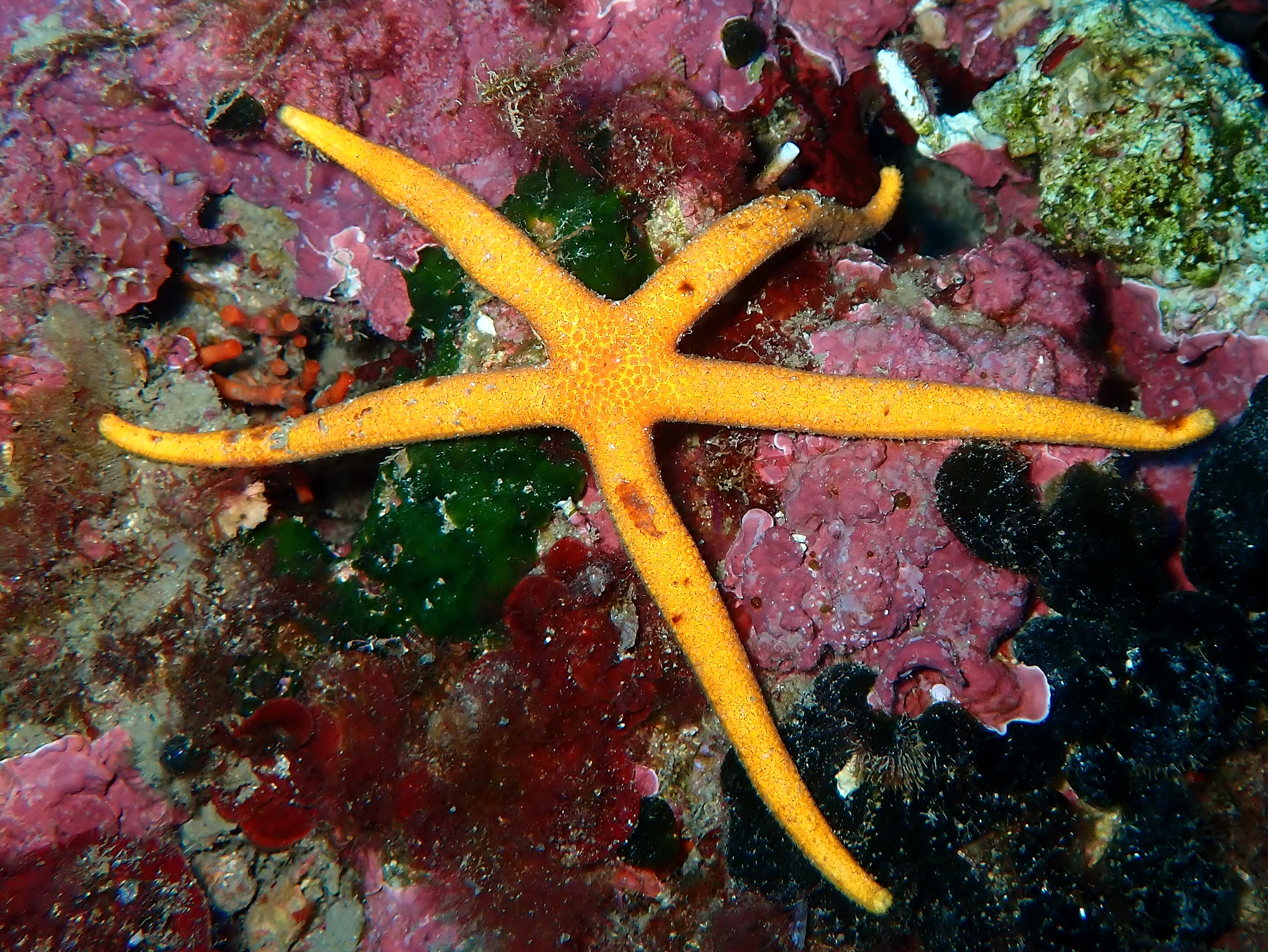
Chaetaster longipes (Chaetasteridae)
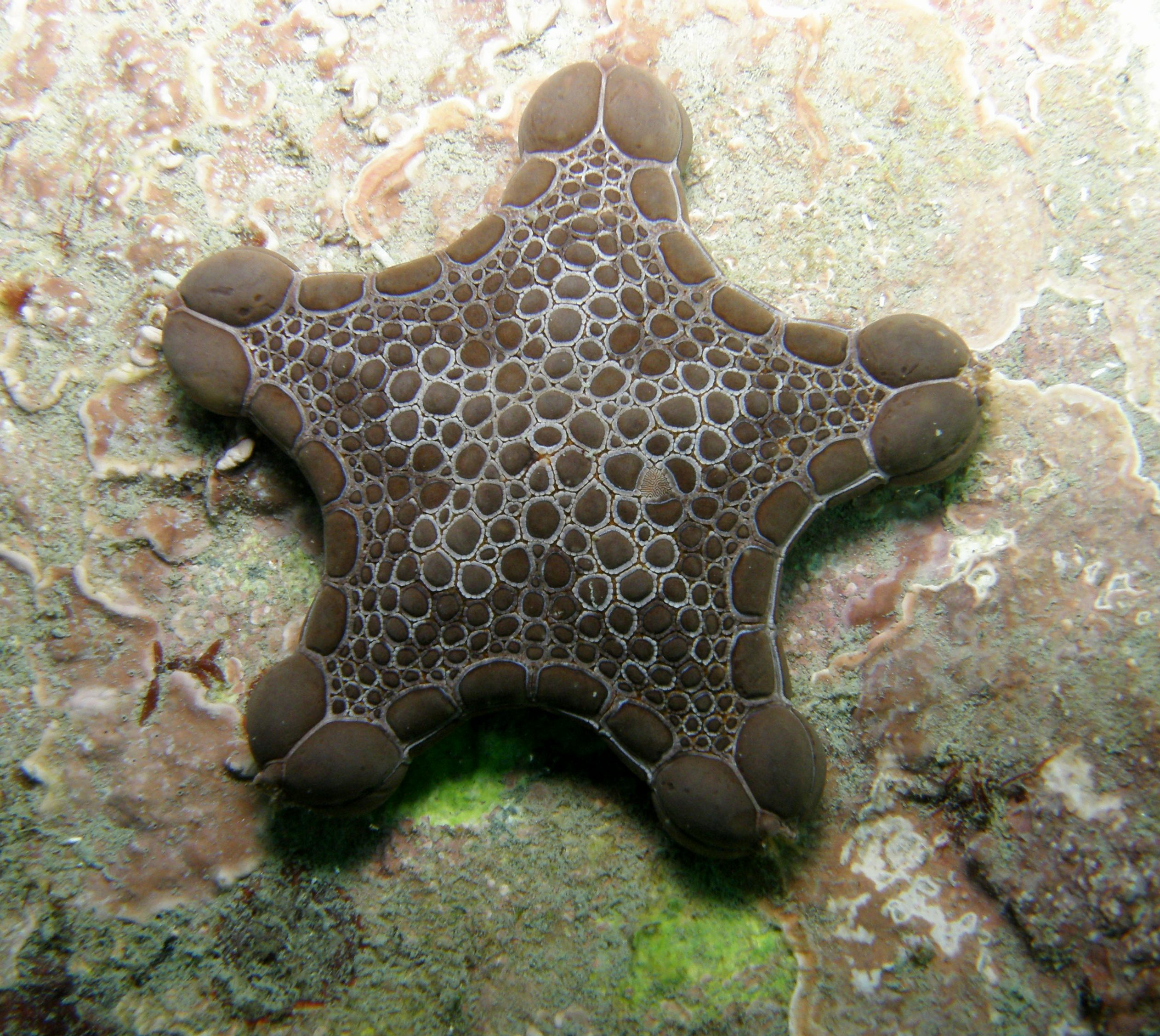
Pentagonaster pulchellus (Goniasteridae)
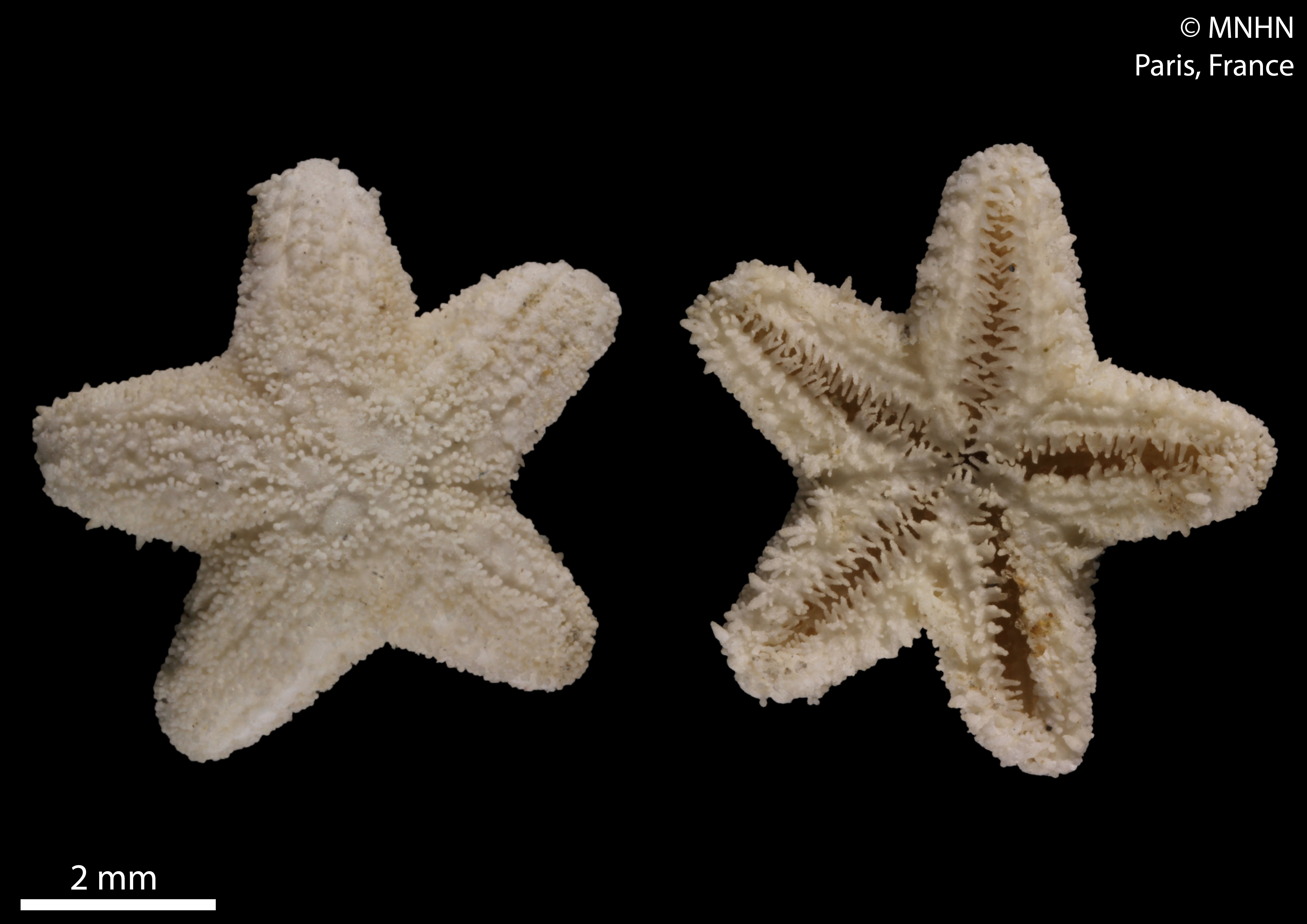
Leilaster radians (Leilasteridae)
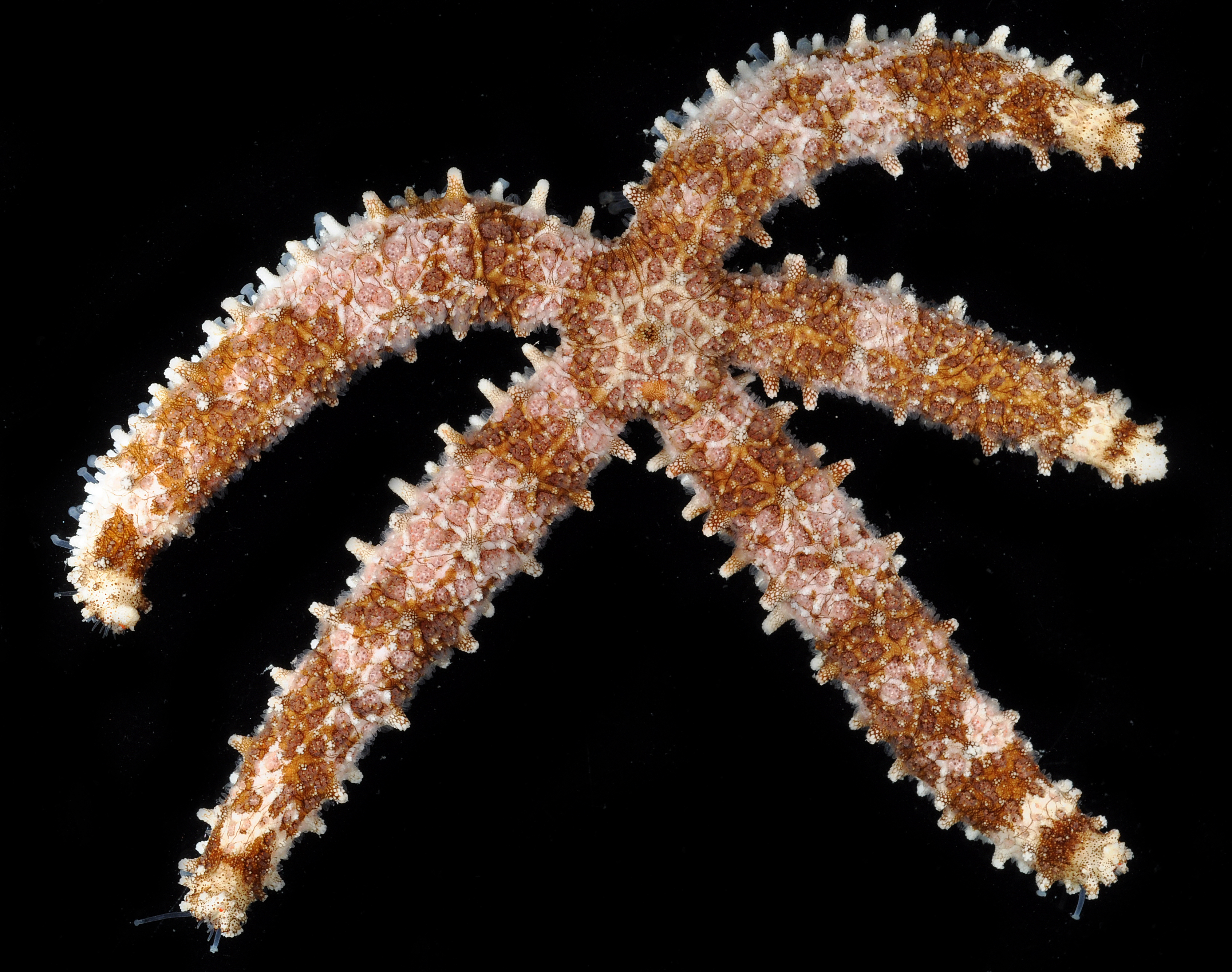
Mithrodia clavigera (Mithrodiidae)
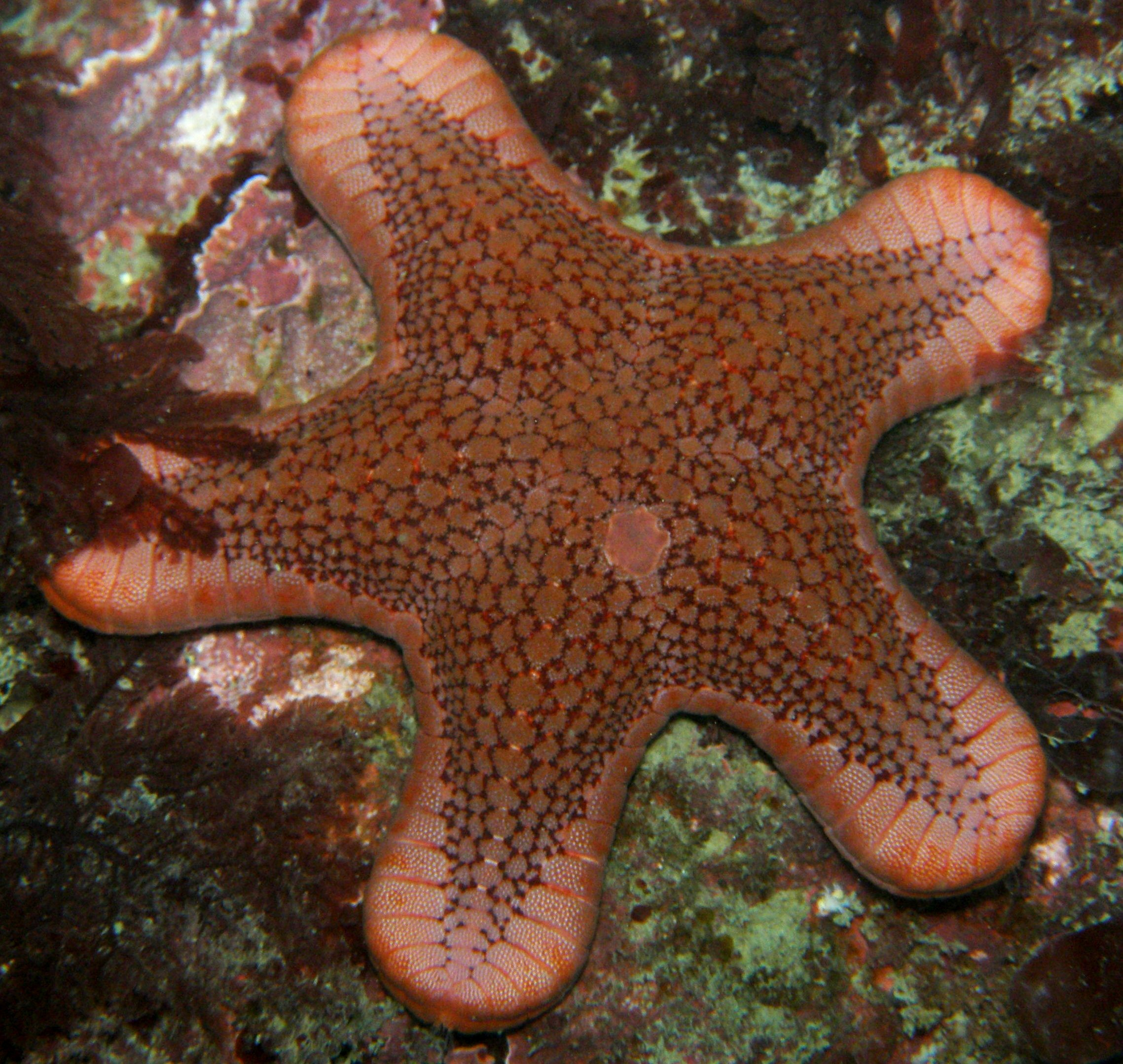
Diplodontias dilatatus (Odontasteridae)
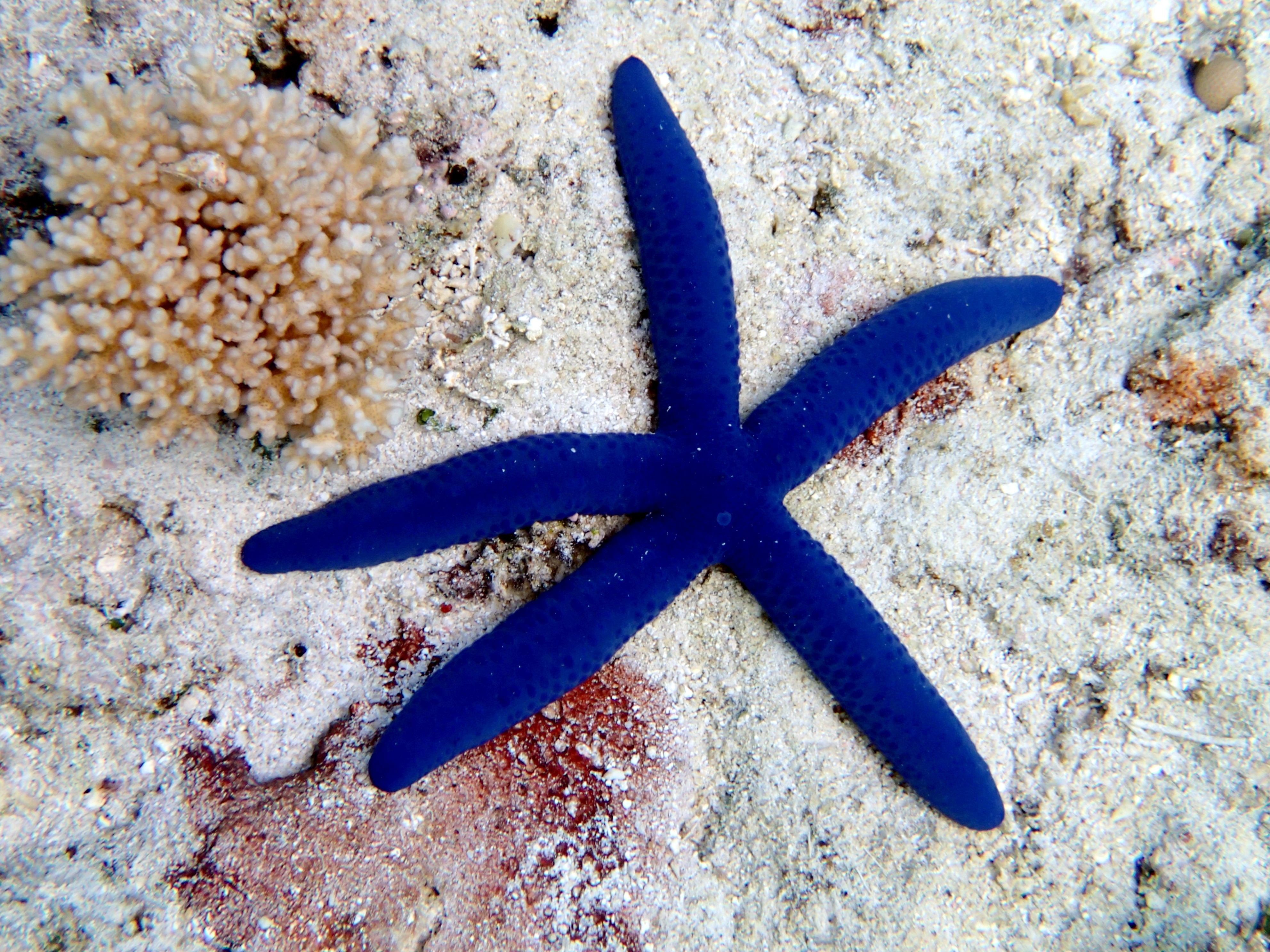
Linckia laevigata (Ophidiasteridae)
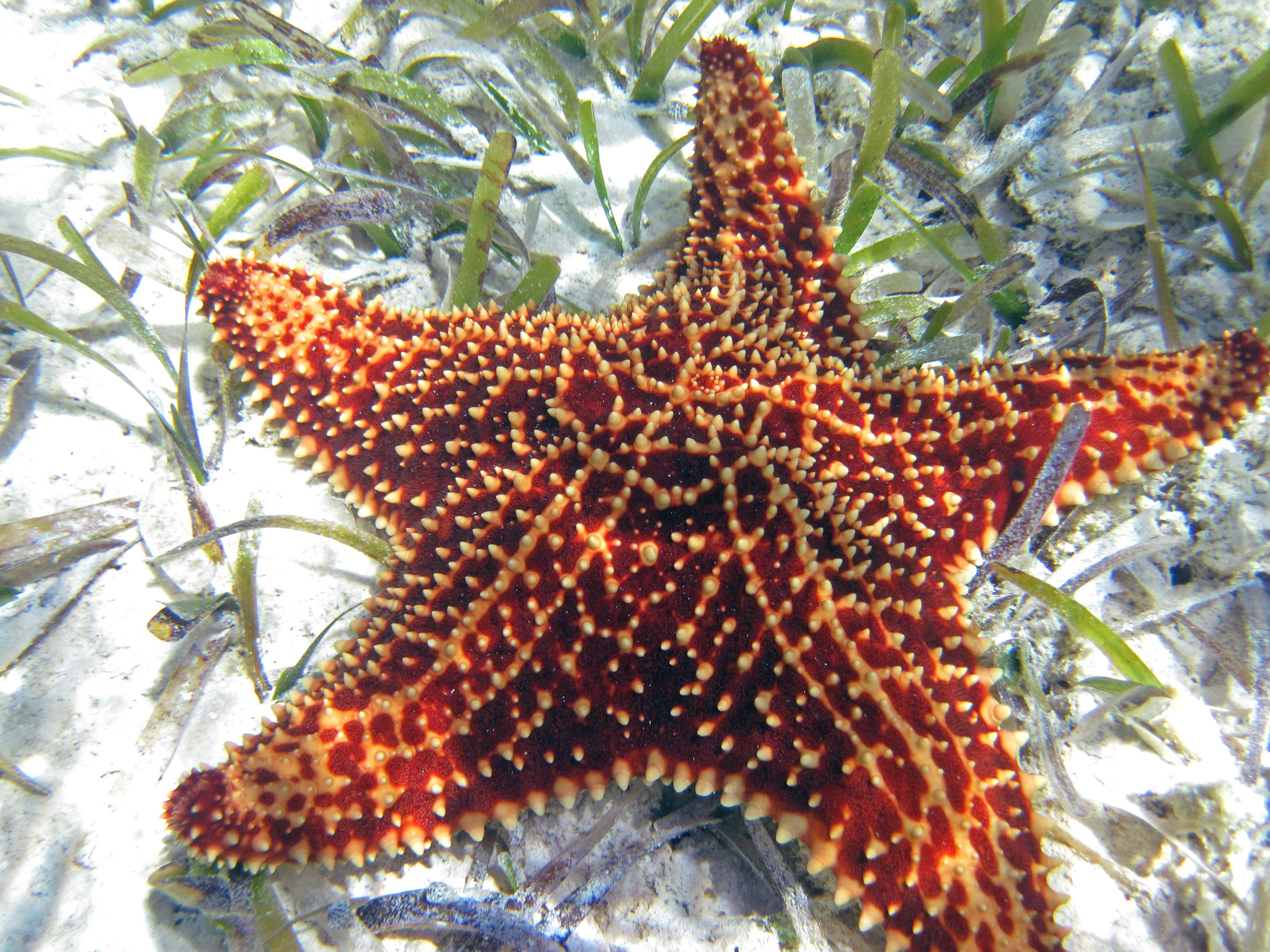
Oreaster reticulatus (Oreasteridae)
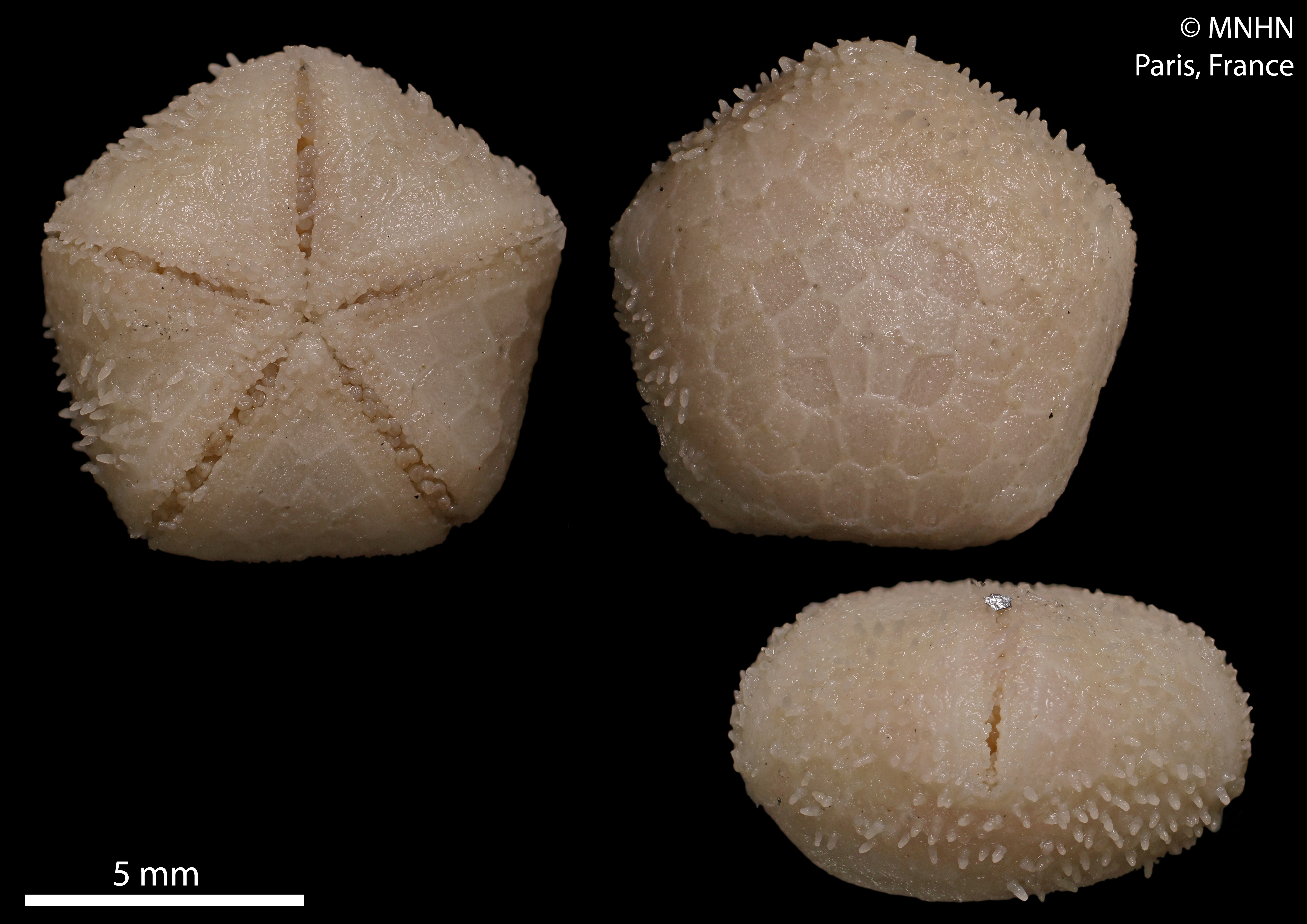
Podosphaeraster gustavei (Podosphaerasteridae)
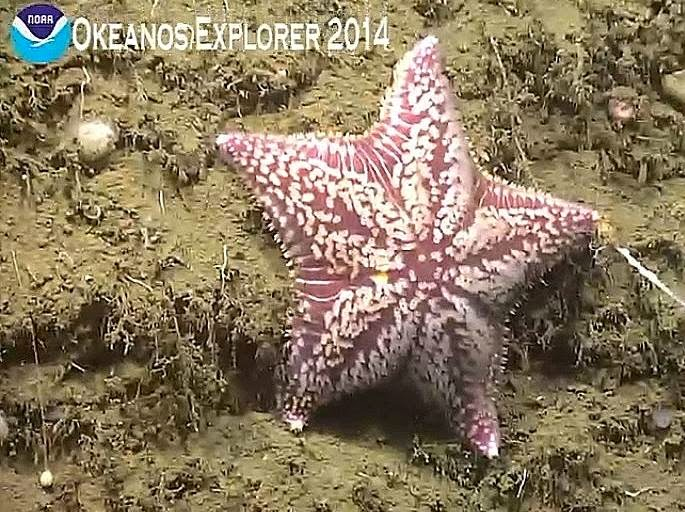
Porania pulvillus (Poraniidae)
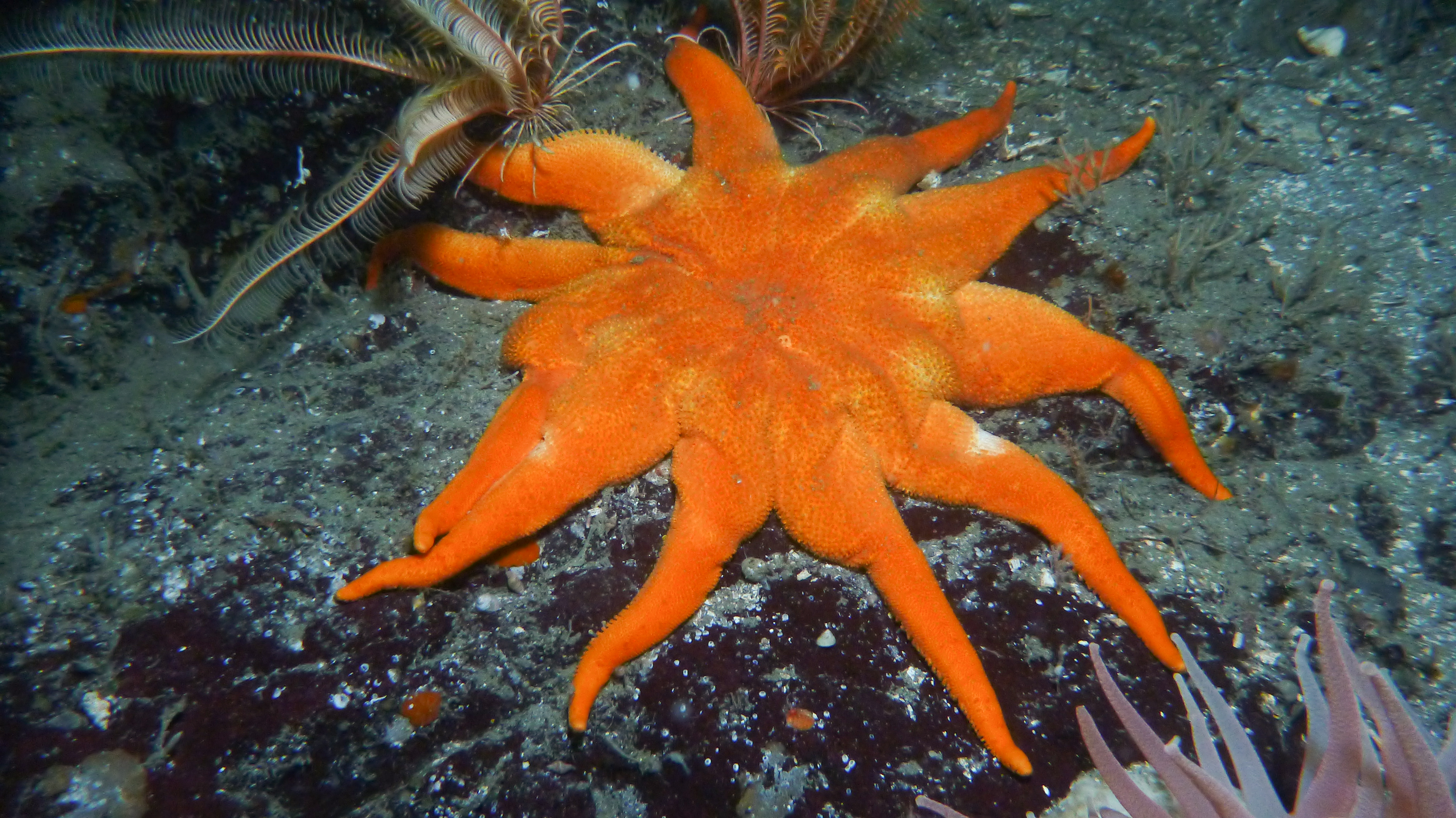
Solaster dawsoni (Solasteridae)
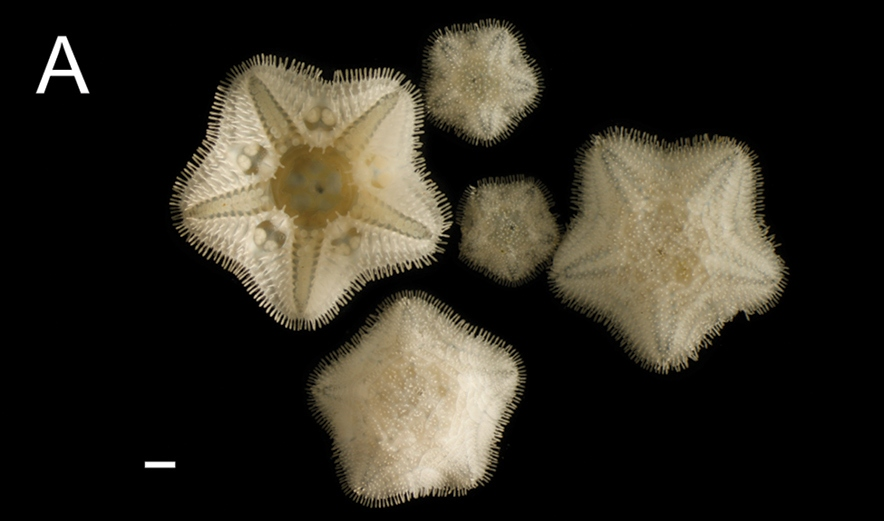
Caymanostella sp. (Caymanostellidae)
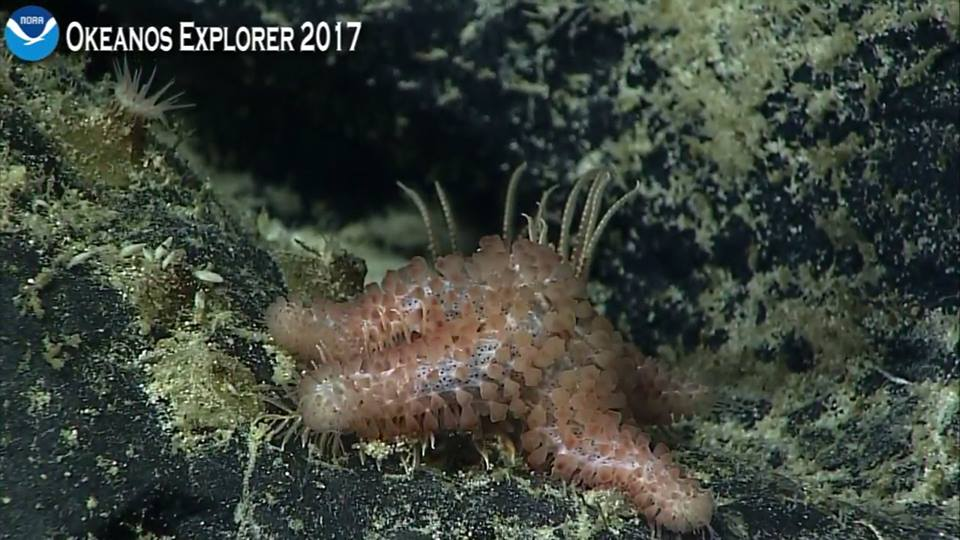
Peribolaster sp. (Korethrasteridae)
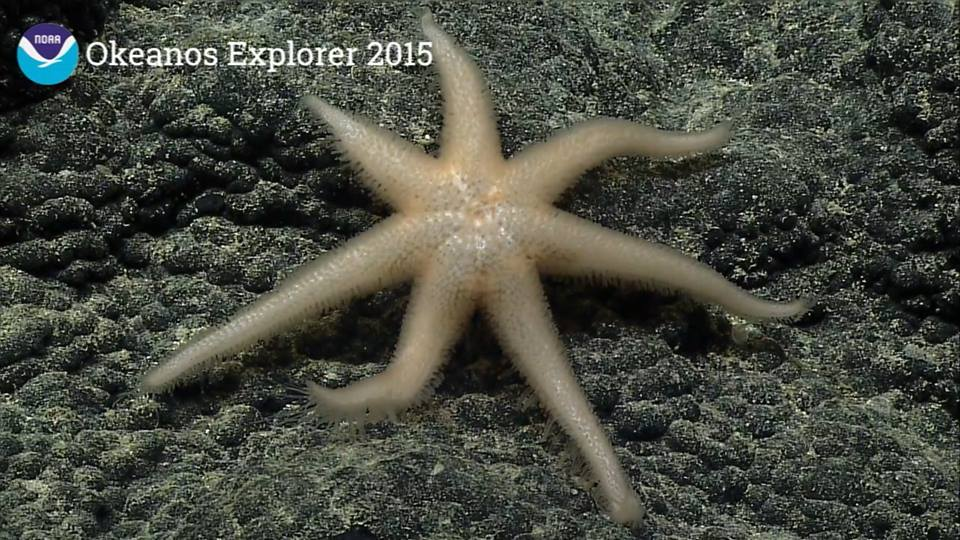
Asthenactis papyraceus (Myxasteridae)
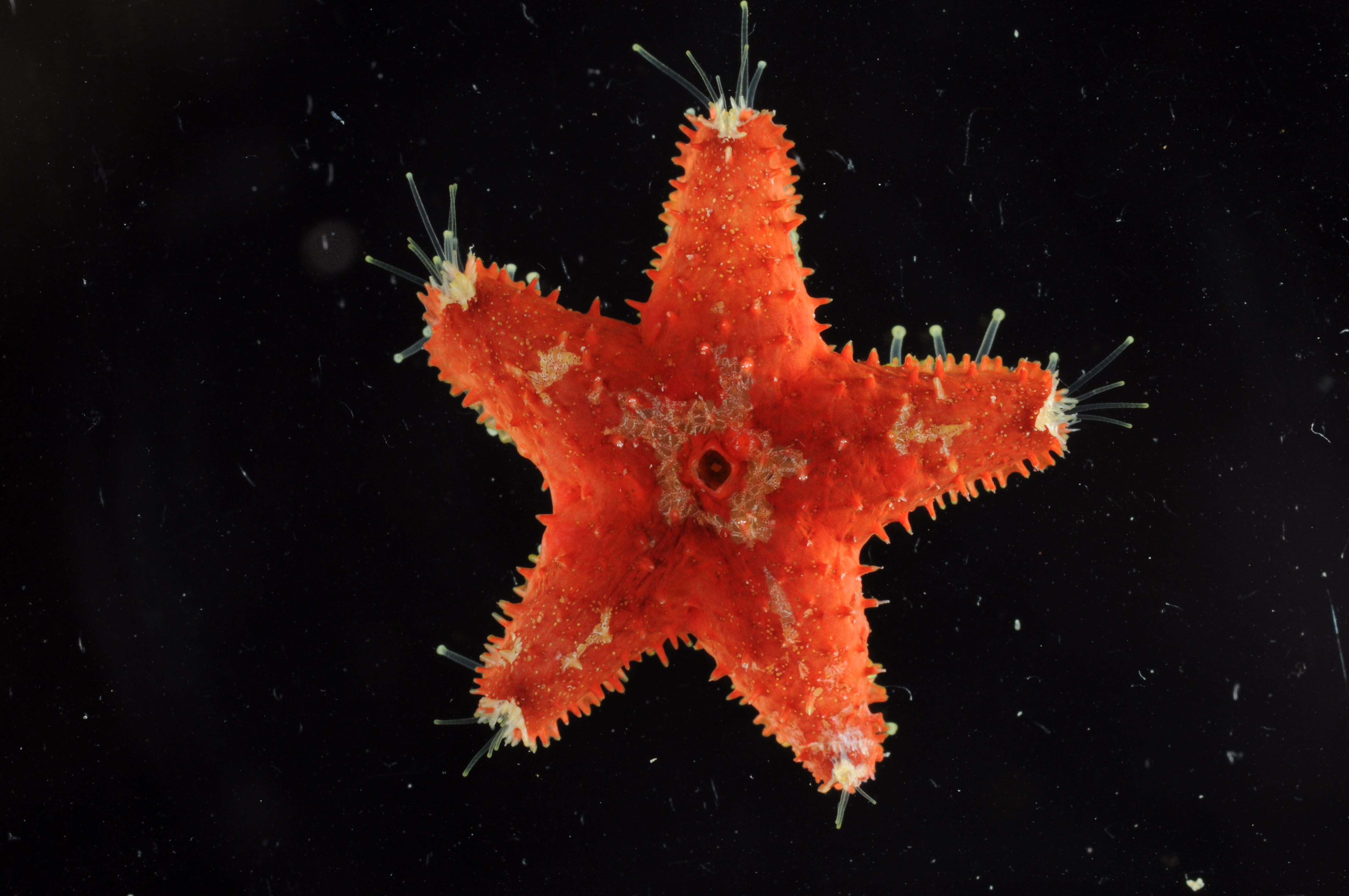
Euretaster insignis (Pterasteridae)
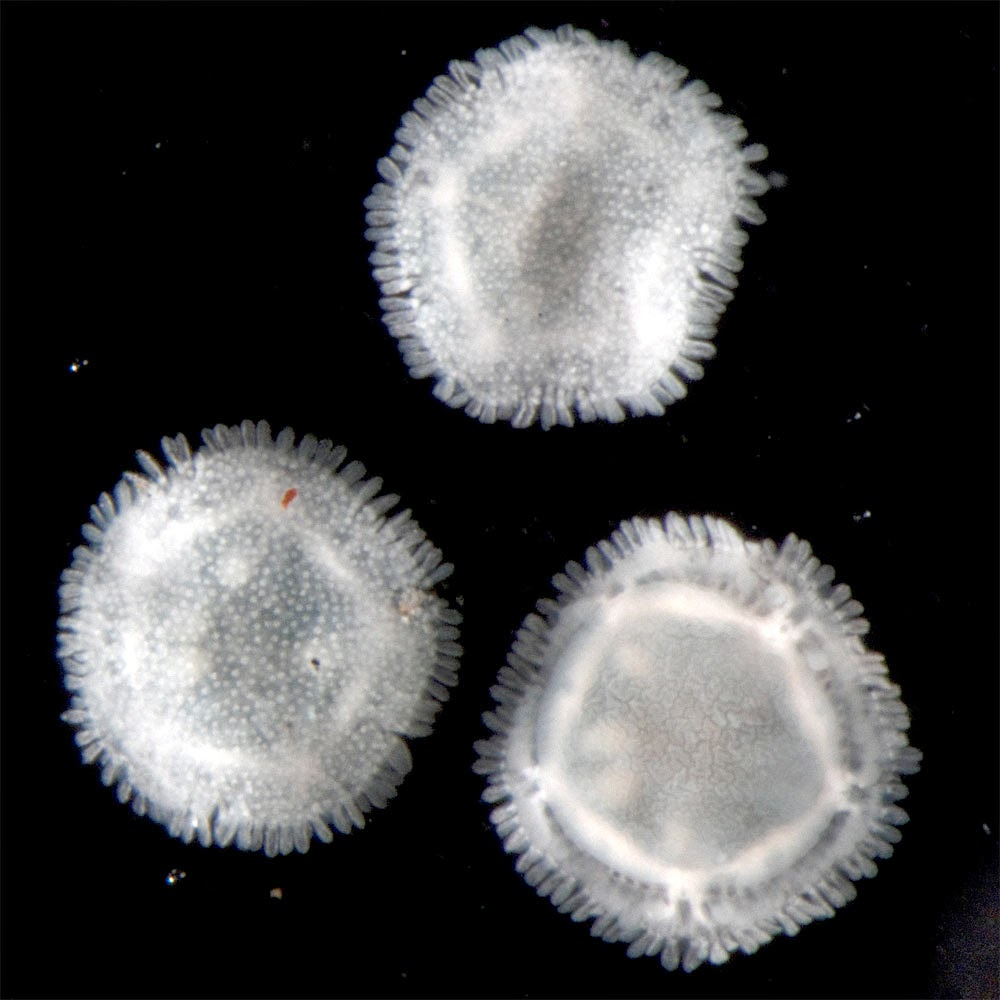
Xyloplax janetae (Xyloplacidae, groupe des Peripodida)

## Histoire évolutive

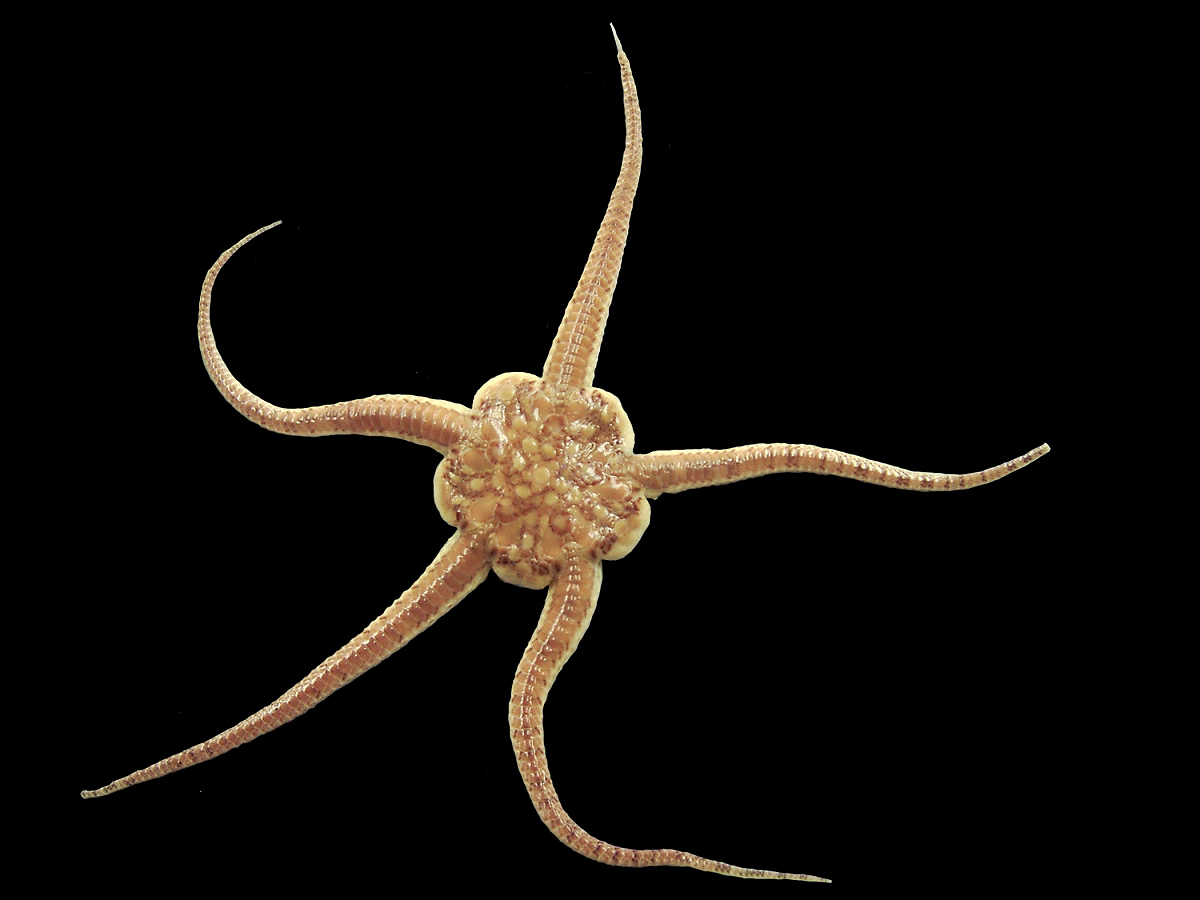
Les ophiures constituent le groupe frère des étoiles de mer.

Les chordés et les Échinodermes partagent la même phase embryologique nommée deutérostome : ils appartiennent au groupe des deutérostomiens.
Le groupe des échinodermes est très ancien, et apparaît au début du Cambrien, des animaux d'allures astérozoaire apparaissant dès le milieu de l'Ordovicien. La classe des Asteroidea apparaît également au cours du Paléozoïque (540-250 millions d'années), où a lieu la séparation d'avec les ophiures. Malheureusement, les fossiles de cette époque sont rares, et souvent lacunaires et mal préservés. Les plus anciennes étoiles de mer dont l'allure semble proche des espèces modernes se rencontrent au Mésozoïque. Les groupes actuels apparaissent enfin au Trias (250-200 millions d'années). L'expansion des astéroïdes semble avoir eu lieu au début du Jurassique. Les plus nombreux fossiles se trouvent dans la formation de craie du crétacé en Angleterre.
Étant donné la nature molle du corps des étoiles de mer, les fossiles en sont relativement rares (on trouve beaucoup plus facilement des oursins, aux structures mieux préservées). En conséquence, leur histoire évolutive est moins bien connue que celle de leurs cousins au corps plus dur.
Les principaux groupes fossiles basaux sont, selon WoRMS :
- sous-classe Ambuloasteroidea Blake & Hagdorn, 2003
  - Infraclasse Concentricycloidea Baker, Rowe & Clark, 1986 -- étoiles archaïques
  - Infraclasse Neoasteroidea Gale, 1987 -- 99% des étoiles de mer modernes
  - famille fossile Calliasterellidae Schondorf, 1910 † (Dévonien-Carbonifère)
  - famille fossile Compsasteridae Schuchert, 1914 † (Mississippien)
- ordre fossile Euaxosida †
- ordre fossile Hadrosida †
- ordre fossile Kermasida †

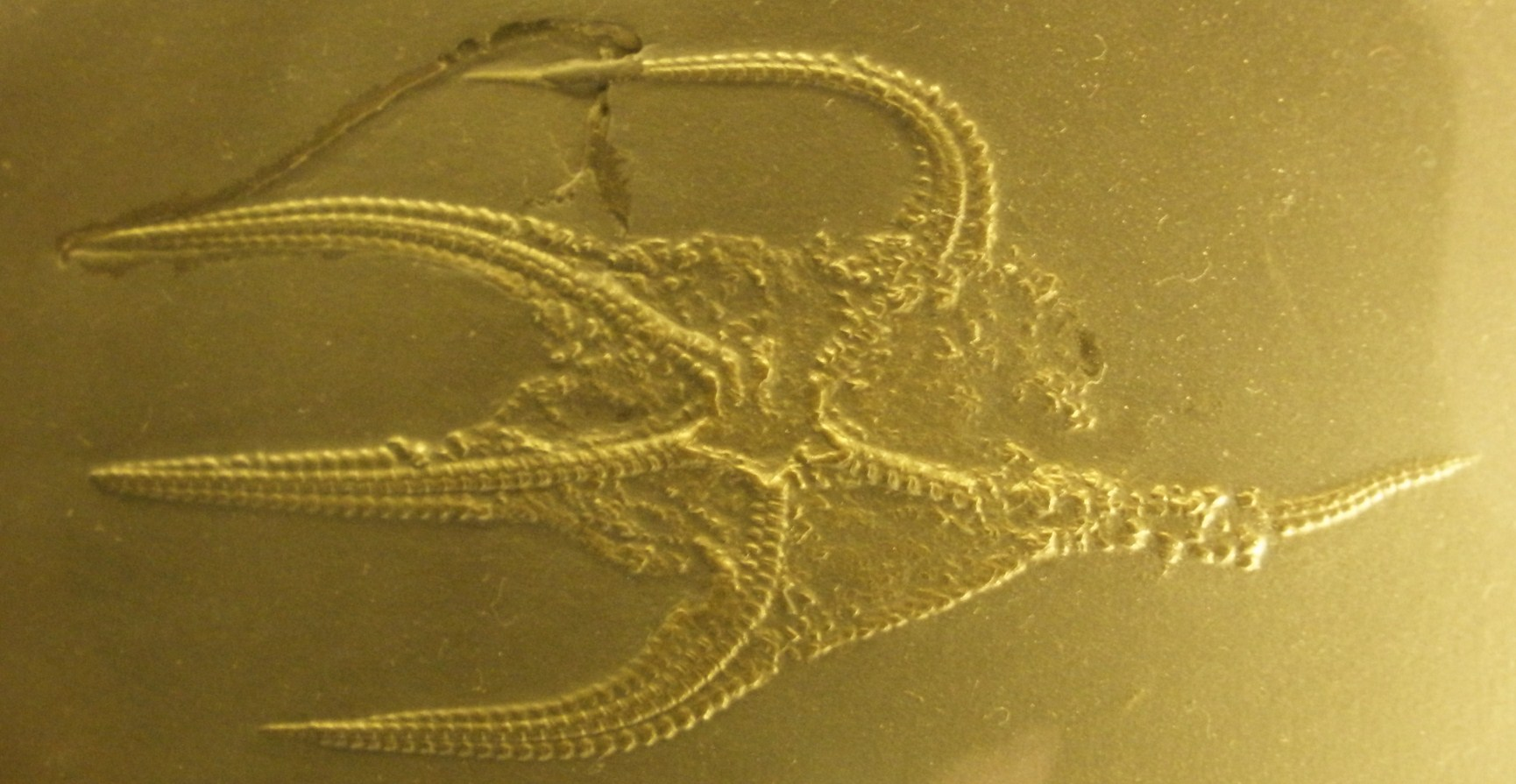
Fossile d'Encrinaster roemeri (astérozoaire du Dévonien).
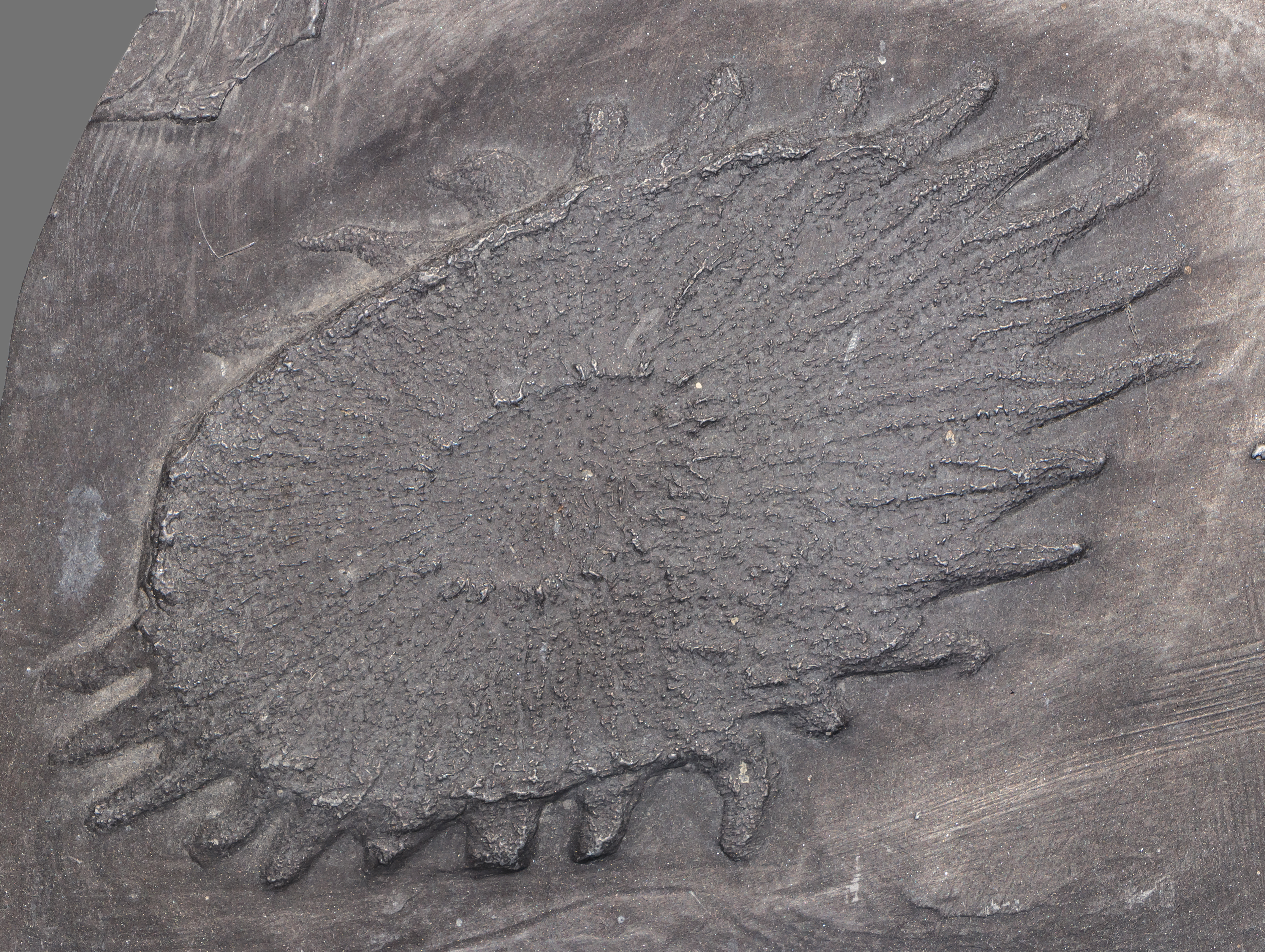
Palaeosolaster gregoryi (Euaxosida, Dévonien).
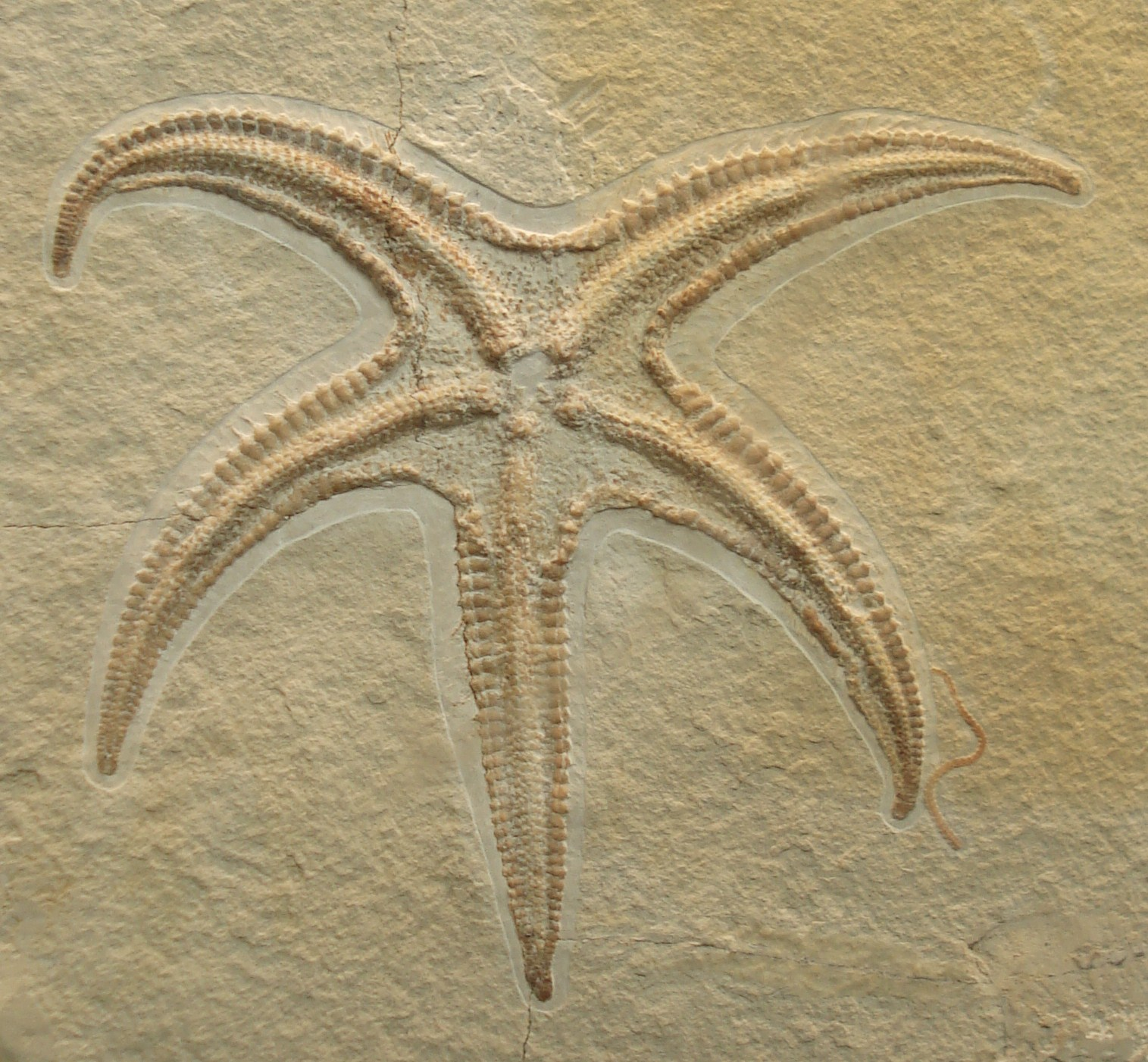
Riedaster reicheli (Astropectinidae, Jurassique, Solnhofen).
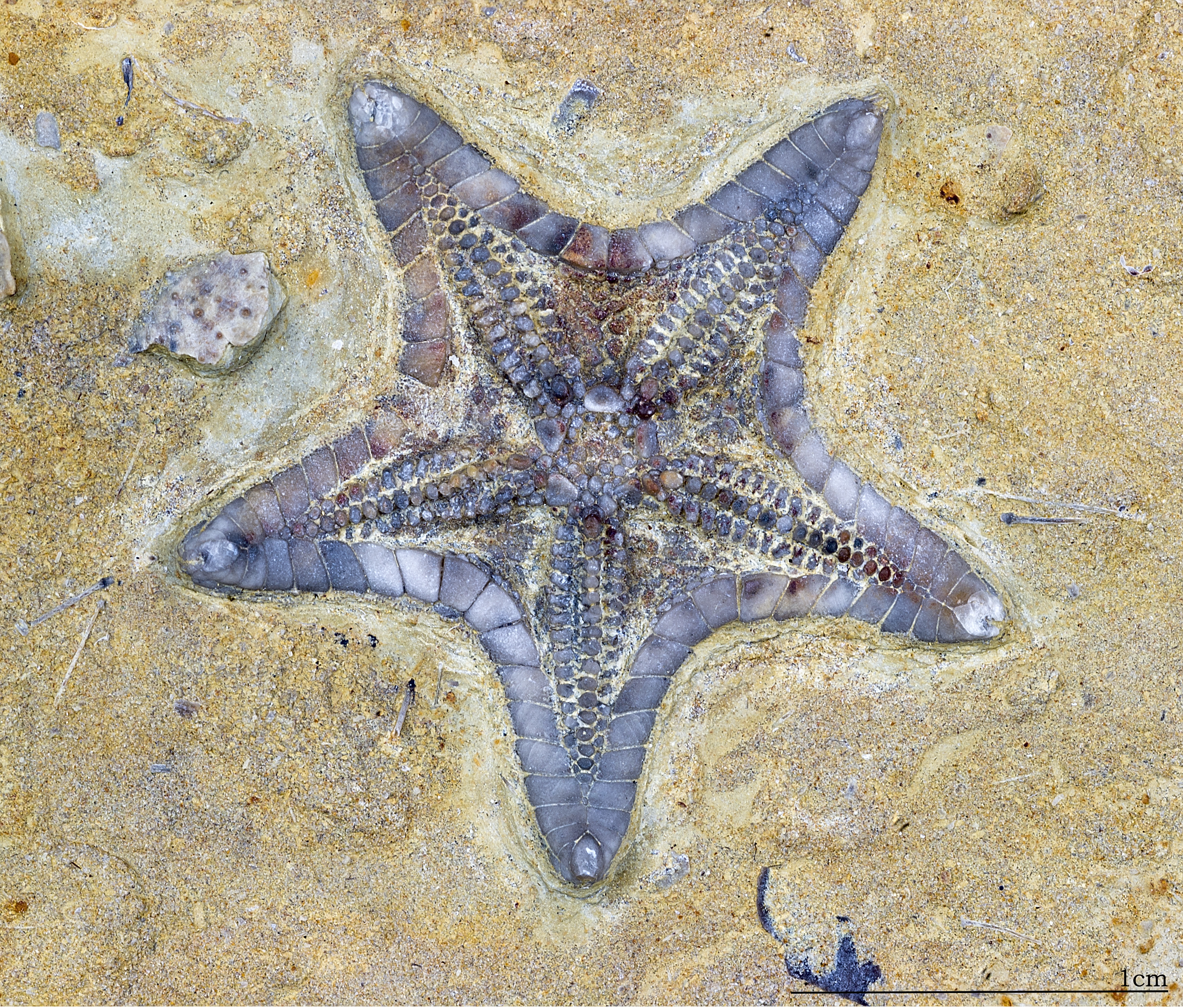
Marocaster coronatus (Goniasteridae, Barrémien, Maroc).
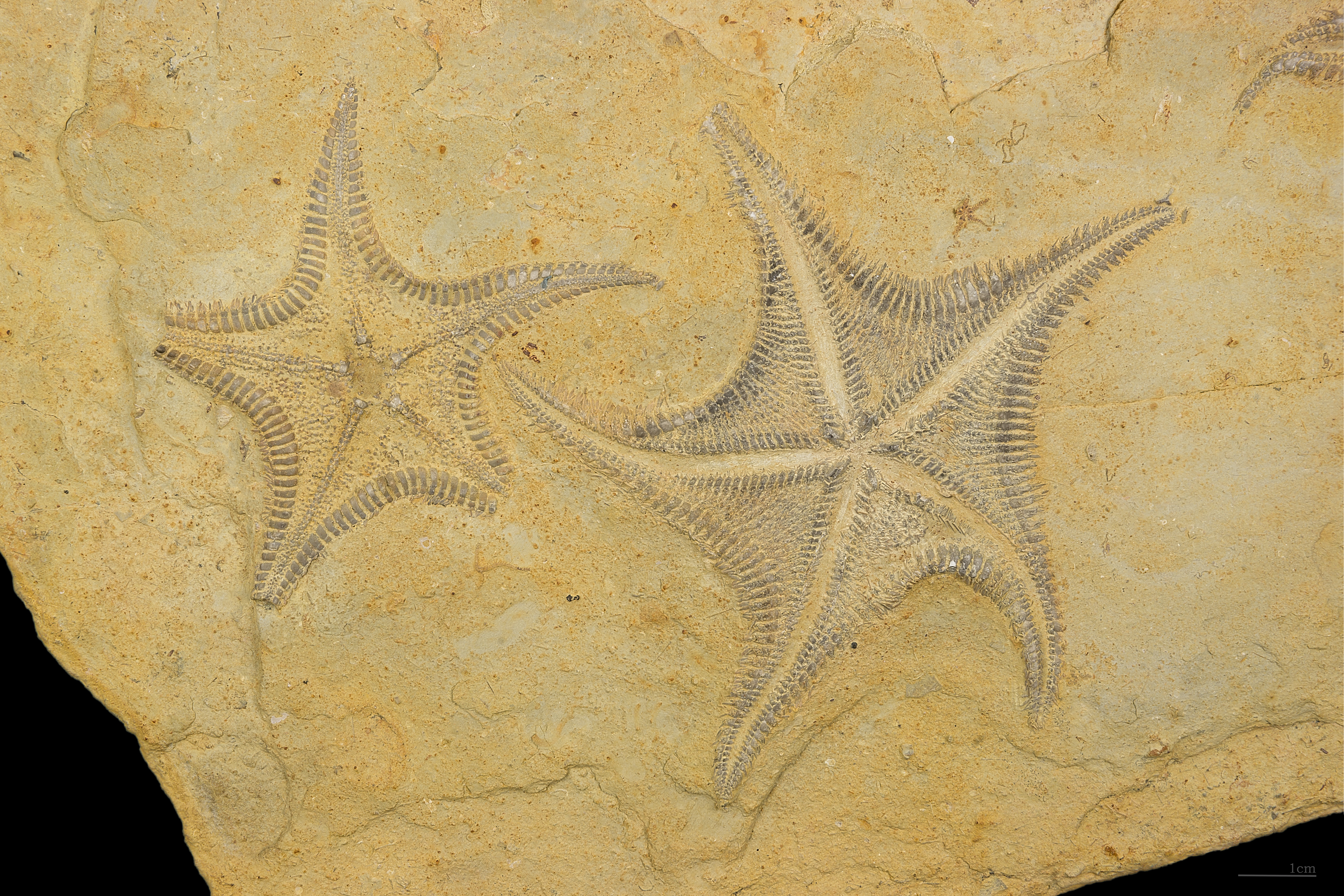
Betelgeusia orientalis (Astropectinidae, Barrémien, Maroc).
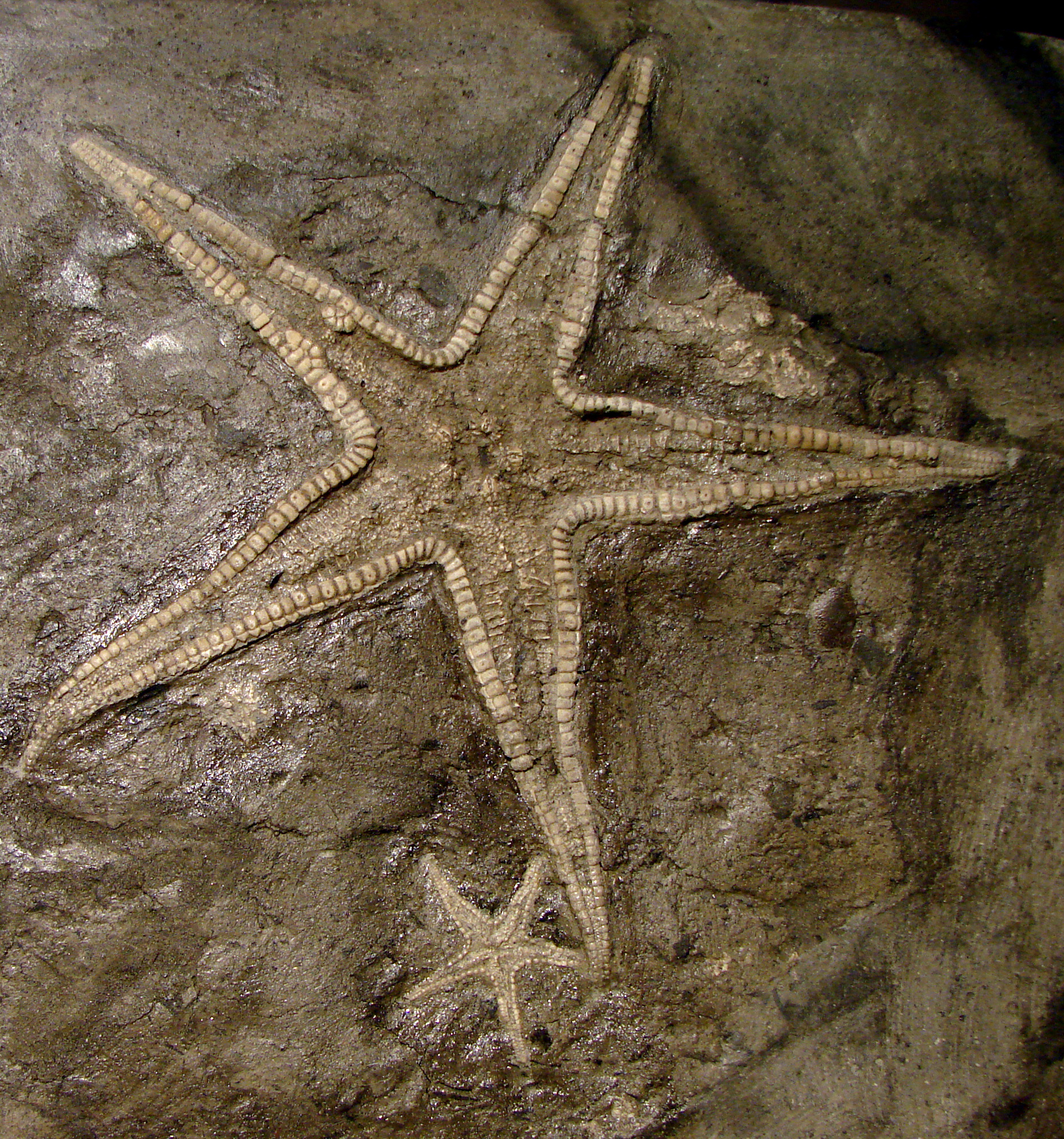
Astropecten lorioli (Astropectinidae, Tithonien).

## Les étoiles de mer et l'Homme

### Noms vernaculaires
Comme la plupart des espèces animales et végétales, l'étoile de mer possède différents noms dans les langues et dialectes régionaux de France.
En Normandie, elle est connue dans le Cotentin, le Bessin et la région de Dieppe sous le nom de fifote, du vieil anglais fīf-fōt, littéralement « cinq pieds ». On utilise également le terme de chinq-deit, c'est-à-dire « cinq doigts ».
Dans un contexte scientifique, on parle parfois d'« astéries », d'« astérides » ou d'« astéroïdes », mots de même origine que le nom scientifique Asteroidea.
Dans les autres langues européennes, l'idée de forme étoilée marque les noms vernaculaires des astérides. Elles sont ainsi appelées « starfishes » ou « sea stars » en anglais, « Seesterne » en allemand, « zeesteren » en néerlandais, « estrellas de mar » en espagnol, « estrelas do mar » en portugais, « stelle marine » en italien, ou encore « ἀστερίας / asterías » en grec.

### Les étoiles de mer dans l'économie

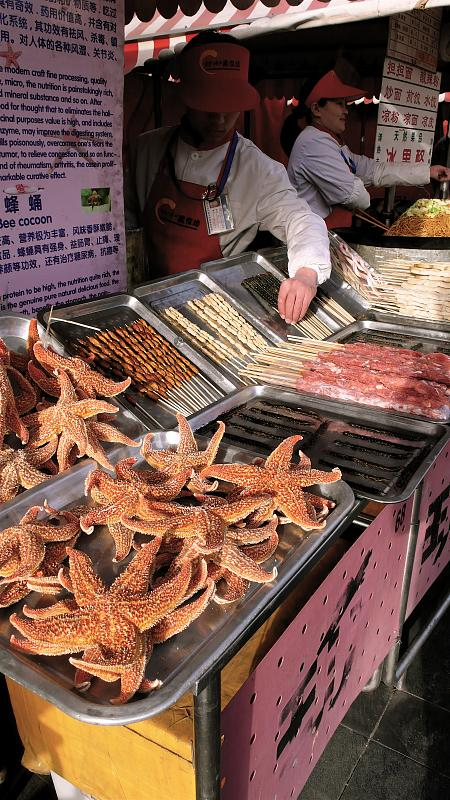
Étoiles de mer frites en Chine.

Certaines grosses étoiles de mer (principalement de la famille des Asteriidae) sont occasionnellement consommées frites dans plusieurs pays asiatiques, mais leur valeur marchande est bien inférieure à celle des holothuries, et elles ne sont pratiquement pas exportées. Leur valeur culinaire et nutritive est quasiment inexistante, et leur consommation est déconseillée, car elles peuvent contenir des toxines.
Les étoiles de mer sont souvent vendues séchées aux touristes sur les littoraux balnéaires, parfois en grandes quantités alimentant un braconnage féroce, en particulier aux Philippines et en Indonésie (d'où proviennent la plupart des étoiles vendues dans l'essentiel des stations balnéaires du monde). Dans certains endroits, les populations ont été décimées, entraînant des perturbations de l'écosystème.

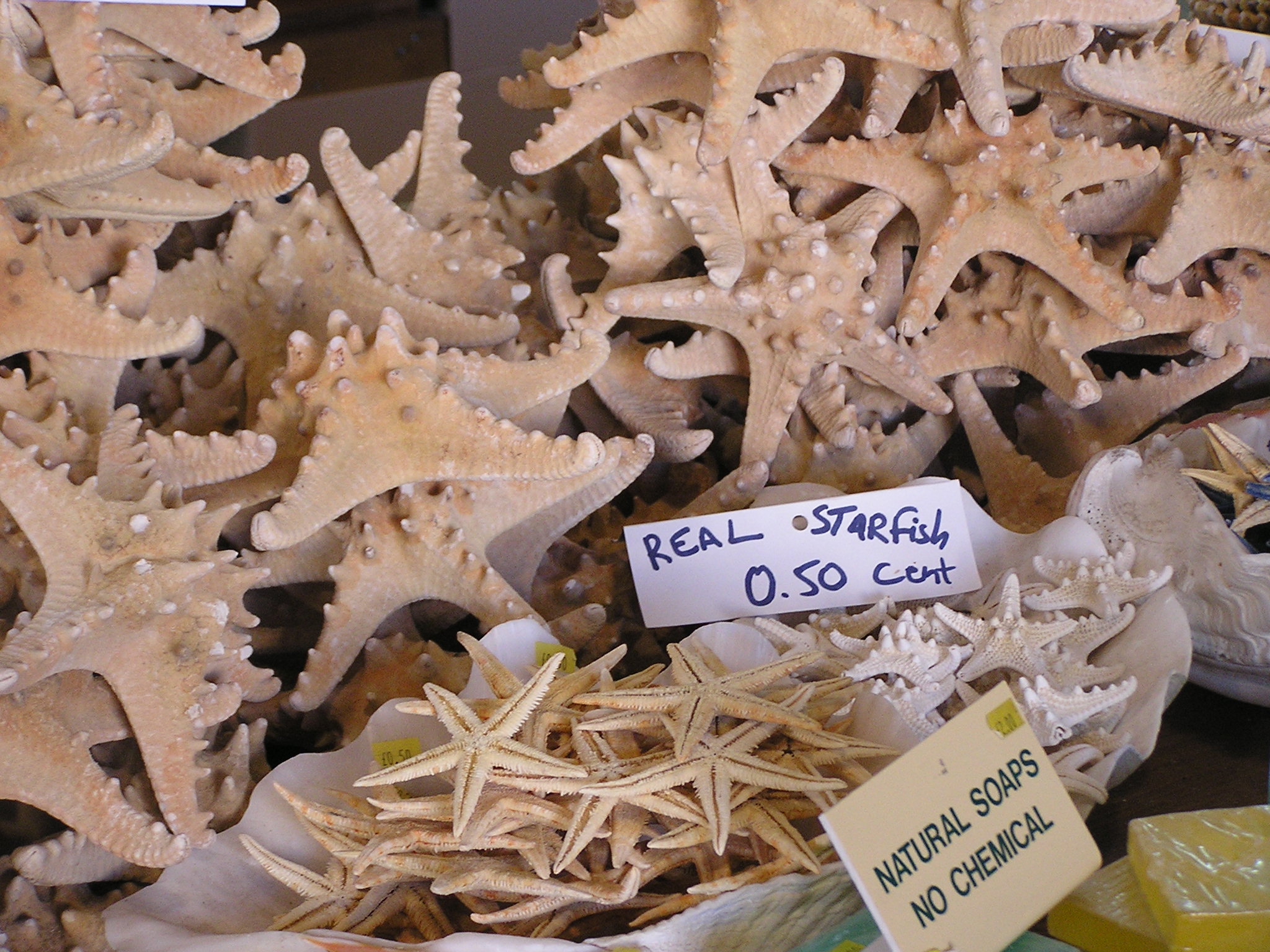
Étoiles de mer vendues comme souvenirs à Chypre (des Protoreaster nodosus et des Archaster typicus, deux espèces du Pacifique tropical).
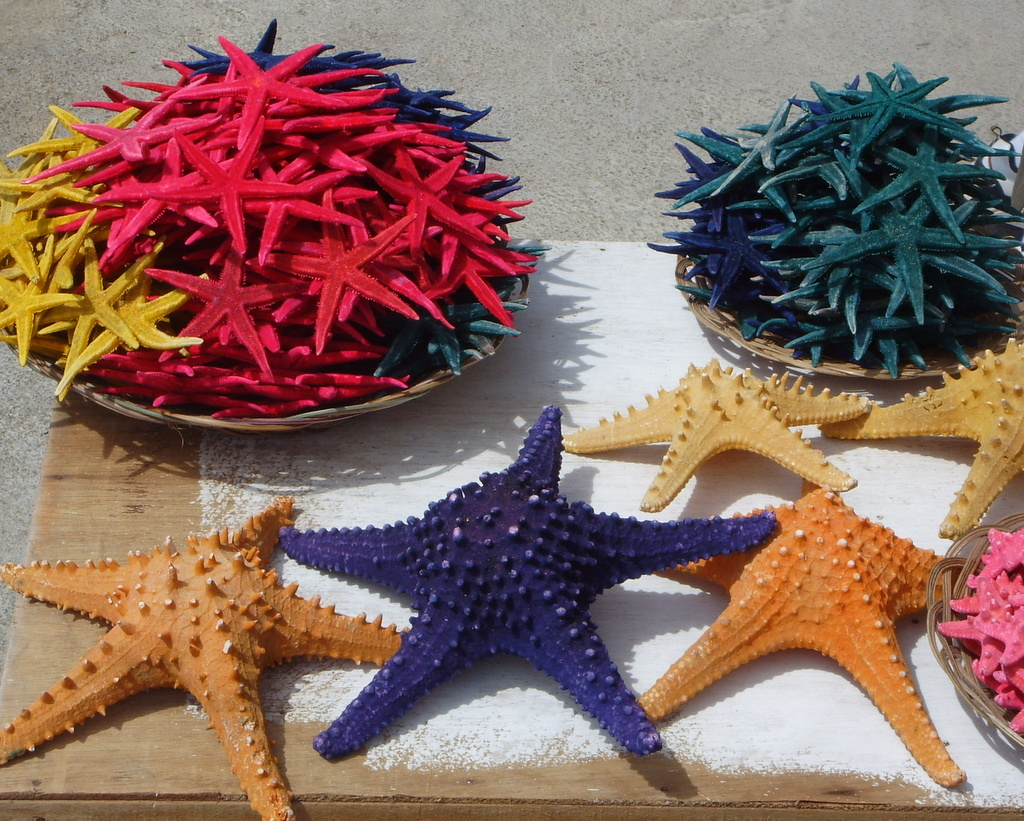
Des étoiles de mer séchées et teintes vendues comme souvenirs aux Philippines (Pentaceraster, Protoreaster et Archaster).

Des études sur une possible pêche et exploitation des populations d'étoiles de mer sont menées en France en 2025, avec un financement européen et régional, afin d'évaluer sur trois années les méthodes de pêche, le conditionnement, l'utilisation et la commercialisation.

### Aspects culturels

#### Dans l'art, la littérature et les médias
Les étoiles de mer étant complètement inféodées au milieu marin (sans équivalent terrestre ni d'eau douce), elles sont souvent vues comme un des symboles de la mer et des animaux qui y vivent. Leur forme particulière et la beauté de leurs couleurs leur ont ainsi assuré un certain succès en peinture et en décoration dès lors qu'il s'agit de symboliser la vie marine. Elles sont parfois utilisées pour couvrir les parties intimes des sirènes et autres personnages mythologiques marins (au même titre que la coquille saint-Jacques).
En 1840, le naturaliste anglais Edward Forbes édita un ouvrage illustré étonnant, A history of British star-fishes, and other animals of the class Echinodermata, contenant de nombreuses illustrations allégoriques souvent burlesques, mettant en scène des échinodermes dans des gravures d'inspiration néo-classique, aux connotations mythologiques, galantes, épiques, ou comiques.
Si les étoiles de mer jouissent d'une certaine sympathie dans la culture occidentale (qui leur vaut parfois le massacre par récolte intempestive), leur corps très peu anthropomorphique les a cependant empêchées d'incarner des personnages célèbres dans les fables, contes et histoires pour enfants. L'étoile de mer la plus médiatique est sans doute Patrick Étoile de mer dans la série Bob l'éponge, mais il s'agit d'un cas presque unique. Ce personnage a quand même acquis une certaine notoriété, au point qu'en 2020, une équipe chinoise a décrit une nouvelle espèce d'étoile de mer abyssale étroitement associée aux éponges et l'a nommée en l'honneur du personnage Patrick Étoile de mer, Astrolirus patricki.
Un autre personnage animé largement diffusé quoique plus anecdotique est Peach, personnage secondaire dans Le Monde de Nemo.
À l'inverse, la morphologie mystérieuse des étoiles de mer peut inspirer des dessinateurs pour des rôles de créature terrifiante : c'est par exemple le cas pour l'alien Starro (en), « supervillain » de l'univers DC Comics opposé notamment à la Justice League et visible dans le film The Suicide Squad.
Au Japon, où l'anthropomorphisme revêt moins d'importance et où les invertébrés sont plus présents dans le folklore, les étoiles de mer sont des personnages assez présents dans la culture populaire, et ont notamment inspiré de nombreux films de kaijus (qui sont probablement la source du Starro américain). La franchise de jeux vidéo Pokémon compte plusieurs créatures inspirées des étoiles de mer, comme Stari et Staross dès la première génération, puis Vorastérie et Prédastérie, qui représentent spécifiquement l'espèce venimeuse Acanthaster planci.

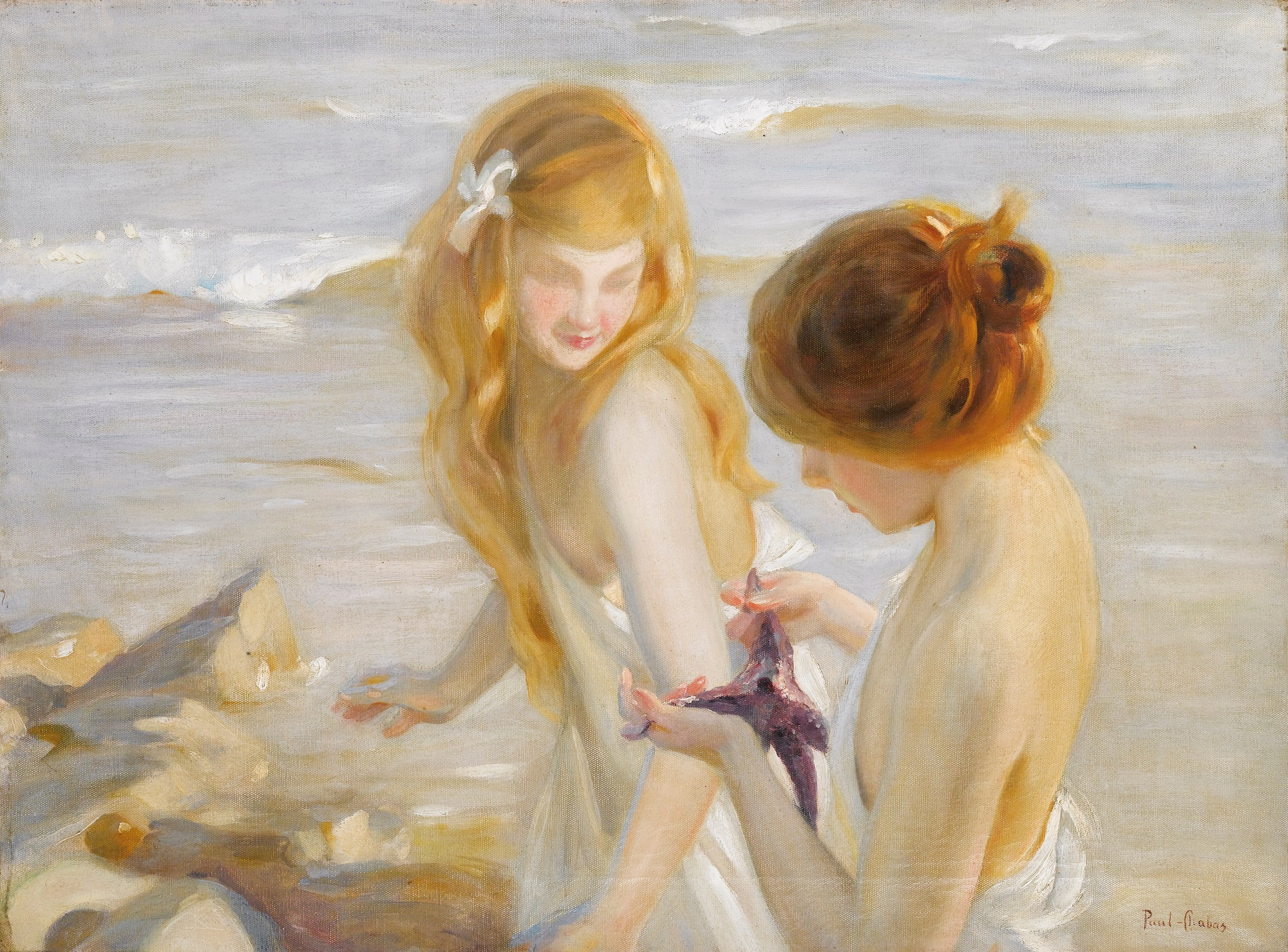
Paul Chabas : Deux jeunes filles à l'étoile de mer.
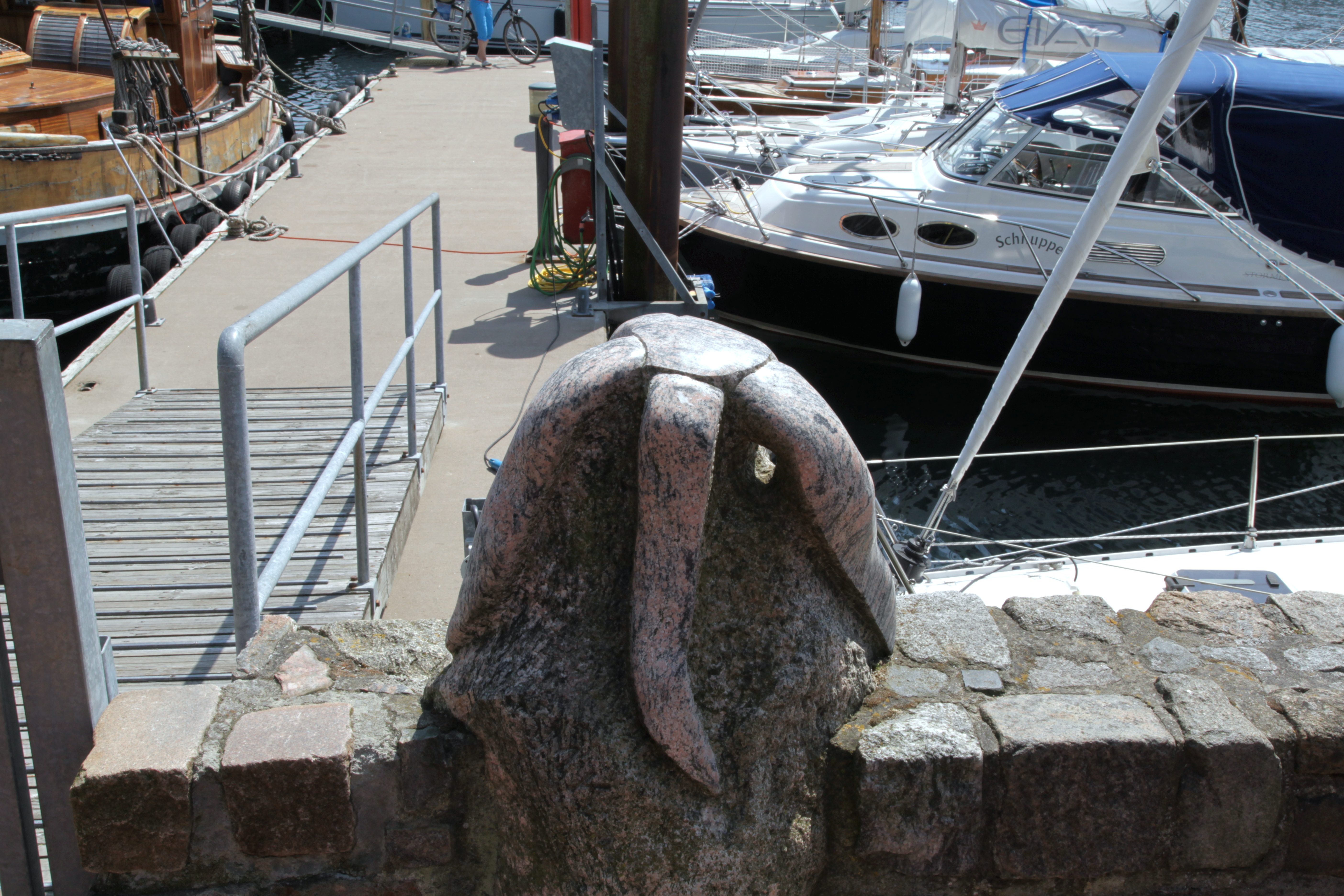
Sculpture portuaire à Eckernförde.
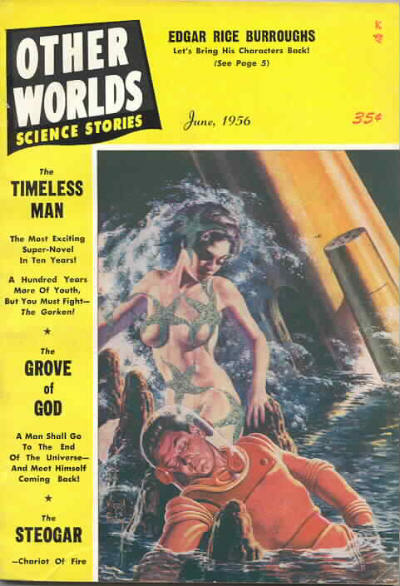
Couverture d'un pulp américain des années 1950.
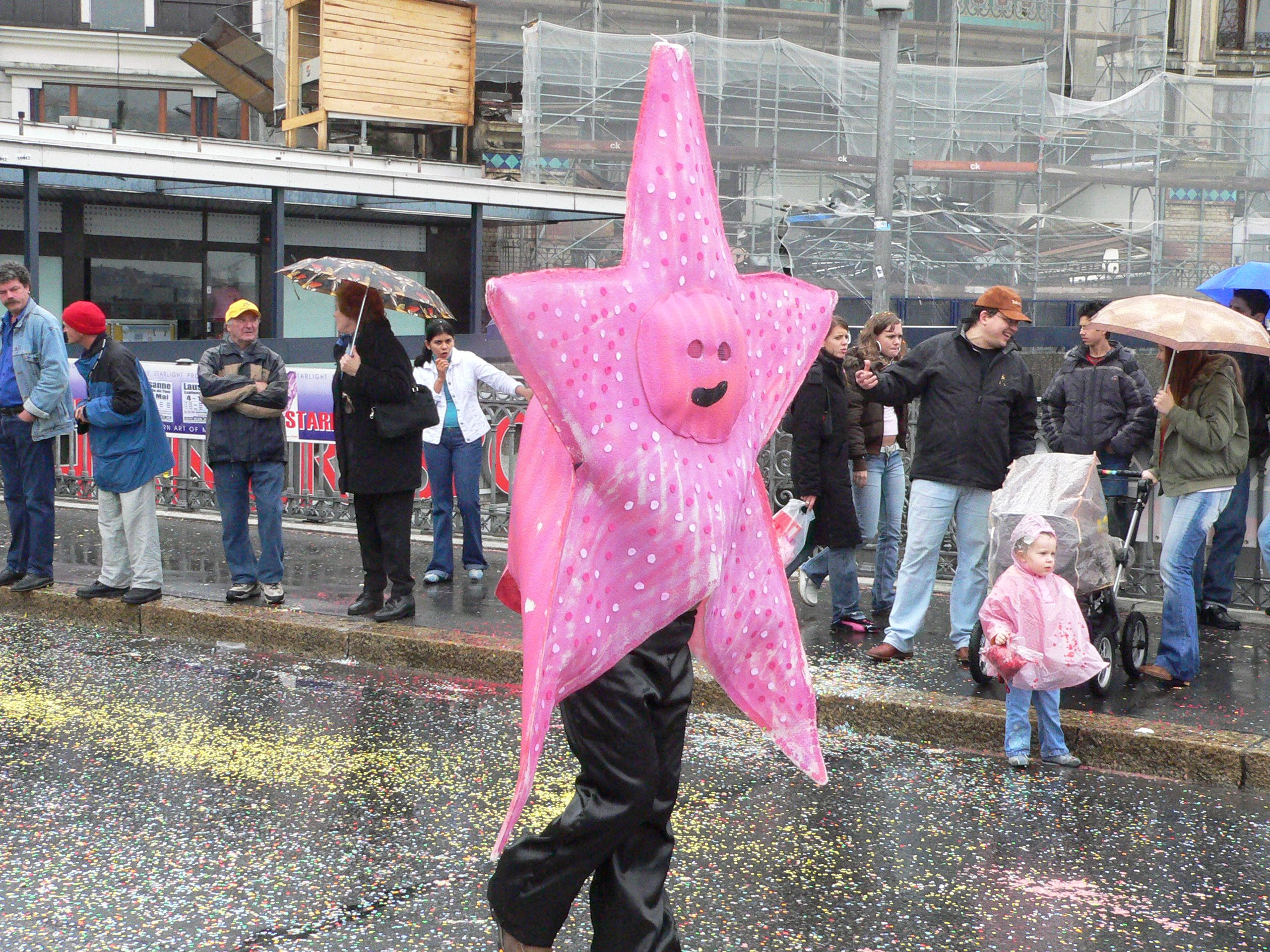
Cosplay de Peach, personnage du Monde de Nemo.
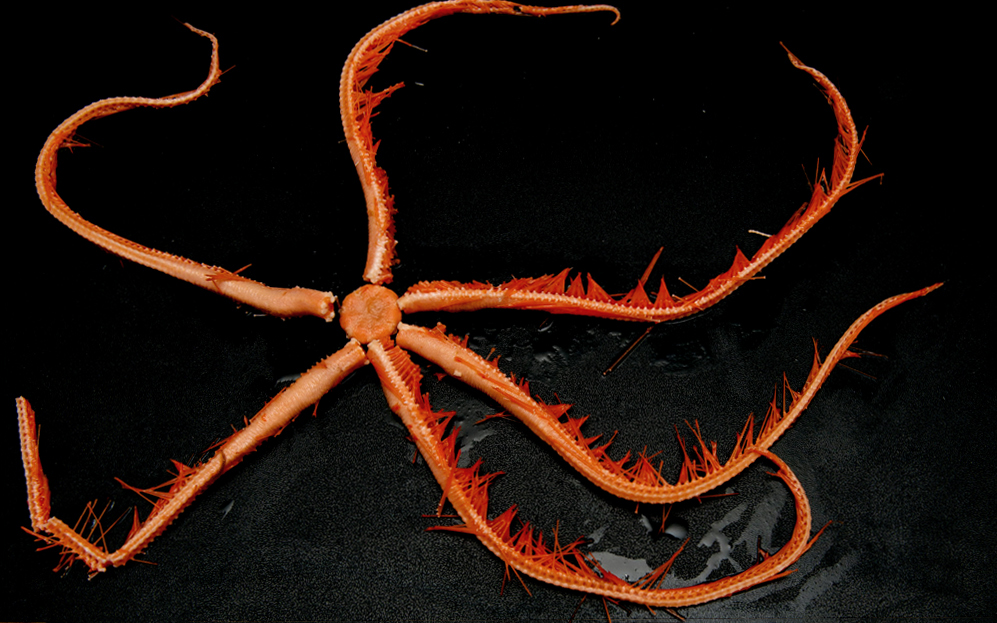
Astrolirus patricki, nommée en l'honneur du personnage animé Patrick Étoile de mer.

### Danger des étoiles de mer pour l'homme

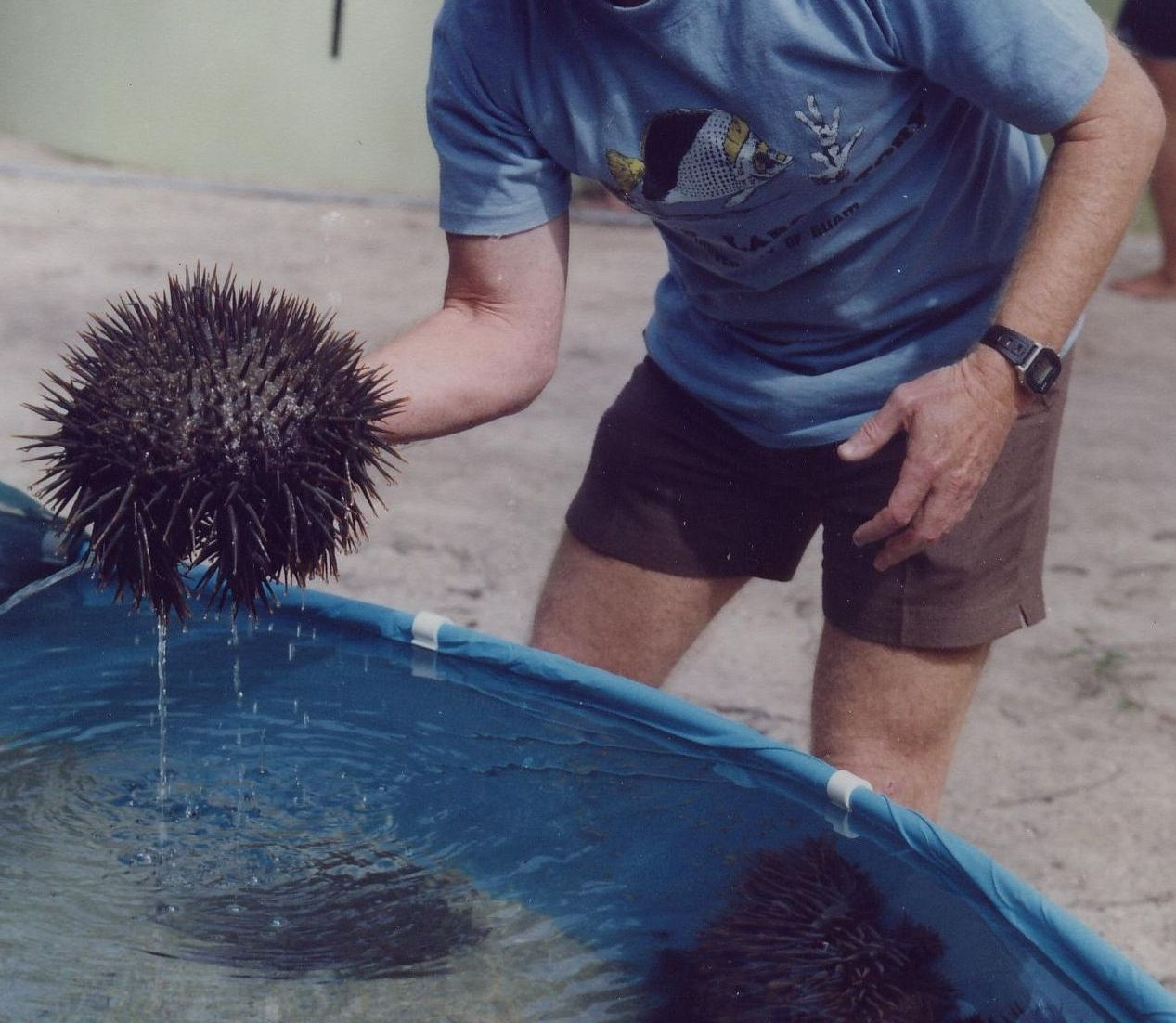
L'acanthaster pourpre, est recouverte d'épines venimeuses.

La grande majorité des étoiles de mer sont inoffensives pour l'homme. Les prédatrices chassent principalement des animaux plus lents qu'elles, qu'elles piègent entre leurs nombreux bras pour les étouffer, avant de dévaginer leur estomac sur leur proie pour la digérer lentement : ce mode de prédation ne permet pas d'agresser efficacement des animaux plus gros ni plus rapides.
Cependant, certaines espèces peuvent présenter un danger relatif par leur système de défense, comme l'acanthaster pourpre, qui est connue pour être un prédateur des coraux de la grande barrière d'Australie : de grande taille, elle est hérissée de piquants venimeux pouvant être dangereux pour l'homme.
On connaît au moins une autre espèce sécrétant une toxine affectant les humains : Plectaster decanus, étoile du sud de l'Australie, qui sécrète un mucus anesthésiant pouvant provoquer un engourdissement des mains quand on la manipule longtemps à main nues.
La consommation d'étoiles de mer est en revanche susceptible de représenter un léger risque, car elles sont très peu digestes et certaines peuvent accumuler des toxines dans leurs chairs.

## Menaces et conservation

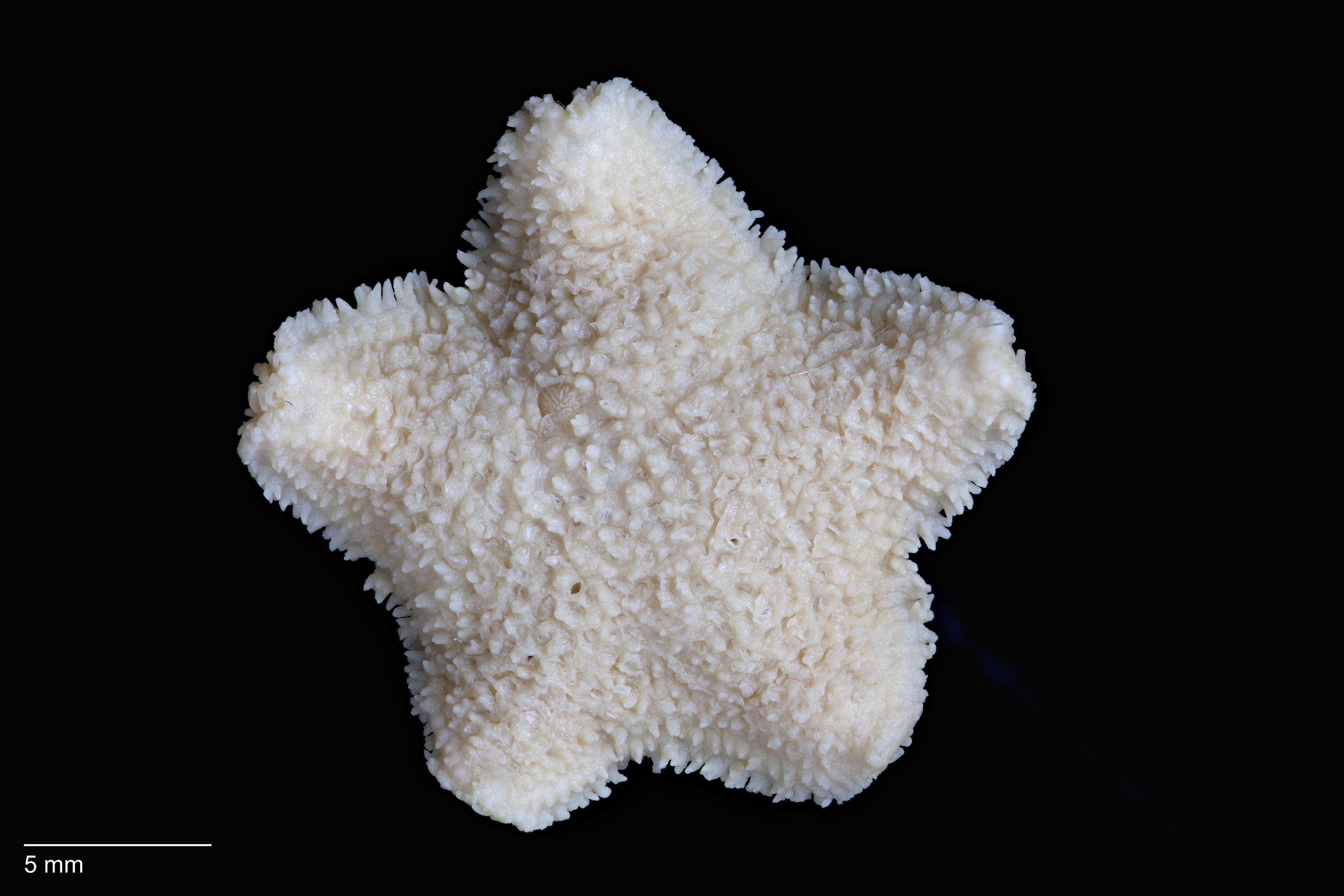
Patiriella littoralis, une espèce australienne déclarée éteinte en 2018 à la suite de la destruction de son habitat.

Aucune étoile de mer ne fait l'objet d'une exploitation commerciale massive, même si certaines sont abondamment récoltées dans certaines zones pour être séchées et vendues aux touristes et aux décorateurs. Ces pratiques étant encore très localisées, aucune étoile n'est affectée par des conventions comme la CITES.
Cependant, et alors que les espèces marines, ne connaissant que peu de frontières, sont beaucoup moins menacées de disparition que les espèces terrestres, la modification croissante de leurs conditions de vie commence à affecter de plus en plus sérieusement certaines populations d'étoiles de mer, et on commence à observer des extinctions d'espèces, comme l'espèce australienne Patiriella littoralis en 2018.
Le Syndrome du dépérissement de l'étoile de mer qui frappe depuis quelques décennies les populations du Pacifique américain pourrait aussi entraîner des déclins dramatiques de certaines espèces.
Ainsi en 2020, sa principale victime Pycnopodia helianthoides est la première étoile de mer à intégrer la Liste rouge de l'UICN avec le statut d'espèce en danger critique d'extinction.